# المسيحية في إسبانيا
المسيحية في إسبانيا هي الديانة الغالبة والسائدة، وتُعتبر الكنيسة الرومانية الكاثوليكية أكبر الطوائف المسيحية في الوقت الحاضر في إسبانيا حيث يعتنقها 71.1% من السكان وفقًا لدراسة أجريت من قبل مركز البحوث الاجتماعية الإسباني في سبتمبر 2019. ألغى دستور إسبانيا 1978 وضع المذهب الكاثوليكي كدين الدولة الرسميّ، على الرغم ذلك يعترف الدستور بالدور الذي تلعبه الكنيسة الكاثوليكية في المجتمع الإسباني. كما ويُكرس الدستور الإسباني العلمانية في الحكم، فضلاً عن حرية الدين أو المعتقد للجميع، قائلاً إنه لا ينبغي أن يكون للدولة أي طابع ديني، بينما يسمح للدولة «بالتعاون» مع الجماعات الدينية. وتشمل أيام العطل الرسمية في إسبانيا مزيجاً من المناسبات الدينية (الكاثوليكية) والاحتفالات الوطنية الإقليمية.
انتشرت المسيحيَّة في رُبُوع شبه الجزيرة الأيبيريَّة مُنذُ العهد الروماني، وكان القوط بدايةً على المذهب الآريوسي الذي يقول بِالطبيعة الواحدة لِلمسيح، على أنَّ المذهب الخلقيدوني الذي كان يُدين بِطبيعتين لِلمسيح كان مُنتشرًا في أواسط العامَّة من غير القوط. سقط أغلب شبه الجزيرة الإيبيرية في القرن الثامن (711-718) بيد جيوش المسلمين القادمة من شمال أفريقيا. كانت هذه الفتوحات جزءاً من توسع الخلافة الإسلامية الأموية. تمكنت فقط منطقة صغيرة جبلية في الشمال الغربي من شبه جزيرة من مقاومة الغزو الأولي. وبموجب الشريعة الإسلامية، جرت معاملة المسيحيين واليهود معاملة أهل الذمة. حيث يسمح هذا الوضع للمسيحيين واليهود بممارسة دياناتهم كأهل الكتاب وكان عليهم دفع الجزية، ودعي المسيحيين القاطنين في الأندلس باسم المستعربون. وكانت فترة حروب الاسترداد أو سقوط الأندلس حقبة دامت عدة قرون من توسع الممالك المسيحية في أيبيريا، وخرجت إسبانيا كبلد موحد في القرن الخامس عشر وذلك بعد توحيد الممالك الكاثوليكية والسيطرة على كامل شبه الجزيرة الأيبيرية في عام 1492، وهي حقبة عرفت باسم العصر الذهبي الإسباني. وأصبحت إسبانيا إمبراطورية عالمية ولعبت دور في نشر الكاثوليكية في العالم الجديد، حيث بذلت الكنيسة الكاثوليكية خلال عصر الاستكشاف جهداً كبيراً لنشر المسيحية في العالم الجديد وتحويل الهنود الحمر وغيرهم من الشعوب الأصلية في الأمريكتين للمسيحية. وتُعتبر الديانة والثقافة الكاثوليكية من الإرث الثقافي المهم للإمبراطورية الإسبانية في الخارج، والتي ما تزال العقيدة الدينية الرئيسية في أمريكا الإسبانية والفلبين.
كانت الكاثوليكية ولأمد طويل الدين الرئيسي في إسبانيا، وتُعرف إسبانيا بتراثها الكاثوليكي الثقافي والغنيّ، حيث تمتلك إسبانيا ثقافة كاثوليكية غنيَّة فهي مثل نظيراتها من الكنائس الأوروبية تملك مجموعة واسعة من الفنون والموسيقى المسيحيَّة، وتشرف الكنيسة الإسبانية على واحد من أكبر مستودعات للعمارة الدينية والفنيَّة في العالم. ولإسبانيا تقاليد كاثوليكية عريقة منها تقاليد تطوافات ومواكب أسبوع الآلام والحج إلى سانتياغو دي كومبوستيلا أو ما يُعرف بكامينيو دي سانتياغو وإلروسيو ودراما إلتشي ومهرجان سان فيرمين ومهرجان فالس بلنسية ومهرجان الملوك الثلاثة. ومنذ حروب الاسترداد تميزت الثقافة الإسبانيَّة بعلاقات تاريخية قوية بالكاثوليكية، والتي لعبت دورًا محوريًا في تشكيل البلاد والهوية اللاحقة. ويُعتبر كل من يعقوب بن زبدي وتيريزا الأفيلاوية الرعاة الوطنيين للمملكة الإسبانيَّة بحسب التقاليد المسيحية.
تربع على الكرسي الرسولي بابوين إسبان وهما كاليستوس الثالث وإسكندر السادس، وأنجبت إسبانيا العديد من القديسين الكاثوليك ومن بين الأكثر شهرة في العالم المسيحي القديس دومينيك، وتيريزا الأفيلاوية، وإغناطيوس دي لويولا، وفرنسيس كسفاريوس، ويوحنا الأفيلي، والملك فرناندو الثالث ملك قشتالة، ويوحنا الصليب وبدرو آروبيه. وكان للإمبراطورية الإسبانية تأثير كبير في المجال التبشيري، حيث بشّر المبشرين الإسبان بالمسيحيَّة في العالم الجديد وأفريقيا جنوب الصحراء وشرق وجنوب شرق آسيا وجزر المحيط الهادئ وكان لهم الأثر في دخول العديد من سكانها للمسيحية.

## تاريخ
إسبانيا هي دولة قومية ولدت خارج الصراع الديني أساسًا بين الكاثوليكية والإسلام. أدخل الرومان اللغة اللاتينية إلى المقاطعة، وتطورت اللغة الأسبانية تدريجيًا عن اللاتينية التي كانت لغة التخاطب. كذلك أدْخلت المسيحية إلى المقاطعة خلال الحكم الروماني، وأصبحت المسيحية هي الديانة الرسمية للمقاطعة ـ وللإمبراطورية الرومانية ـ خلال أواخر القرن الرابع الميلادي. وفي الوقت نفسه تقريبًا انقسمت الإمبراطورية إلى جزأين: الإمبراطورية الرومانية الشرقية والإمبراطورية الرومانية الغربية. وأصبحت أسبانيا جزءًا من الإمبراطورية الرومانية الغربية.

### القوط الغربيين

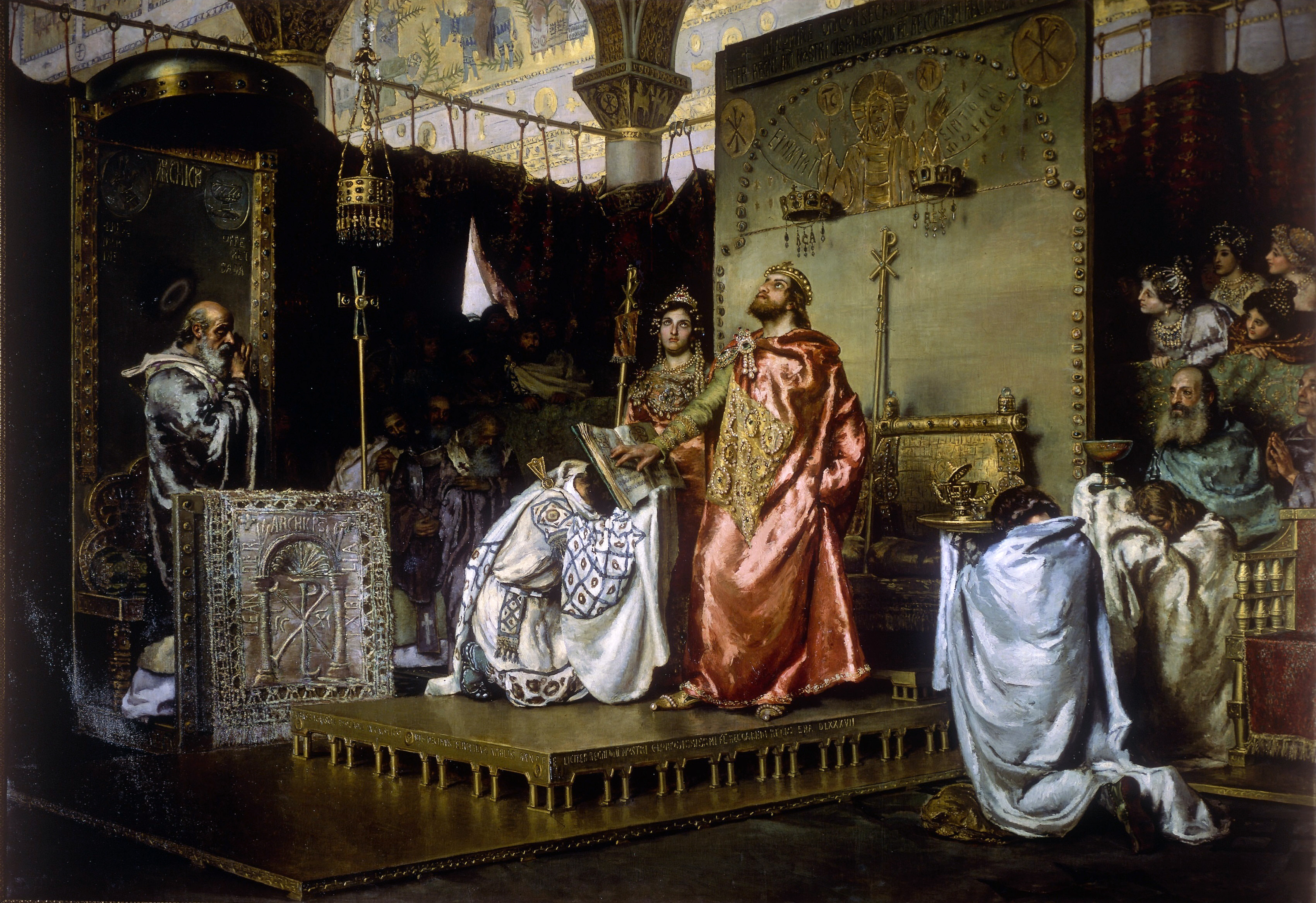
الملك ريكَّاريد الأوَّل وهو يعتنق المذهب الخلقيدوني.

ظهرت المسيحية في هيسبانيا في القرن الميلادي الأول وأصبحت ذات شعبية في المدن في القرن الثاني الميلادي. وتعود معظم لغات إسبانيا الحالية والدين وأساس القوانين إلى هذه الفترة. ومع تفكك الإمبراطورية الغربية، أصبحت القاعدة الاجتماعية والاقتصادية مبسطة بشكل كبير ولكن حتى في صيغتها المعدلة، حافظت الأنظمة التي خلفت الرومان على العديد من المؤسسات والقوانين التي ورثتها منهم بما فيها المسيحية.
مع أفول نجم روما، غزت القبائل الجرمانية معظم أراضي الإمبراطورية السابقة. في السنوات التي أعقبت 410 تحول القوط الغربيين إلى المسيحية. أنشأت مملكة القوط الغربيين وكانت العاصمة في توليدو. انتشرت المسيحيَّة في رُبُوع شبه الجزيرة الأيبيريَّة مُنذُ العهد الروماني، وكان القوط بدايةً على المذهب الآريوسي الذي يقول بِالطبيعة الواحدة لِلمسيح، على أنَّ المذهب الخلقيدوني الذي كان يُدين بِطبيعتين لِلمسيح كان مُنتشرًا في أواسط العامَّة من غير القوط. ولم يفرض القوط مذهبهم، فكان أفراد كُل مذهب يُمارسون شعائرهم الدينيَّة في كنائسهم الخاصَّة بِحُريَّة، بِمُساعدة رجال الدين التابعين لهم. وأدرك أحد مُلوك القوط، وهو ريكَّاريد الأوَّل (586–601م)، عندما حاول إصلاح أوضاع الدولة، وقد اعترضته هذه الظاهرة الدينيَّة الانقساميَّة التي أدَّت إلى حُدوث مُشكلات بين السُلطة والكنيسة؛ أنَّ الإصلاح الحقيقي يبدأ بِتوحيد المذهب الديني، فاتخذ الخلقيدونيَّة مذهبًا رسميًّا وحيدًا لِلبلاد. وهكذا أعلن مجمع طُليطلة الديني الذي انعقد في سنة 587م تخلِّي ريكَّارد عن المذهب الآريوسي واعتناقه المذهب الخلقيدوني، وتبعهُ في هذا التحوُّل سائر القوط، فتوحَّدت الكنيسة الهسپانيَّة تحت ظل الملكيَّة القوطيَّة. أعقب هذا التحوُّل المذهبي تبنِّي اللُغة اللاتينيَّة كلُغة رسميَّة في هسپانيا، وتوثَّقت نتيجة ذلك العلاقات مع البابويَّة التي أضحى تأثيرها كبيرًا في شؤون البلاد، كما أصبح لِأُسقُف طُليطلة مركزٌ هام لا يقل عن مركز الملك نفسه.

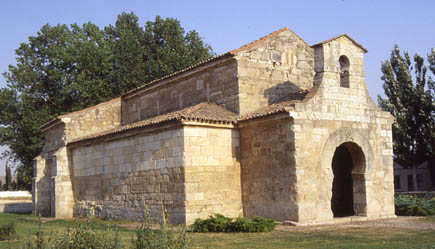
كنيسة القديس يوحنا المعمدان في فينتا دي بانوس؛ أقدم كنائس إسبانيا.

تمتَّع رجالُ الدين المسيحيين في مملكة القوط الغربيين بِمركزٍ مرموقٍ لدى الحُكَّام ممَّا جعل لهم تأثيرًا مكَّنهم من توجيه القوانين والنُظم بما يكفل لهم كسب مزيدٍ من النُفوذ والامتيازات، والقُدرة على التدخُّل في الشؤون السياسيَّة والعسكريَّة، وصياغة الحياة العقليَّة والاجتماعيَّة وفقًا لِتوجُّه الكنيسة وغاياتها، فكانوا يحضرون المجالس الوطنيَّة التي كانت تنظر في الشُؤون العامَّة لِلدولة، ويُصادقون على انتخاب الملك، وادَّعت هذه الفئة لِنفسها الحق في عزله إذا أبى الإذعان لِقراراتها.
كان أحد النُبلاء ذوي الأصل القوطي المُنسحبين إلى شمال أيبيريا، المدعو «بُلاي پلاجيوس»، أوَّل من جمع فلَّ النصارى بِالأندلُس، ووضع أُسس أوَّل مملكة مسيحيَّة أيبيريَّة شماليَّة هي مملكة أشتوريس، بعد أن فشل المُسلمون بِضم أقاصي شمال شبه الجزيرة الأيبيريَّة إلى ديار الإسلام، وسُميت الصخرة التي احتمى فيها بقايا القوط سالِفة الذِكر باسمه. ومن تلك المنطقة أخذت حركات التمرُّد والهُجوم ضدَّ الحاميات الإسلاميَّة المُقيمة في أشتوريس تُنظَّم وتُرسل بشكلٍ دوريّ. ولمَّا تُوفي بُلاي خلفه ابنه «فاڤيلا» الذي لم يكن على مُستوى والده في الهمَّة والنشاط، فكان عابثًا يتحاشى القيام بِأي عملٍ عسكريٍّ، وقضى نحبه في إحدى رحلات الصيد حيثُ هاجمه دُبٌ ومزَّقه، ولم يترك وريثًا، فخلفه ألفونسو الأوَّل ابن الدوق بُطرُس المُلقَّب بِالكاثوليكي، وهو من أصلٍ قوطيٍّ. تمكَّن ألفونسو الأوَّل من توحيد الجبهة المسيحيَّة في شمال أيبيريا ضدَّ المُسلمين، لِيكون بِهذا المُؤسس الحقيقي لِتلك المملكة التي قامت في وقتٍ مُبكرٍ من حُكم المُسلمين، وفي السنوات اللاحقة من فترة حُكمه التي دامت ثمانية عشر عامًا، تمكَّن من استغلال النزاعات العرقيَّة والعصبيَّات القبليَّة التي نشبت بين العرب والبربر في إقليميّ جُليقة وأشتوريس ونجم عنها نُزوح العرب إلى المناطق الجنوبيَّة من البلاد، ومن ثُمَّ حُلول القحط الذي جعل البربر يضطَّرون إلى النُزوح عن تلك الأنحاء، لِيقوم بِتهجير ما تبقَّى من المُسلمين في شمال الأندلُس عبر استخدامه أُسلوب حرب العصابات واستغلاله لِطبيعة الشمال الأيبيري الوعرة لِإسقاط المُسلمين في شركٍ تلو الآخر والقضاء عليهم. واعتبر الكثير من المُؤرخين، وبِالأخص الغربيين، أنَّ ذلك شكَّل بداية حُروب الاسترداد التي أدَّت في نهاية المطاف إلى سُقُوط الأندلُس.

### أيبيريا الإسلامية

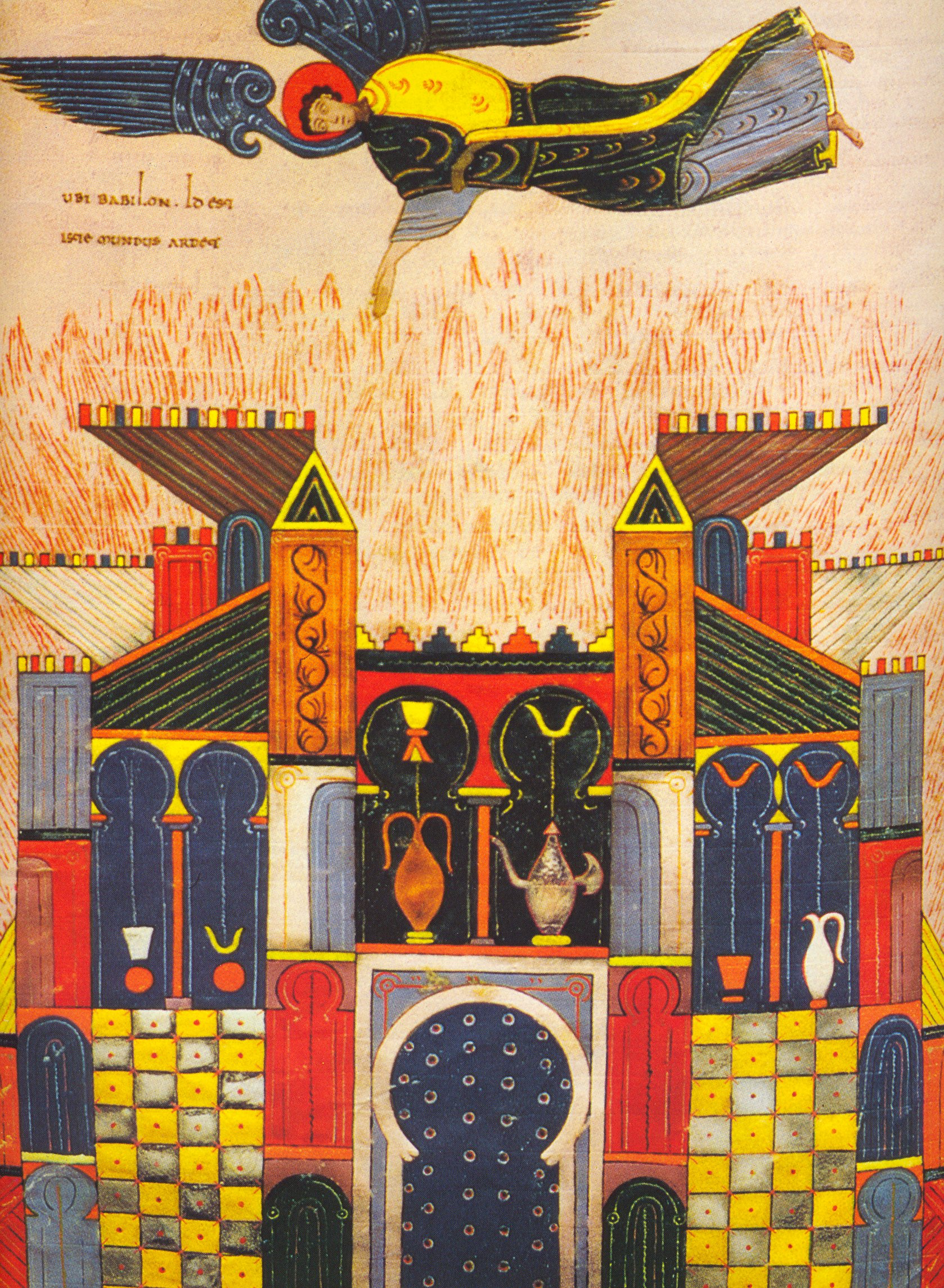
مخطوطة مستعربة؛ حيث احتوت فنون المستعربين على عناصر مسيحية غربية وإسلامية.

الأندلس هي الدولة التي أسسها المسلمون في شبه جزيرة أيبيريا عام 711م بعد أن استولوا تحت قيادة طارق بن زياد وضموها للخلافة الأموية وأستمر وجود المسلمين بالأندلس حتى سقوط مملكة غرناطة عام 1492. واصل المسلمون التوسع بعد السيطرة على معظم أبيريا لينتقلوا شمالا عبر جبال البرنييه حتى وصلوا وسط فرنسا وغرب سويسرا. هـُزم الجيش الإسلامي في معركة بلاط الشهداء (تورز) عام 732 أمام قائد الفرنجة شارل مارتل. أرسل القائد موسى بن نصير إلى ابنه عبد العزيز ليستكمل الغزوات في غرب الأندلس حتى وصل إلى لشبونة أما موسى بن نصير وطارق بن زياد فقد لاتجاها شمالا إلى برشلونه ثم سراقسطه ثم شمال تجاه الوسط والغرب حتى انتهت السيطرة على كل الأندلس في ثلاثة سنين ونصف. وبحسب الروايةً دعى مُغيث الرومي، مولى عبد الملك بن مروان السُكَّان المسيحيين الذين احتموا بِالكنيسة في قرطبة إلى الإسلام أو الجزية فرفضوا، عندئذٍ أضرم النار في الكنيسة فاحترقوا، وسُمِّيت هذه الكنيسة بِـ«كنيسة الحرقى» أو «كنيسة الأسرى»، واستمرَّ المسيحيُّون في الأندلُس يُعظمونها لِصبر من كان فيها على دينهم من شدَّة البلاء.
خلال هذه الفترة ارتفع عدد المسلمين بشكل كبير، على الرغم من أن الغالبية العظمى من السكان ظلت المسيحية. وجعل المُسلمون لِنصارى الأندلُس تنظيمٌ دينيٌّ يُشرف عليه رجال الدين منهم: فكان لهم ثلاث أبرشيَّات في طُليطلة وإشبيلية وماردة، كما كان لهم ثماني عشرة أُسقُفيَّة، أمَّا الأديرة فكانت كثيرةً جدًا إذ كان منها حول قُرطُبة وحدها أكثر من خمسة عشر ديرًا. وبقي قسمٌ كبيرٌ من أهالي الأندلُس القُوط على المسيحيَّة، فكفلت لهم الدولة الحُريَّة الدينيَّة لقاء الجزية السنويَّة. وقد تمتَّع نصارى الأندلُس زمن الإمارة الأُمويَّة بحقوقٍ وامتيازاتٍ لم يحصلوا عليها خِلال العهد القوطي، من ذلك أن المُسلمين سمحوا لهم بالحفاظ على مُمتلكاتهم الدينيَّة كالكنائس ومُمتلكاتها، والأديرة وغيرها، وعلى مُمتلكاتهم الخاصَّة مثل الأموال والعقارات المُختلفة كالمساكن، والمحلَّات التجاريَّة، والأراضي الزراعيَّة. أضف إلى ذلك، منحت السُلطة الإسلاميَّة في الأندلُس للمسيحيين امتيازات منها قرع النواقيس، ومرور المواكب في شوارع المُدن أثناء الاحتفالات الدينيَّة حاملين الصليب، وبناء كنائس جديدة، إضافةً إلى السماح لهم باستعمال اللُغة العربيَّة في الترانيم الكنسية، وعدم تدخلها في الأُمور التنظيميَّة الدَّاخليَّة للكنيسة.
ومن الناحية الثقافيَّة، ساهم الوُجود الإسلامي في الأندلُس في تحرير الكنيسة الأندلُسيَّة من تبعيَّتها لِكنيسة روما، كما تحرر المسيحيّون من ضغط رجال الدين عليهم، بفضل الحماية التي ضمنتها لهم السُلطة الإسلاميَّة، فأصبح بإمكان المسيحي أن ينتقد الكنيسة وتصرُّفات رجال الدين، ونتج عن ذلك ظهور مجموعة من المذاهب الدينيَّة المسيحيَّة في الأندلس. وعلى الرُغم من التمازج والعيش السلمي بين المُسلمين والمسيحيين في الأندلُس، فإنَّ بعض الثورات الطائفيَّة أو المصبوغة بصبغةٍ طائفيَّة قد وقعت بين الحين والآخر لِأسبابٍ مُختلفة، منها ثورة عُمر بن حفصون المُعارض لِسُلطة الدولة الأُمويَّة، وقد استمرَّت 49 سنة (267هـ - 316هـ)، وقضيَّة شُهداء قُرطُبة المُثيرة للجدل.

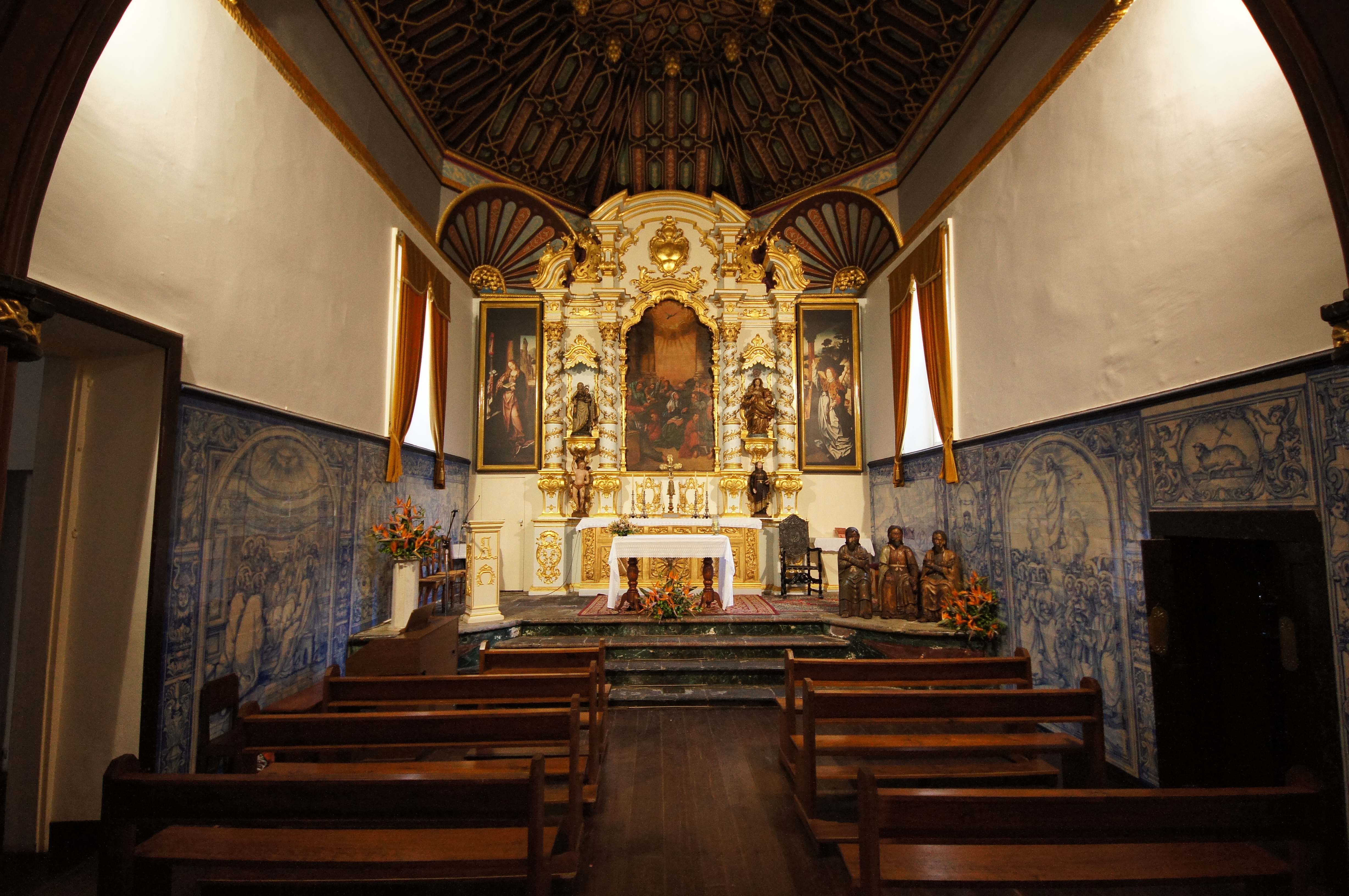
كنيسة في إشبيلية مبنية بأسلوب المستعربين.

أطلق على مسيحي الأندلس مصلطح المستعربون وهو لقب الأيبيريين الذين بقوا على المسيحيَّة وتثقَّفوا بِالثقافة الإسلاميَّة وتحدثوا بِاللُغة العربيَّة. خلال الحكم الأموي اعتمد عليهم الأمويون في إدارة شئون البلاد الاقتصادية وتنظيم الدولة والعلوم وقد بزر المسيحيون في العلوم والطب والفلك. أما عوامهم فقد امتهنوا الزراعة وتربية الماشية والصيد. وقد تأثروا بالعرب حتى أنهم تكلموا لغة منطوقة مزجت بين اللغة العربية واللاتينية القديمة، والتي ظلت تستخدم كلغة منطوقة حتى القرن الرابع عشر. وكان ينتمي غالبيتهم إلى الكنيسة الكنيسة الرومانية الكاثوليكية وإلى الطقس القوطي أو الموزورابي. في الشمال حيث كان تحت السيطرة المسيحية تحولت مدينة سانتياغو دي كومبوستيلا إلى محج مسيحي هام. سكن المسيحيون المتسعربون في كافة أنحاء الأندلس، إلا أن أبرز مدن اقامتهم كانت في طليطلة، وقرطبة، وسرقسطة وإشبيلية.
وصل عدد كبير من النصارى إلى مكانة اجتماعية مرموقة؛ وأصحاب نفوذ وجاه، وحظوا برعاية الدولة خاصة في عهد علي بن يوسف، حتى إن إحدى الوثائق المسيحية أكدت أن تعلُّقه بالنصارى فاق تعلُّقه برعيَّته، وأنه أنعم عليهم بالذهب والفضة وأسكنهم القصور. وشارك النصارى المسلمين في استغلال المرافق الاجتماعية حيث سمح لهم باستقاء المياه مع المسلمين من بئر واحدة، ونظرا للتسامح الديني معهم سمح للنصارى بالخروج مع المسلمين في صلاة الاستسقاء. وحرص الأمراء المرابطين على حفظ الحقوق الاجتماعية للنصارى والضرب على أيدي كل من حاول المس بهم.
طرأ على معاملة المسيحيين تحت حكم الدولة الموحدية تغييرًا جذريًا، حيث قُتل الكثير من المسيحيين، أو أُجبروا على التحول إلى الإسلام أو أُرغموا على الفرار. وهرب بعض المسيحيين إلى الممالك المسيحية في الشمال والغرب وساعدوا في تأجيج الإسترداد. أول زعيم للموحدين، عبد المؤمن، سمح بفترة سماح أولية مدتها 7 أشهر. ثم أجبر معظم السكان الذميين الحضريين في المغرب، من اليهود والمسيحيين، على اعتناق الإسلام. وكان على أولئك الذين اعتنقوا الإسلام حديثاً ارتداء ملابس مُعرَّفة، لأنهم لم يُعتبروا مسلمين مخلصين. وتسارعت التحويلات القسرية تحت تهديد العنف في القرن الثاني عشر في شمال إفريقيا والأندلس، وتم قمع اليهود والمسيحيين وأجبروا على الاختيار بين التحول إلى الإسلام، أو النفي، أو القتل. اختار المسيحيون تحت حكمهم عمومًا الانتقال إلى إمارات مسيحية في شمال شبه الجزيرة الإيبيرية، بينما قرر اليهود البقاء للحفاظ على ممتلكاتهم، وكثير منهم تظاهروا بالتحول إلى الإسلام، مع الإستمرار في ممارساتهم الدينية بالسرية.

### حروب الإسترداد

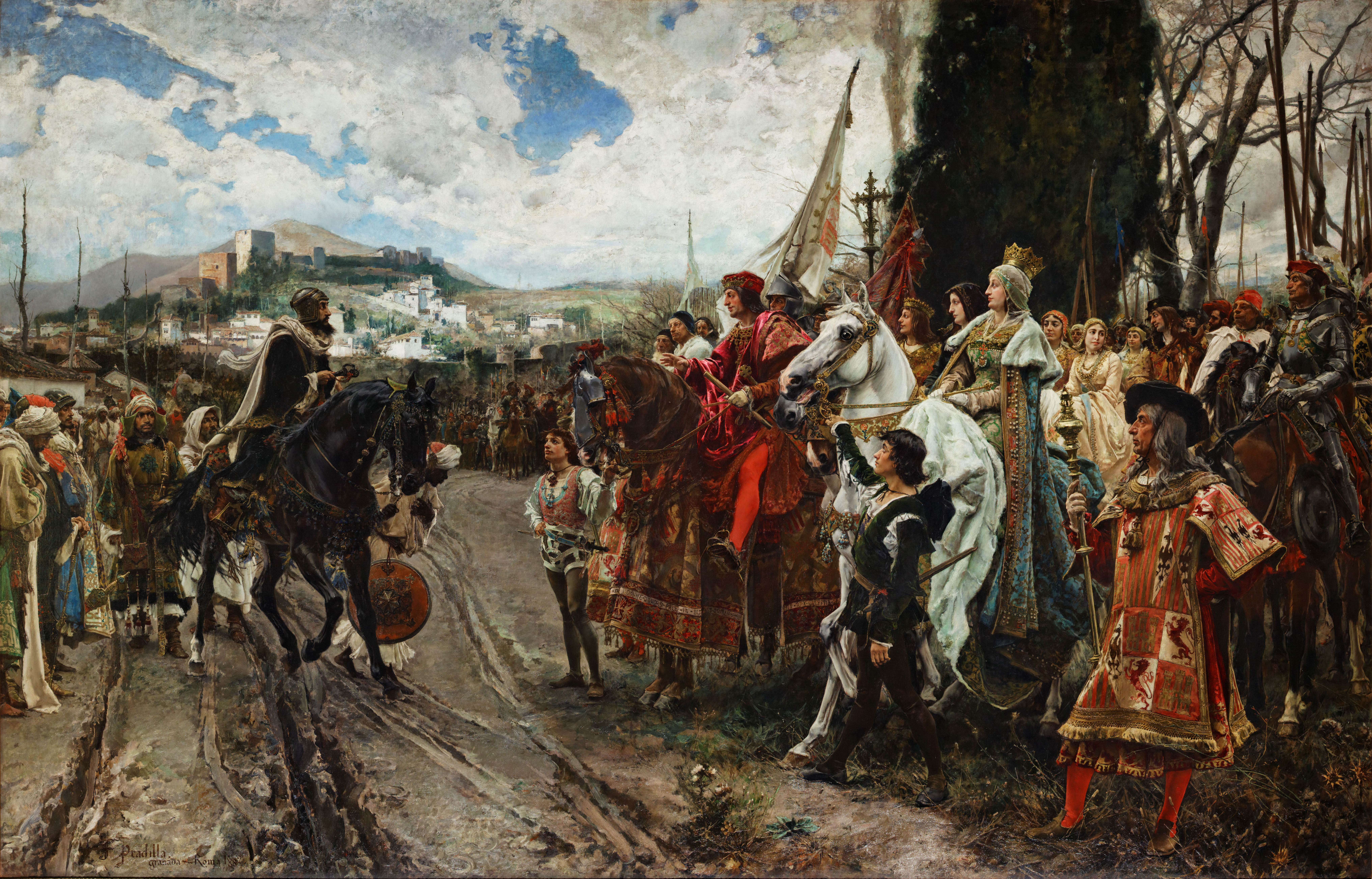
لوحة ، بِريشة فرانشيسكو پارديلَّا، من سنة 1882م.

بعدما اجتاز مسلمو أفريقيا الشماليّة مضيقَ جبل طارق في العام 711 وأخضعوا شبه الجزيرة الإيبيريّة ما عدا أستورياس والبيرينيه. ومن هذه المعتصمات انطلقت حرب الاسترداد. أنشأ مملكةَ أستورياس الصغيرة في العام 718 الرئيس القوطيّ الغربيّ بيلاج: وكان ذاك أوّل عمل رسميّ للمقاومة المسيحيّة. واستَبْقَت الخلافة الإسلامية سلطتها في الأندلس من العام 711 إلى العام 1492 على أرضٍ شهدت حدودها حركة مستمرّة بسبب الهجمات المسيحيّة. سيطرت القوات المسيحية على غاليسيا في 739م والتي استضافت أحد أقدس المواقع في أوروبا في العصور الوسطى، سانتياغو دي كومبوستيلا. بعد ذلك بفترة وجيزة، أنشئت قوات الفرنجة مقاطعات مسيحية على الجانب الجنوبي من جبال البرانس، نمت هذه المقاطعات لتصبح ممالك. شملت هذه الأراضي نافار وأراغون وكاتالونيا. أمّا الممالك المسيحيّة (كطلونيا، وأراغون، وقشتالة، وغاليسيا، وليون، ونافارّا، والأندلس) فشهدت تحوّلاً مستمرًّا، متأرجحةً بين الانقسام والاتحاد. وتوطّدت سلالة هابسبورغ في القرن السادس عشر في هذه التربة، مؤسِّسةً إمبراطوريّة ضخمة.
ساعد دخول الأندلس في فترة ملوك الطوائف المتنافسة الممالك المسيحية، مثل الاستيلاء على مدينة طليطلة الإستراتيجية في 1085 تحولاً كبيراً في ميزان القوى لصالح الممالك المسيحية في أيبيريا. بعد العودة القوية للحكم الإسلامي في القرن الثاني عشر، سقطت المعاقل الإسلامية الرئيسية في الجنوب بيد الممالك المسيحية في القرن الثالث عشر - قرطبة 1236 وإشبيلية 1248 - ولم يتبقى سوى إمارة مسلمة في غرناطة في الجنوب. كانت الغالبيَّة الساحقة من أهل مملكة غرناطة تعتنق الإسلام، وكان هُناك أقليَّتان مسيحيَّة رومانيَّة كاثوليكيَّة ويهوديَّة تعيشان جنبًا إلى جنب مع المُسلمين.

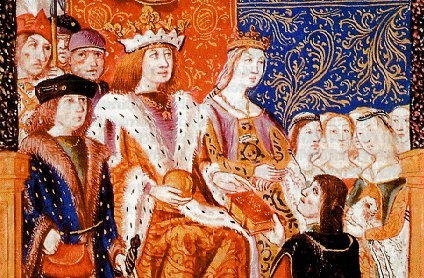
الملكان الكاثوليكيان إيزابيلا الأولى وفرناندو الثاني.

في القرن الثالث عشر، سعت مملكة أراغون وعلى رأسها جاك الأوّل الفاتح (1229-1276) إلى الهيمنة على محور المتوسّط مع برشلونة. ونجح المشروع في عهد ألفونس الخامس الأراغونيّ (1416-1458) الذي دخل نابولي في العام 1442. وعلى الصعيد السياسيّ، صار المتوسّط الغربيّ كطلونيا. وراحت برشلونة وفالنسيا تستخرجان الألياف من الأراضي، والمعادن والجلود والزيت والأرزّ والزعفران. وشكّلتا أساس التبادلات مع أفريقيا الشماليّة وأصبحتا الوسيط لغربٍ في طور التوسّع. وتواجد تُجّار برشلونة في القسطنطينية، ومصر، ورودس، وصارت المدينة أحد أهمّ أماكن المقايضة في أوروبا. وبعد المغامرة الصقليّة والانفتاح التجاريّ على المغرب والمشرق، أصبحت برشلونة مركز إمبراطوريّة شاسعة، بحريّة وتجاريّة. بلغ نفوذ مملكة أراغون ذروته عندما تزوّج فرديناند ملك أراغون (1474-1504) إيزابيلا ملكة قشتالة في العام 1469، في اتّحاد جمع المملكتَين. وبدأت النهضة في إسبانيا في عهد «الملوك الكاثوليك» وانتهت في عهد فيليب الثاني ملك إسبانيا (1556-1598).
في القرنين الثالث عشر والرابع عشر قامت الدولة المرينية التي كان مقرها شمال أفريقيا بغزو شبه الجزيرة وأنشأت بعض الجيوب على الساحل الجنوبي لكنها فشلت في إعادة تأسيس الحكم الإسلامي في أيبيريا ولم تستمر لفترة طويلة. شهد القرن الثالث عشر أيضاً توسع تاج أراغون المتمركز في شمال شرق إسبانيا إلى جزر البحر الأبيض المتوسط إلى صقلية وصولاً إلى أثينا. في هذه الفترة تقريباً تأسست جامعات بلنسية (1212/1263) وسالامانكا (1218/1254). دمر الموت الأسود البلاد بين عام 1348 وعام 1349.

### إسترداد الأندلس وتوحيد البلاد

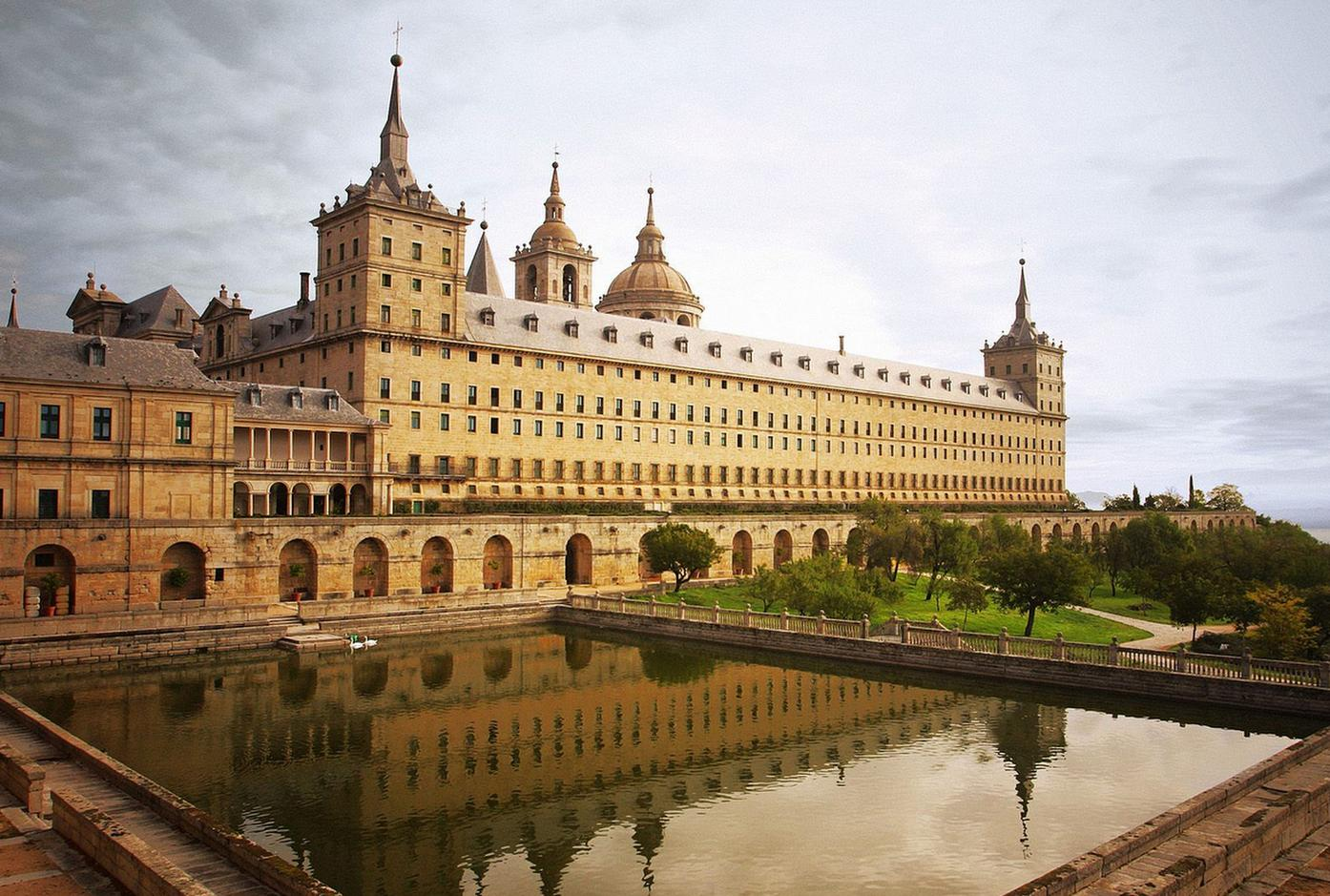
الإسكوريال: يَضِم الصرح قصر ملكيّ ودير، ويعكس الإرتباط بين الكنيسة والملكيَّة والسياسة في إسبانيا.

توحد تاجا مملكتي قشتالة وأراغون في عام 1469 بزواج إيزابيلا الأولى ملكة قشتالة بملك أراغون فرديناند الثاني. شهدت سنة 1478 السيطرة التامة على جزر الكناري وفي 1492 قامت القوات المشتركة من قشتالة وأراغون بالاستيلاء على إمارة غرناطة وإنهاء 781 عاماً من الحكم الإسلامي في أيبيريا. ضمنت معاهدة غرناطة التسامح الديني تجاه المسلمين. ومع أن ذلك التسامح هو جزئي فقط. وفي سنة 1492 أمر فيها اليهود في إسبانيا بالتحول إلى الكاثوليكية أو مواجهة الطرد من الأراضي الإسبانية خلال فترة محاكم التفتيش. بعد سنوات قليلة وفي أعقاب الاضطرابات الاجتماعية واجه المسلمون الطرد أيضاً بعد ثورة البشرات.
في العام 1492، طبع سقوط غرناطة بأيدي بني نصر نهاية حرب الإسترداد، في حين أنّ كريستوف كولومبوس الموكَل من إسبانيا اكتشف أميركا، وغالبًا ما كانت الحملات الاستكشافية تتم بمباركة الكنيسة، التي تمكنت من تأسيس مراكز لها في الأصقاع المكتشفة حديثًا كما في الشرق الأقصى وأفريقيا الجنوبية. وافتتحت «السنة الحاسمة» عصرَ هيمنة لشبه الجزيرة الإيبيريّة. استرجع الإسبان الأندلس والتي ولم تنته إلا بسقوط غرناطة سنة 1492، وأسست في محاكم التفتيش الإسبانية؛ والتي شملت أهدافها الموريسكيون واليهود والبروتستانت. اجبر عدد من المسلمين واليهود على اعتناق المسيحية وتسموا بالمسيحيين الجدد، وأطلق على المسلمين معتنقو المسيحية مصطلح الموريسكيون وعلى اليهود معتنقو المسيحية مصطلح المارانوس. قدرت أعداد المسلمين المورسكيين الذين تحولوا للمسيحية بحوالي مليون شخص. بعد التحول للمسيحية، اعتمدت العائلات اليهودية والإسلامية الأصل أسماء مسيحية جديدة. في نهاية المطاف، اندمجت مع المجتمع المسيحي القديم. أصبح العديد من المورسكيين بعد تحولهم للمسيحيَّة ملتزمين في دينهم الجديد ومسيحيين مخلصين، أما المُدَجّنُون جمع 'مدجّن'، تحولت بمرور الزمن عند مسيحيي الأندلس في القرون الوسطى إلى موديخاريس (بالإسبانية: mudéjares)‏، فهم المورو المسلمون الذين لبثوا في شبه الجزيرة الإيبيرية إبان سقوط الأندلس. لم يتنصروا في البداية؛ ولكنهم أجبروا على ذلك في أواسط القرن السادس عشر، ثم طُرد من أبى التنصير منهم عام 1630م. بقيت ثقافة المدجنين وأسلوب عيشهم واضحاً بيناً في العمارة والفن الأندلسية الإسبانية وسواههم.
تُشير احصائيات أخرى إلى أن ما بين 100 ألف إلى 200 ألف يهود تحوّل للمسيحية في القرن الخامس عشر؛ وشكلوا آنذاك حوالي نصف يهود شبه الجزيرة الإيبيرية. بعد طرد السكان اليهود من إسبانيا والبرتغال في عام 1492 وفي 1497، أصبح ما تبقى من السكان اليهود في أيبيريا مسيحيين رسميًا، وكان يُشار إليهم أيضاً بعدة أسماء منها المسيحيين الجدد (بالإسبانية:cristiano nuevo) والكونفرسوس (بالإسبانية: conversos)‏ وبإسم التشويتاس (بالإسبانيّة: Chueta؛ بالكاتالانية:Xuetes) في جزيرة مايوركا. وقد أنتشر اليهود المتخفون أو المسيحيون من أصول يهوديَّة في كافة مستعمرات الإمبراطورية الإسبانية في العالم الجديد وأندمجوا مع السكان المحليين الكاثوليك مما نتج عن جماعات كاثوليكيَّة عبرانيّة.

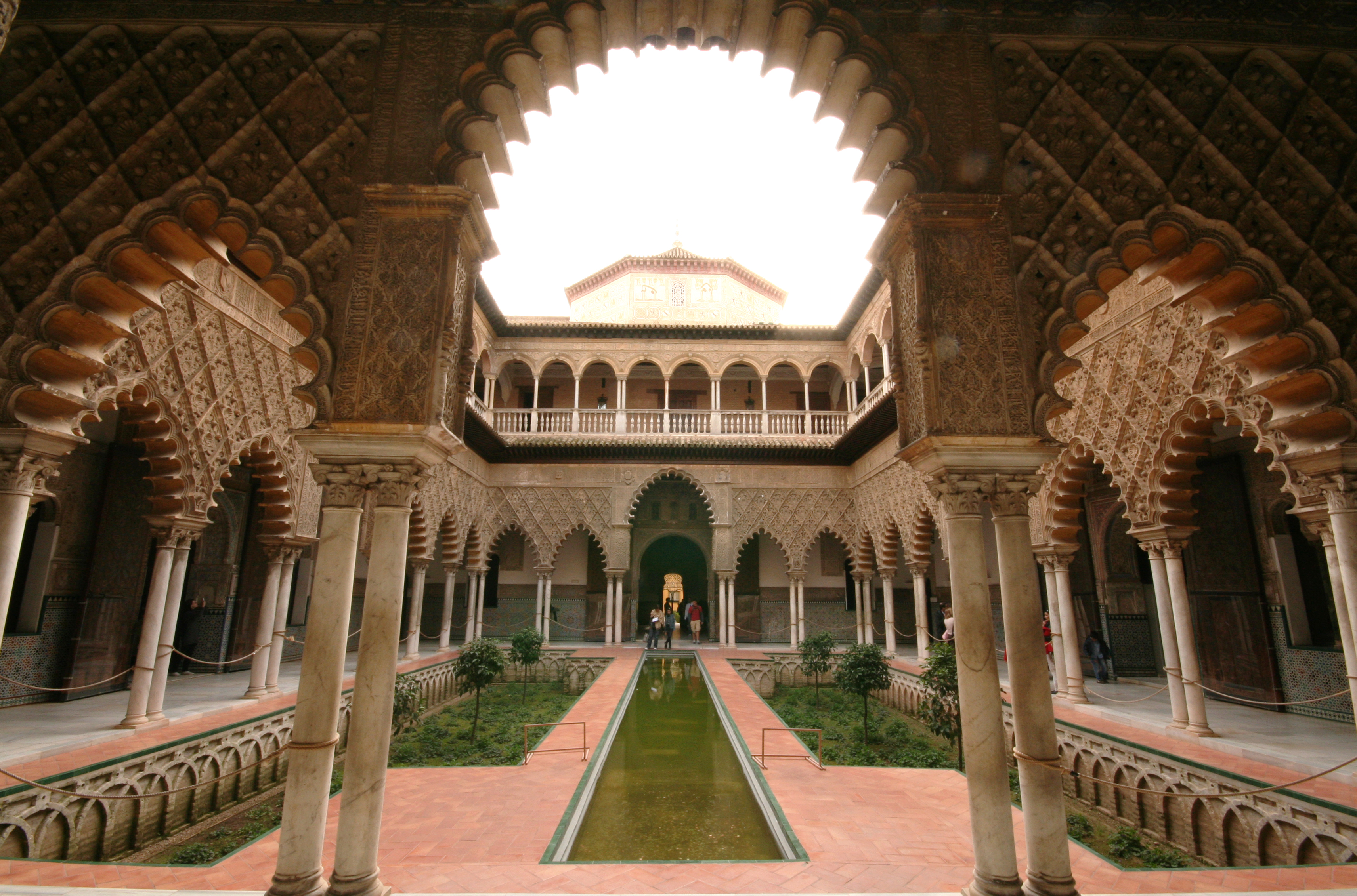
قصر المورق في إشبيلية: يتمازج فيه الفن الإسلامي والمسيحي.

أعتبر الملوك الكاثوليك ملوك بنّاؤون، فقد رمّموا الكاتدرائيّات، وبنوا أديرة في المُدُن وصروحًا كبيرة مدنيّة (كالمستشفيات)، وبُنيت الحمامات العامة والتي دُعيت (بالإسبانيَّة: Baño) في مختلف مدن إسبانيا المسيحيَّة، فرَضت القوانين الحضرية على الرجال والنساء، المسيحيون واليهود، بزيارة الحمامات العامة للإستحمام في أوقات مختلفة ومنفصلة. لكنّ المتوسّط فَقَدَ، في النصف الثاني من القرن الخامس عشر، الأولويّة التي كان قد اكتسبها منذ نهاية القرن الحادي عشر. فكان المستقبل من شأن الأمم وسُفُن الأطلسيّ. الملكان الكاثوليكيان هو اللقب الذي أطلقته كتب التاريخ للإشارة إلى الزوجين فرناندو الثاني ملك أراغون وإيزابيلا الأولى ملكة قشتالة. ينحدر كلاهما من تراستامارا، وهما أبناء عمومة فكليهما ينحدر من نسل خوان الأول ملك قشتالة. تزوج الملكان في 19 أكتوبر 1469م في بلد الوليد، لتوحيد المملكتين تحت تاج واحد. وقد منحهما البابا إسكندر السادس لقب ملك كاثوليكي سنة 1494م لدفاعهما عن الإيمان المسيحي في مملكتيهما. وقد توارث أبناء سلالة هؤلاء الملوك لقب الملوك الكاثوليك، اليوم لا تزال تحتفظ العائلة الملكية في إسبانيا بلقب ملك كاثوليكي. إذ يتخذ ملوك إسبانيا لقب «جلالة الملك الكاثوليكي» بشكل وراثي.
بدأ الملكان الكاثوليكيان (بالإسبانية: Reyes Católicos)‏ بوحدة المملكة سياسياً ودينياً واجتماعيا فأضحت أول دولة حديثة في أوروبا، عرفت بالمملكة الكاثوليكية. فتصرفت السيادة الإسبانية بأقاليمها خلال تلك الفترة بأنها ملكية موحدة. وهي حقبة عرفت باسم العصر الذهبي الإسباني.
أصبحت الإمبراطورية الإسبانية أكبر الإمبراطوريات في تاريخ العالم، ومن أوائل الإمبراطوريات العالمية، حيث وصلت القمة عسكريا وسياسيا واقتصاديا تحت حكم أسرة هابسبورغ الإسبانية في القرنين 16 و17. وتم توسيع سلطة التاج في جزر الهند الغربية من خلال منح البابوية الكاثوليكية صلاحيات للإسبان فيها، مما منحهم سلطة في المجال الديني. أما أقصى امتداد لأقاليمها فكان في القرن 18 تحت حكم آل بوربون حيث أضحت أضخم إمبراطورية في العالم في ذلك الوقت، فقد كانت القوة العظمى الأولى في زمانها وهي أول من أطلق عليها الإمبراطورية التي لا تغيب عنها الشمس. ولعبت الإمبراطورية الإسبانية دور في نشر الكاثوليكية في العالم الجديد، حيث بذلت الكنيسة الكاثوليكية خلال عصر الاستكشاف جهداً كبيراً لنشر المسيحية في العالم الجديد وتحويل الهنود الحمر وغيرهم من الشعوب الأصلية في الأمريكتين للمسيحية. وتُعتبر الديانة والثقافة الكاثوليكية من الإرث الثقافي المهم للإمبراطورية الإسبانية في الخارج، والتي ما تزال العقيدة الدينية الرئيسية في أمريكا الإسبانية والفلبين.

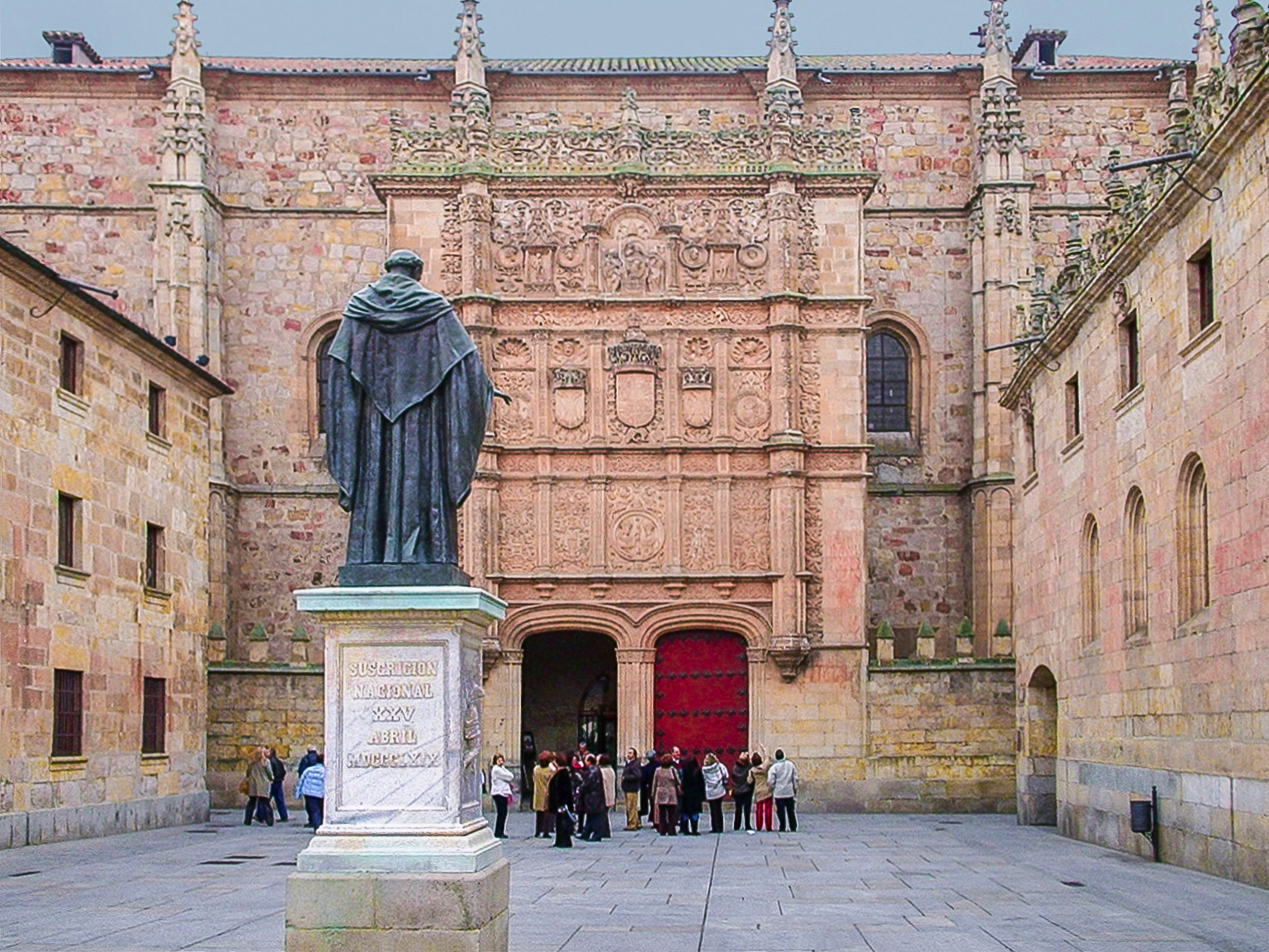
مدرسة سالامانكا، كانت معقل اللاهوتين والمفكرّين الإسبان والبرتغاليين ومنارة اللاهوت والفلسفة المسيحية خلال عصر النهضة.

شهدت مدرسة سلامنكا نهضة في المجالات الفكرية المتنوعة من قبل علماء الدين واللاهوتيين الإسبان والبرتغاليين، جذورها من العمل الفكري والتربوي لللاهوتي ورجل الدين الإسباني فرانسيسكو دي فيتوريا. منذ بداية القرن السادس عشر تأثر المفهوم الكاثوليكي التقليدي للرجل وعلاقته في الله والعالم من خلال صعود النزعة الإنسانية، والإصلاح البروتستانتي والإكتشافات الجغرافية الجديدة وعواقبها. وتم تناول هذه المشاكل الجديدة من قبل مدرسة سالامانكا. برز عدد من الشخصيات البارزة من مدرسة سالامانكا وكان منهم كوكبة من رجال الدين والفقهاء أمثال فرانسيسكو دي فيتوريا، ودومينغو دي سوتو، وتوماس دي ميركادو، وفرانسيسكو سواريز، والذين كانوا جميعًا علماء في القانون الطبيعي وفي الأخلاق. اعتبرت مدرسة سالامانكا إلى جانب جامعة كويمبرا معقل اللاهوتين والمفكرّين في العالم الكاثوليكي.
إزدهر مع حركة الإصلاح الكاثوليكي في القرن السادس عشر والقرن السابع عشر في إسبانيا حركة التصوف الإسباني؛ وتعتبر هذه الفترة عصر النهضة الأدبية للتصوف في التقاليد والثقافة الكاثوليكية. وكان الهدف من هذه الحركة إصلاح الكنيسة هيكليًا وتجديد الكنيسة روحيًا. حاول الصوفيون الإسبان للتعبير عن أفكارهم عن طريق مجموعة متنوعة من الرؤى والكتابات والتأمل الروحي من الكتاب المقدس (أي القراءة الإلهية). كان لهؤلاء الكتّاب تأثير قوي على تطور اللغة الإسبانية خصوصًا في «العصر الذهبي للأدب الإسبانية». في بداية الفترة الأولى للعصر الذهبي الإسباني، كان ينظر إلى هذه المؤلفات باعتبارها خشنة اللغة. لكن بحلول نهاية العصر الذهبي الإسباني، حققت لغة التصوف الإسباني إلى ما يسمى «بأسلوب الباروك العالي الإسباني»، ولا يزال تأثير التصوف الإسباني في بعض أشكال الأدب الإسباني حتى الوقت الحاضر. وتُعد مؤلفات التصوف الإسباني أبرز أمثلة للأدب الإسباني الديني، إذ كان كتاب التصوف الإسباني من الشخصيات المسيحية الأدبية الرئيسية، كما لعب الصوفيون الإسبان أيضًا أدورًا مهمة حركة الإصلاح الكاثوليكي. ألهمت كتاباتهم السعي في سبيل الله بدلاً من الالتزام بقانون القرون الوسطى، أدى إلى تأسيس أو إصلاح الجماعات الدينية.

### العصر الحديث

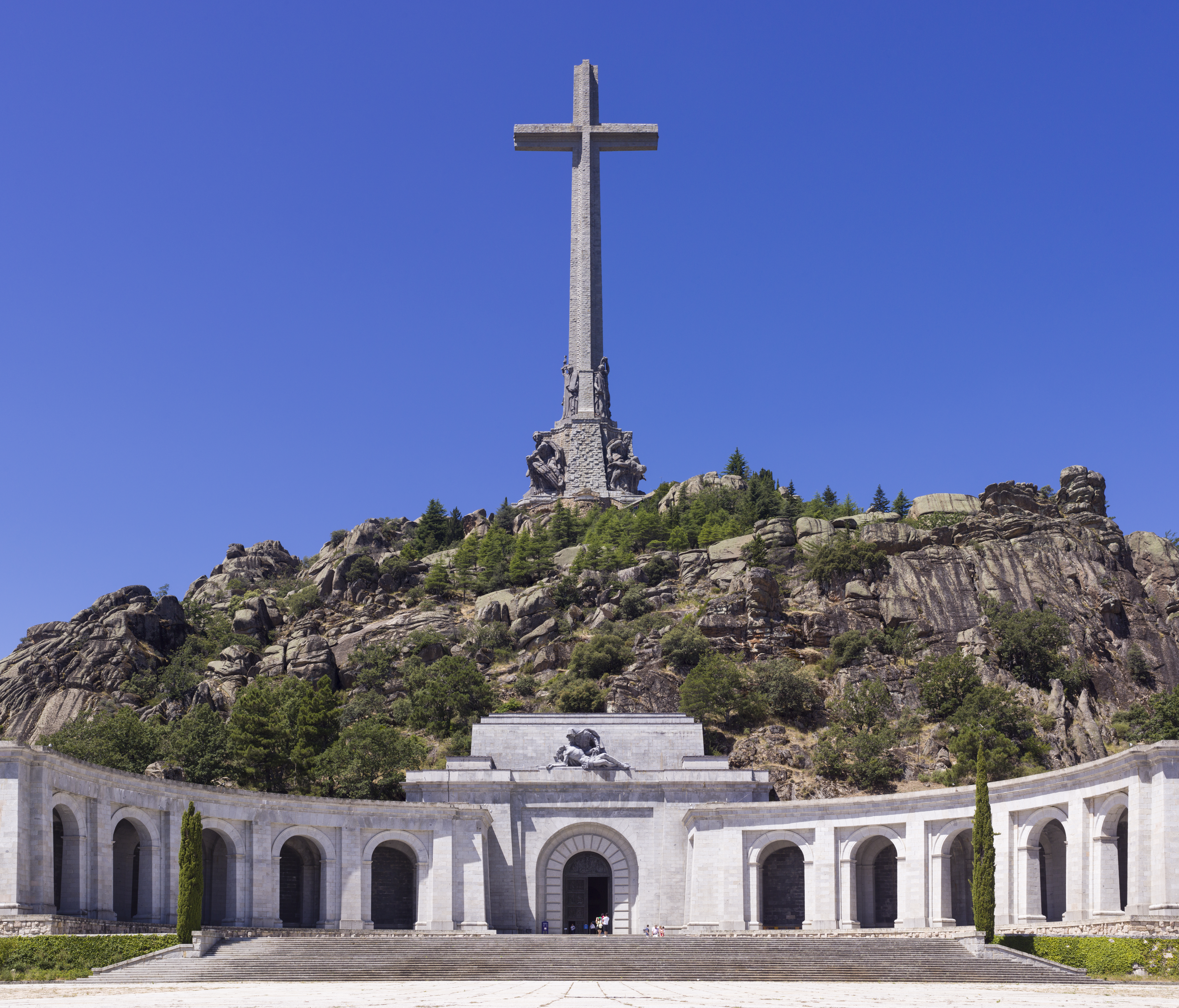
وادي الشهداء؛ من رموز الهيمنة التي كانت تحظى بها الكنيسة الرومانية الكاثوليكية في جميع جوانب الحياة العامة والخاصة خلال إسبانيا الفرانكوية.

خلال حكم جوزيف بونابرت على مملكة إسبانيا النابليونية أنهى محاكم التفتيش الإسبانية، ويعود ذلك جزئيًا لأن جوزيف بونابرت كان على خلاف مع البابا بيوس السابع في ذلك الوقت. مع عودة فيرناندو السابع ملك إسبانيا إلى السلطة عام 1814 ألغي الدستور في بيان فالنسيا، وأصبح ملكًا مطلقًا يحكم بموجب المراسيم وأعاد محاكم التفتيش الإسبانية، التي ألغاها جوزيف بونابرت. في عام 1834 ألغيت محاكم التفتيش الإسبانية نهائياً خلال عهد إيزابيل الثانية ملكة إسبانيا، نتيجة لإنتصار الليبراليين في الحرب الكارلية الأولى، والذين أرادوا تقليص قوة الكنيسة وسلطتها في البلاد. يشير المؤرخين أنه على الرغم من توجيه محاكم التفتيش الإسبانية التهم إلى حوالي 150,000 شخص الا أنّ حالات الإعدام لم تتجاوز 3,000 حالة منذ تأسيس محاكم التفتيش الإسبانية عام 1478 حتى إلغاؤها عام 1834.
أصبحت الكاثوليكية دين الدولة في عام 1851 خلال عهد إيزابيل الثانية ملكة إسبانيا، عندما وقعت الحكومة الإسبانية مع الكرسي الرسولي في الالتزام بدفع رواتب رجال الدين وغيرها من النفقات لدعم الكنيسة الكاثوليكية كتعويض عن الاستيلاء على ممتلكات الكنيسة، وقد تخلت عن هذه الإتفاقية في عام 1931، عندما فصل الدين عن الدولة واتخذ الدستور العلماني للجمهورية الإسبانية الثانية وفرضت سلسلة من الإجراءات ضد سيطره القساوسة التي تهدد هيمنة الكنيسة في إسبانيا، مما أثار دعم الكنيسة لإنتفاضة فرانسيسكو فرانكو خلال خمس سنوات في وقت لاحق. وتم اضطهاد الكاثوليك من الأحزاب اليسارية المتطرفة والتي تبنت الأيدولوجية الإلحاديَّة في الغالب، قبل وفي بداية الحرب الأهلية الإسبانية (1936-1939)، وتم قتل ما يقرب من 7,000 من الكهنة ورجال الدين، فضلاً عن الآلاف من الناس العاديين، بسبب إيمانهم. أعدم العديد من رجال الدين من قبل اليساريين والملحدين ومن الشيوعيين والفوضويين. عدد القتلى من رجال الدين تضمن وحدها ثلاثة عشرة أسقف و 4,172 كاهن أبرشي وإكليريكي، فضلًا عن 2,364 راهب و283 راهبة، من أصل 6,832 ضحية إكليريكية. بالإضافة إلى قتل رجال الدين والمؤمنين، وكان تدمير الكنائس وتدنيس الأماكن المقدسة على نطاق واسع. في ليلة 19 يوليو 1936، تم إحراق حوالي خمسين كنيسة. وفي برشلونة من أصل 58 كنيسة، لم تنج سوى الكاتدرائية، ووقع تدنيس مماثل في كل مكان تقريبًا في إسبانيا الجمهورية. وقد دعيت الأعمال العنف المعادية للكاثوليكية «الاضطهاد الأوسع الأكثر عنيفًا ضد الكاثوليكية في التاريخ الغربي، بطريقة أو بأخرى حتى أكثر عنفًا من الثورة الفرنسية».
أيدت الكنيسة الكاثوليكية انقلاب الجنرال فرانثيسكو فرانكو ضد الحكومة الجمهورية المنتخبة في العام 1936، وتحت حكم فرانثيسكو فرانكو كانت البلاد على الحياد في الحرب العالمية الثانية على الرغم من تعاطفها مع المحور. الحزب الوحيد القانوني في ظل حكم نظام فرانكو بعد الحرب الأهلية الإسبانية كان فالانجي إسبانيولا تراديثيوناليستا دي لاس خونس التي تشكلت في 1937. أكد الحزب على الكاثوليكية القومية ومناهضته للشيوعية. نظراً لمعارضة فرانكو للأحزاب السياسية المتنافسة، أعاد تسمية الحزب باسم الحركة الوطنية في عام 1949. وأمر الديكتاتور الإسباني فرانسيسكو فرانكو ببناء وادي الشهداء لتكريم «أبطال وشهداء الحملة الصليبية»، وبني بين سنوات 1940 و1958، والذي يقع في شمال دير الإسكوريال، ويضم قبور أكثر من ثلاثين ألفاً ممن قاتلوا في الحرب الأهلية الإسبانية (1936-1939) المحسوبين على الجبهة القومية، بالإضافة إلى جثة خوسي أنطونيو بريمو دي ريفيرا وفرانكو نفسه. في سنة 1958 قررت الحكومة الإسبانية إنشاء مزار للجنود المحسوبين على الجانب الجمهوري، شريطة أن يكونوا كاثوليك. خلال حقبة إسبانيا الفرانكوية كانت إسبانيا دولة كاثوليكية ورعة، وتم اضطهاد المثليين جنسياً والشيوعيين وتم مكافحة ومحاربة الزنا والعلاقات الجنسية خارج إطار الزواج والإباحية. وتم إعلان الزيجات المدنية التي حدثت في قبل إسبانيا الفرانكوية باطلة ما لم يتم التصديق عليها من قبل الكنيسة، وتم حظر الطلاق ووسائل منع الحمل والإجهاض. وأجبر الأطفال على اتخاذ أسماء مسيحية. خلال هذه الفترة تزايد تأثير حركة أوبوس داي التي أسسها خوسيماريا اسكريفا عام 1928 على الحياة الاجتماعية والسياسية والاقتصادية في البلاد. وزادت الكنيسة من سيطرتها على المدارس العامة والتعليم العالي في البلاد. ورغم كون الكنيسة الرومانية الكاثوليكية إحدى أهم ركائز الفرانكوية في بداياتها إلا أن الكنيسة الكاثوليكية ستعرف انطلاقا من الستينات ظهور تيارات إصلاحية ومعارضة للديكتاتورية امتدت لأعلى مستوياتها التسييرية. استفادت هذه التيارات من دعم البابا بولس السادس وساهمت خلال الإنتقال الديمقراطي في التشجيع على التوافق السياسي.

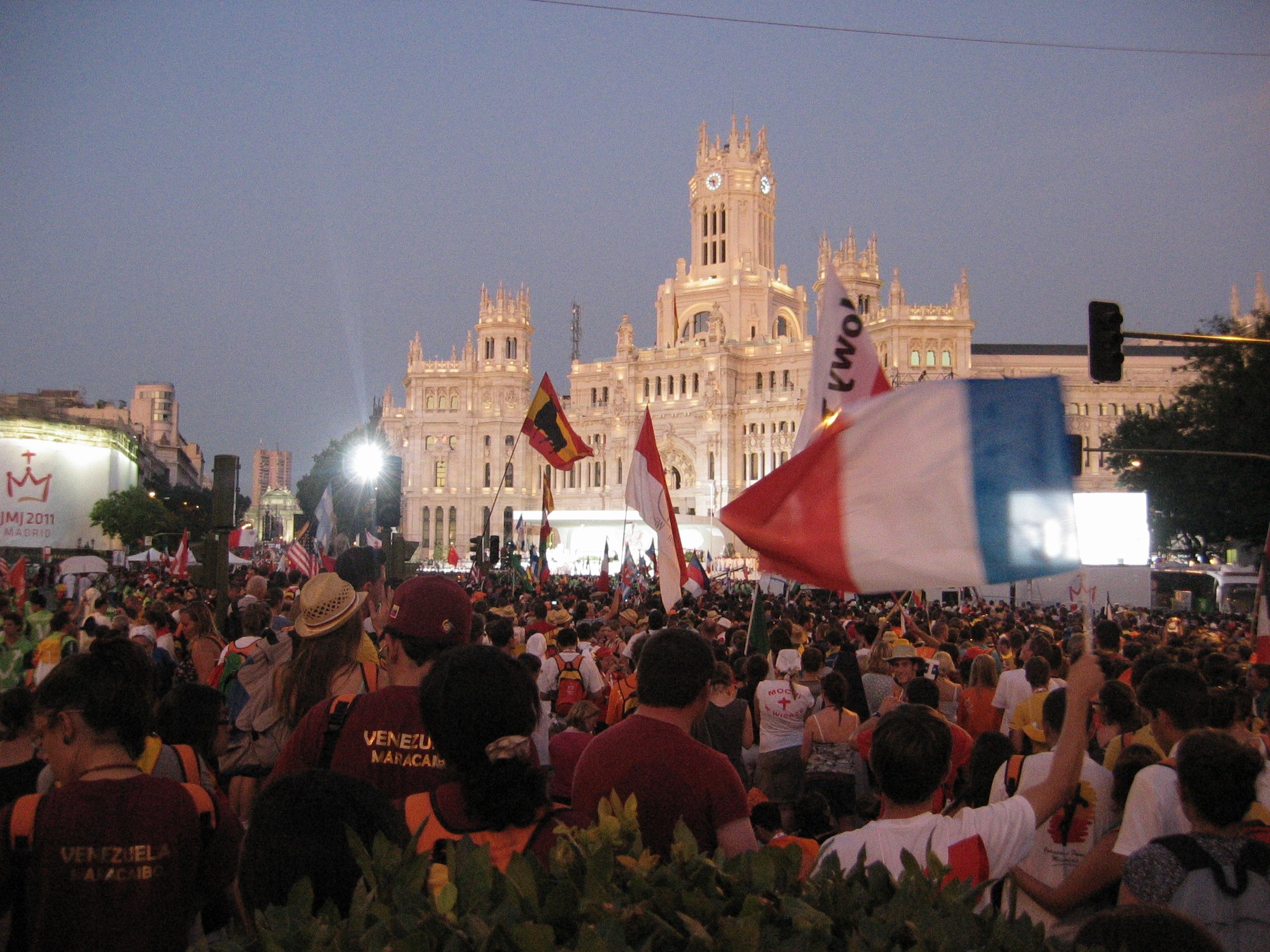
حشود من الشباب الكاثوليك خلال أيام الشبيبة الكاثوليكية العالمي في مدريد عام 2011.

شهد المجتمع الإسباني منذ عام 1990 تغييرات جذرية في المجتمع الإسباني، وأبتعد الشباب الإسباني الذي كان محافظًا على القيم والأخلاق المسيحيَّة المتعلقة بالزواج والجنس. وتقف المسيحية بشكل عام اليوم في إسبانيا، بوجه الإجهاض، الموت الرحيم وزواج المثليين جنسيًا، ما يجعلها من أكبر المؤسسات المدافعة عن الثقافة التقليدية والأخلاق التقليدية في المجتمع، وتُعد القضايا الأخلاقية والدينية محط جدال في المجتمع الإسباني بين العلمانيين والطوائف الدينية، عارضت الكنيسة الكاثوليكية الزواج المثلي في إسبانيا الذي أصبح مسموح به قانونياً منذ عام 2005. إلا أن اقتراح هذا القانون جذب مظاهرات اجتماعية ضد الإجراء حيث تجمع الآلاف من جميع أنحاء إسبانيا. وعارضت الكنيسة الكاثوليكية هذا القانون بشكل خاص فأعتبرته هجومًا على مؤسسة الزواج. كما وعبّرت عن قلقها من إمكانية السماح للمثليين جنسياً بتبني الأطفال. حاول الرئيس الاشتراكي خوسيه لويس ثاباتيرو من خلال قانون الذاكرة التاريخية نزع الصبغة السياسية عن نصب وادي الشهداء وتركه فقط كمعلم ديني.
انقسمت الكنيسة الكاثوليكية الإسبانيَّة حول استفتاء استقلال كتالونيا 2017، حيث بحث عدد من رجال الدين الكتالونيين والكهنة عن سبل للحوار الهادئ ودعم بصفة علنيَّة الحركة الانفصالية، في حين يحافظ آخرون على موقف الحياد من حملة الاستقلال. وأصدر الأساقفة الإسبان بياناً، يعلنون فيه تجنبهم اتخاذ أي موقف بشأن موضوع استقلال كتالونيا. ولم تصدر تصريحات رسميَّة من الفاتيكان بشأن الاستفتاء خلال الأشهر الاخير، وتحدث أساقفة كتالونيا في بيان يوم 20 سبتمبر من عام 2017، بصيغة محايدة، يحثون فيه الكاثوليك على الصلاة من أجل كتالونيا في تلك اللحظة الحاسمة. وتجنب معظمهم التعبير عن آرائهم الشخصية. وفي سبتمبر من عام 2017، وقع حوالي 400 كاهن وأبرشية كتالونية إعلانا يدافع عن استفتاء 1 أكتوبر الذي أرسلوه إلى البابا فرنسيس. حيث قالوا أنَّ دعمهم للإستفتاء سببه «القيم الإنجيلية والإنسانية»، فضلاً عن «حبهم الصادق للشعب الذي يريدون خدمته». ووفقاً لدراسة قامت بها مركز بيو للأبحاث عام 2019 حوالي 27% من الإسبان من دافعي ضريبة الكنيسة.

## الطوائف المسيحية

### الرومانية الكاثوليكية

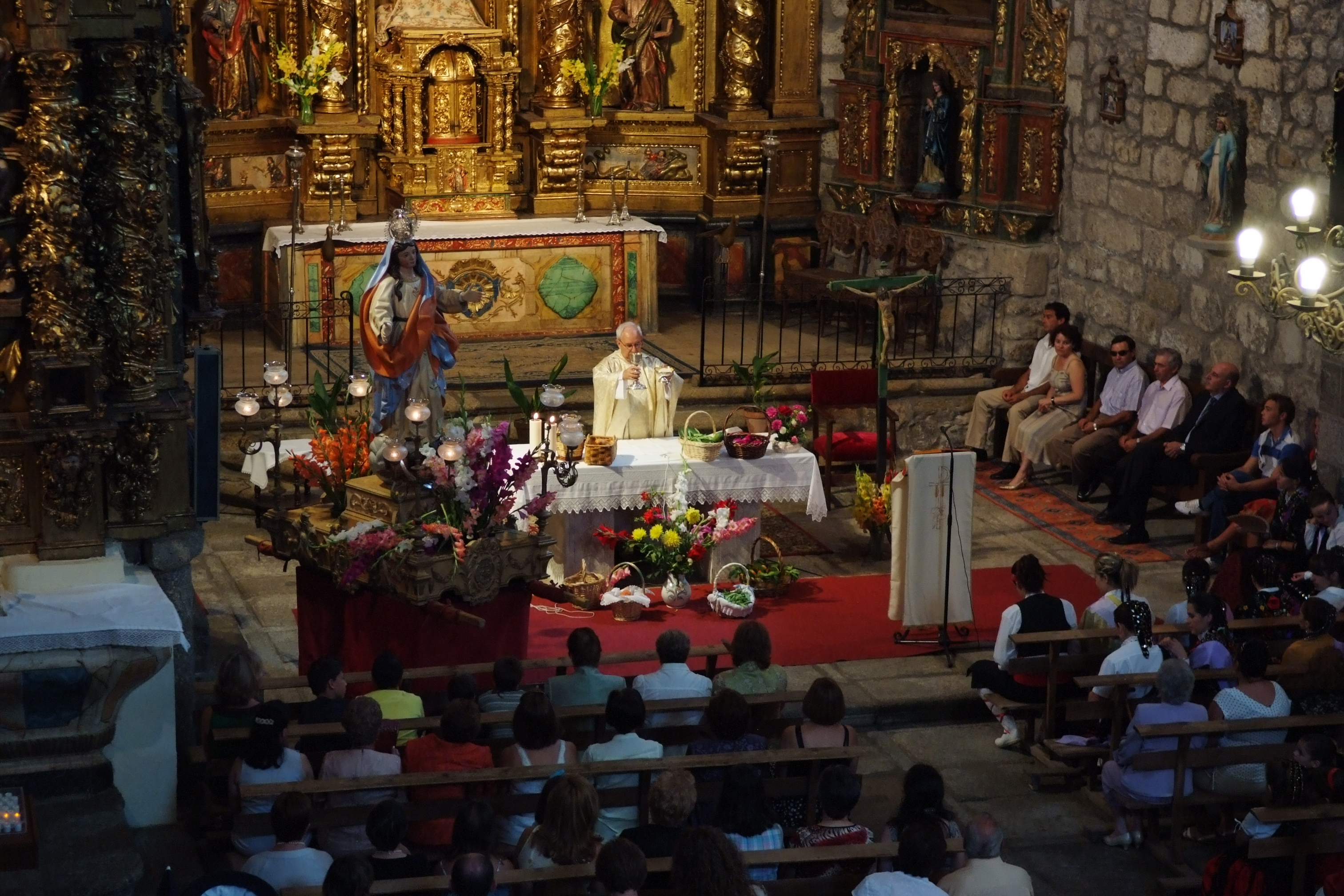
قُداس في كنيسة كاثوليكيَّة إسبانيَّة في مقاطعة آبلة.

الكنيسة الكاثوليكية الإسبانية هي جزء من الكنيسة الكاثوليكية العالمية في ظل القيادة الروحية للبابا في روما ومجلس الأساقفة الإسباني. يعتنق أغلب الإسبان المسيحية دينًا على المذهب الروماني الكاثوليكي، الذي يعدّ أكبر مذهب في البلاد، وتضم إسبانيا رابع أكبر تجمع كاثوليكي في أوروبا وتاسع أضخم تجمع كاثوليكي في العالم. وتُعد الكنيسة الكاثوليكية الإسبانية الكنيسة الوطنية للشعب الإسباني. وفقاً لدراسة أجريت في سبتمبر 2019 من قبل مركز البحوث الاجتماعية الإسباني عرّف 71.1% من الإسبان أنفسهم كاثوليكيًا بينما 2.3% يتبعون أديانًا أخرى وحوالي 7.8% لم يحددوا أي دين وكان حوالي 11.1% من السكان من الملحدين. وبحسب الدراسة عرّف حوالي 46.6% من الإسبان أنهم كاثوليك غير ممارسين، وعرّف 24.5% من الإسبان أنهم كاثوليك ممارسين، ويتوزع كاثوليك البلاد على 142 أبرشية تقع تحت سلطة حوالي 14 مقاطعة كنسيّة.
لا يشارك معظم الإسبان بأي انتظام في الخدمات الدينية، كما تظهر دراسة مركز البحوث الاجتماعية الإسباني أنه 57.8% من بين الإسبان الذين يعتبرون أنفسهم متدينين نادرًا ما يذهبون إلى الكنيسة أو لا يذهبون إطلاقًا، بينما 16.0% يقوم بالحضور إلى الكنيسة بضع مرات في السنة و9.7% عدة مرات في الشهر و15.1% كل يوم أو عدة مرات في الأسبوع. في عام 2017 إجمالاً، كان يعود حوالي 16.0% من الإسبان الخدمات الدينية على الأقل مرة واحدة في الشهر. على الرغم من أن المجتمع الإسباني أصبح أكثر علمانية إلى حد كبير في العقود الأخيرة، فإن تدفق المهاجرين من أمريكا اللاتينية الذين يميلون إلى أن يكونوا أكثر ممارسة للدين ساعد على استمرار الكنيسة الكاثوليكية. وفقًا لدراسة نشرها مركز بيو للأبحاث عام 2017 تحت عنوان خمسة عقود بعد الإصلاح تبين أنَّ 28% من الكاثوليك الإسبان قال أن للدين أهميَّة كبيرة في حياتهم، وقال 30% من الكاثوليك الإسبان أنه يُداوم على الصلاة يوميًا، وقال 21% من الكاثوليك الإسبان أنه يتردد على حضور القداس في الكنيسة على الأقل مرة في الأسبوع. بحسب الباحث فيليب مازورجاك من جامعة جورج واشنطن مستنداً إلى معطيات مركز البحوث السوسيولوجية الإسبانية، تنمو الكنيسة الكاثوليكية في إسبانيا، والتي تتعافى بعد سنوات من التراجع في الالتزام الديني.
تشرف الكنيسة الإسبانية على أحد أكبر مستودعات العمارة الدينية والفن في العالم، من بينها كاتدرائية - جامع قرطبة، وكاتدرائية سانتياغو دي كومبوستيلا، وكاتدرائية برغش، وكاتدرائية ليون، وكاتدرائية إشبيلية، وكاتدرائية طليطلة وكنيسة سيدة بيلار في سرقسطة. هناك أيضًا أديرة مثل سان ميلان دي لا كوغولا، ودير سانتو دومينغ في سيلوس في منطقة لا ريوخا، وسانتا ماريا دي مونتسيرات وبوبليت في كتالونيا، والإسكوريال وإل باولار في مدريد، ودير سان خوان دي لوس رييس في منطقة قشتالة والمنشف، ودير سانتا ماريا لا ريال دي لاس هويلغاس في قشتالة وليون، أو كنائس مثل ساغرادا فاميليا في برشلونة. كان للكنيسة الكاثوليكة الإسبانيَّة دور هام في تطوير الأعمال الأدبيَّة والصوفيَّة والفلسفيَّة المسيحيَّة؛ ومن بين هذه الأعمال «الموسوعة» لإيزيدور الإشبيلي، و«النشيد الديني الروحي» ليوحنا الصليب، و«أودي فيلي» ليوحنا الافيلي، و«القصر الباطني» لتريزا الإفيلية، و«الرياضيات الروحية» لإغناطيوس دي لويولا وغيرها من الأعمال الأدبيَّة والصوفيَّة والفلسفيَّة المسيحيَّة.

### الأرثوذكسية الشرقية

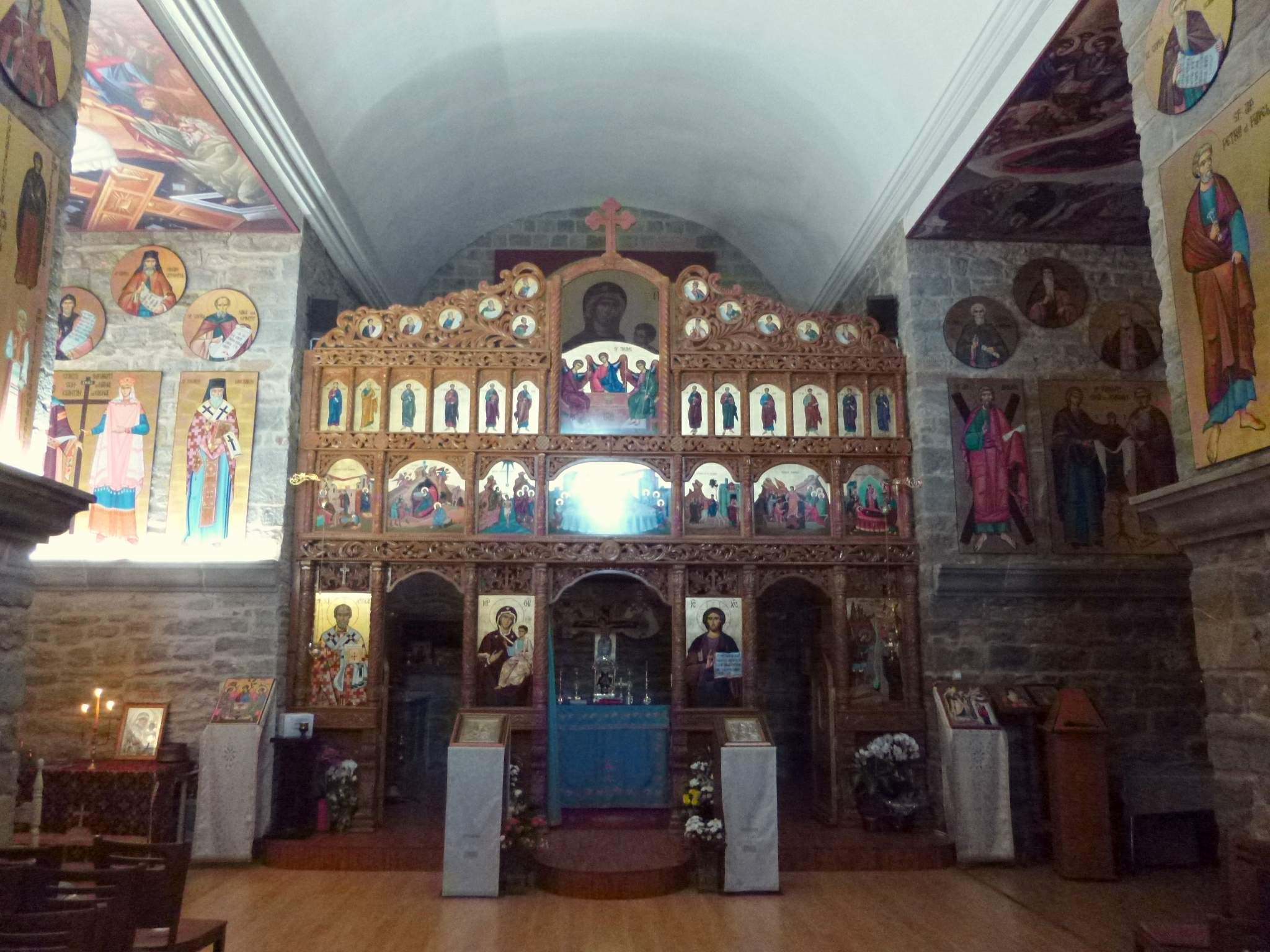
داخل الكنيسة الرومانية الأرثوذكسية في منطقة نبرة.

تقليدياً لم تكن إسبانيا بلداً أرثوذكسياً، كما ظل المسيحيون الإسبان والذين كانوا يسيطرون في ذلك الوقت على النصف الشمالي من شبه الجزيرة الأيبيرية بعد الانشقاق العظيم عام 1054 في دائرة التأثير الكاثوليكي. بدأ عدد أتباع الكنائس الأرثوذكسية الشرقية في النمو في البلاد في أوائل التسعينيات من القرن العشرين، عندما شهدت إسبانيا تدفق العمال المهاجرين من أوروبا الشرقية. الجنسية السائدة بين أتباع الكنائس الأرثوذكسية في إسبانيا هي الرومانية (ما يصل إلى 0.7 مليون شخص)، حيث بلغ العدد الإجمالي للبلغار والروس والأوكرانيين والمولدوفيين وغيرهم حوالي 1.0 مليون.
تضم كاتالونيا على مجتمع أرثوذكسي، حيث وفقًا لأحدث دراسة ترعاها حكومة كاتالونيا أجريت في عام 2016، وجدت أنَّ 0.9% من سكان كتالونيا يعرفون أنفسهم مسيحيين أرثوذكس. ويُعتبر المجتمع الأرثوذكسي شابًا حيث أنّ 2.6% من سكان كتالونيا بين جيل 25 إلى 34 هم من الأرثوذكس. واعتبارًا من العام نفسه، كان هناك خمسة وخمسين كنيسة أرثوذكسية وكاثوليكية شرقية في كتالونيا، ومعظم هذه الكنائس تديرها المجتمعات الناطقة باللغة الرومانية والأوكرانية (معظم الكنائس الكاثوليكية الشرقية تنتمي إلى تقاليد الكنيسة الأوكرانية الكاثوليكية)، مع نسبة صغيرة من الكنائس الناطقة باللغة العربية واليونانية.
كنيساً تخضع الرعايا الأرثوذكسية في البلاد لأبرشية إسبانيا والبرتغال الأرثوذكسية التابعة لبطريركية القسطنطينية المسكونية، وأبرشية مدريد ولشبونة التابعة لبطريركية موسكو، وأبرشية أوروبا الغربية التابعة للكنيسة الروسية الأرثوذكسية خارج روسيا وأبرشية أوروبا الغربية والوسطى التابعة للكنيسة البلغارية الأرثوذكسية، والكنيسة الأرثوذكسية الإسبانية التابعة للكنيسة الصربية الأرثوذكسية، ومتروبوليتان غرب وجنوب أوروبا التابعة للكنيسة الرومانية الأرثوذكسية.

### البروتستانتية

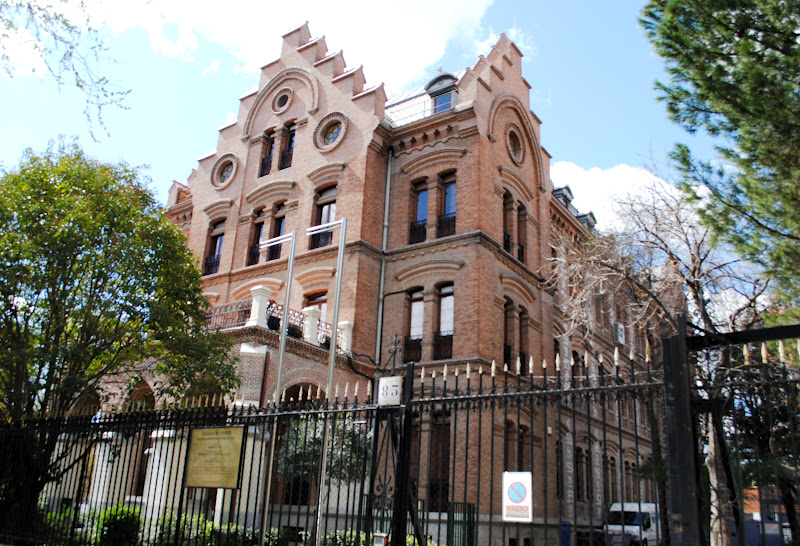
الكنيسة الإنجيلية في مدينة مدريد.

كان للبروتستانتية تأثير ضئيل للغاية على الحياة الإسبانية منذ عصر الإصلاح في القرن السادس عشر، بسبب عدم تسامح الحكومة الإسبانية تجاه أي ديانة غير الكاثوليكية وبسبب محاكم التفتيش الإسبانية. عادت البروتستانتية إلى الظهور بعد الثورة المجيدة عام 1868، والتي أدت إلى منح المزيد من الحريات الدينية؛ تم إلغاء هذا مرة أخرى خلال جكم فرانسيسكو فرانكو لإسبانيا الفرانكوية. خلال حقبة إسبانيا الفرانكوية الاستبدادية، تعرضت الكنائس البروتستانتية للتهميش والاضطهاد. خلال الحرب الأهلية الإسبانية، اضطهدت الجبهة القومية حوالي 30,000 من البروتستانت في البلاد، وأجبر العديد من القساوسة البروتستانت على مغادرة البلاد. بمجرد تأسيس إسبانيا الفرانكوية، صادرت الشرطة الترجمات غير الكاثوليكية للكتاب المقدس وأغلقت المدارس البروتستانتية. على الرغم من أن قانون الحقوق الإسبانية لعام 1945 منح حرية العبادة الخاصة، فقد عانى البروتستانت من التمييز القانوني وتم حظر الخدمات الدينية غير الكاثوليكية في الأماكن العامة. في الوقت الحاضر، تلتزم الحكومة الإسبانية بدستور 1978 لإسبانيا وقانون الحرية الدينية لعام 1980، وبالتالي تضمن العديد من الحريات الدينية للأقليات. اعتباراً من عام 2009 ضمت الكنائس البروتستانتية على حوالي 1,500,000 عضوًا، في حين تُقدر المنظمات البروتستانتية عدد أتباعها بحوالي 1.2 مليون عضو.
خلال القرنين العشرين والحادي والعشرين وبفضل هجرة المسيحييين من أتباع المذهب الخمسيني القادمين من أفريقيا جنوب الصحراء وأمريكا اللاتينية ومنطقة البحر الكاريبي، ازدادت أعداد أتباع الطوائف البروتستانتية في المملكة. كما وتحول العديد من الرومان الكاثوليك الإسبان أيضاً إلى الخمسينية في العقود الماضية. ووفقًا لدراسة المؤمنون في المسيح من خلفية مسلمة: إحصاء عالمي وهي دراسة أجريت من قبل جامعة سانت ماري الأمريكيّة في تكساس سنة 2015 وجدت أن عدد المسلمين في إسبانيا المتحولين للديانة المسيحية على المذهب الإنجيلي (الغالبية من أصول مغاربيَّة) يبلغ حوالي 2,200 شخص.

### الطوائف المسيحية الأخرى
هناك حوالي 105,000 من شهود يهوه في إسبانيا، بينما يتبع كنيسة يسوع المسيح لقديسي الأيام الأخيرة ما يقرب من 46,000 شخص في 133 تجمع في جميع مناطق البلاد كما تمتلك معبداً في منطقة موراتالاث في مدريد.

## ديموغرافيا

### الديموغرافيا الاجتماعية
أظهرت بيانات مركز بيو للأبحاث عام 2020 حول التعريف الذاتي الديني في إسبانيا النتائج التالية:
|          |       | الجنس | الجنس | الفئة العمرية | الفئة العمرية | الفئة العمرية | الفئة العمرية | الفئة العمرية | الفئة العمرية | النمو السكاني | النمو السكاني |  |
| الديانة  | مجمل  | نساء  | رجال  | 0-14          | 15-29         | 30-44         | 45-59         | 60-74         | 75+           | معدل الأعمار  | متوسط الخصوبة |  |
| -------- | ----- | ----- | ----- | ------------- | ------------- | ------------- | ------------- | ------------- | ------------- | ------------- | ------------- |  |
| المسيحية | 75.2% | 80.0% | 70.1% | 77.6%         | 67.8%         | 64.7%         | 74.4%         | 84.6%         | 93.5%         | 43            | 1.6           |  |

### الانتشار حسب المناطق

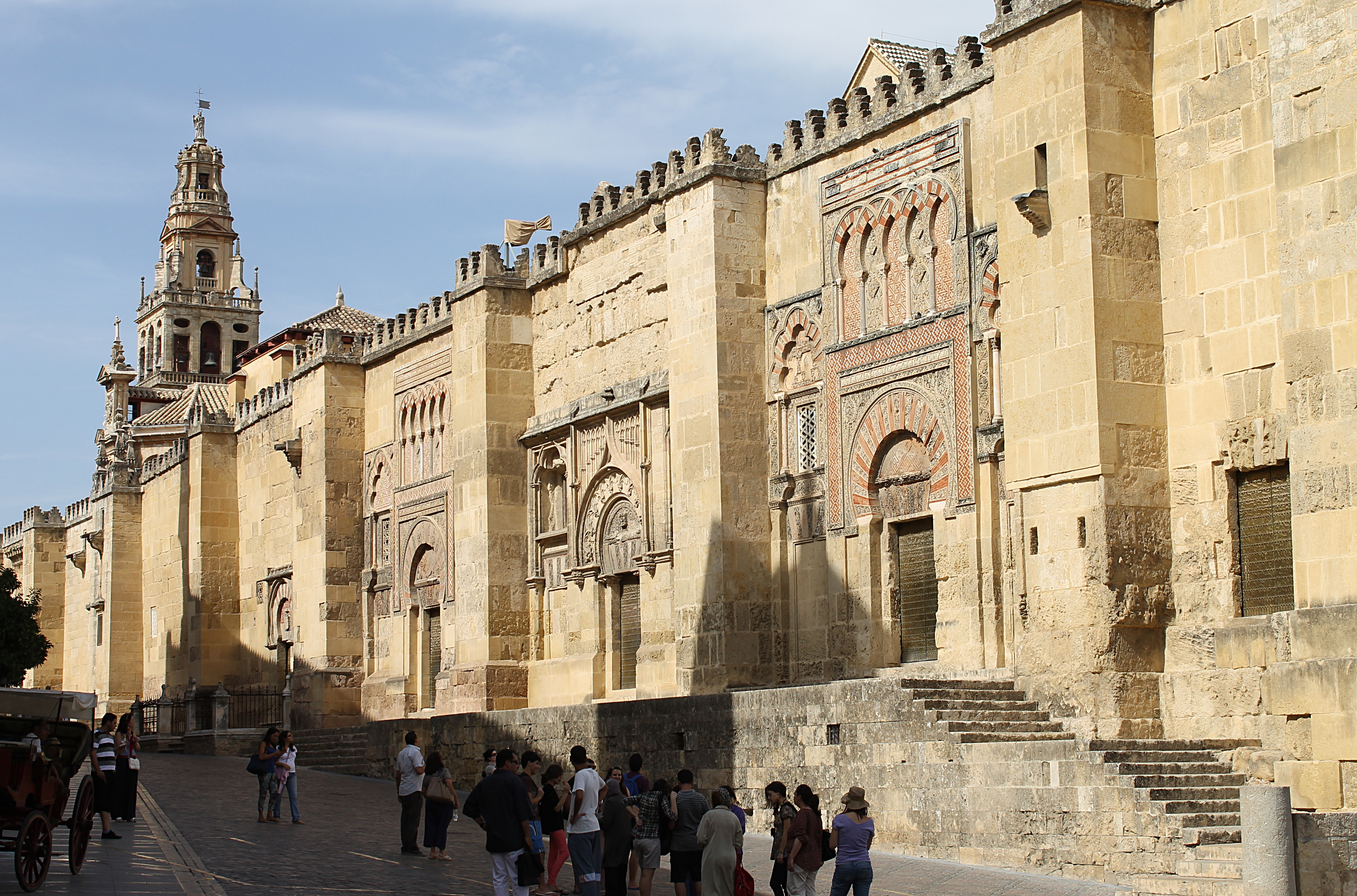
كاتدارئيَّة سيدة الانتقال أو كما تُعرف بين العامة باسم كاتدرائية - جامع قرطبة.

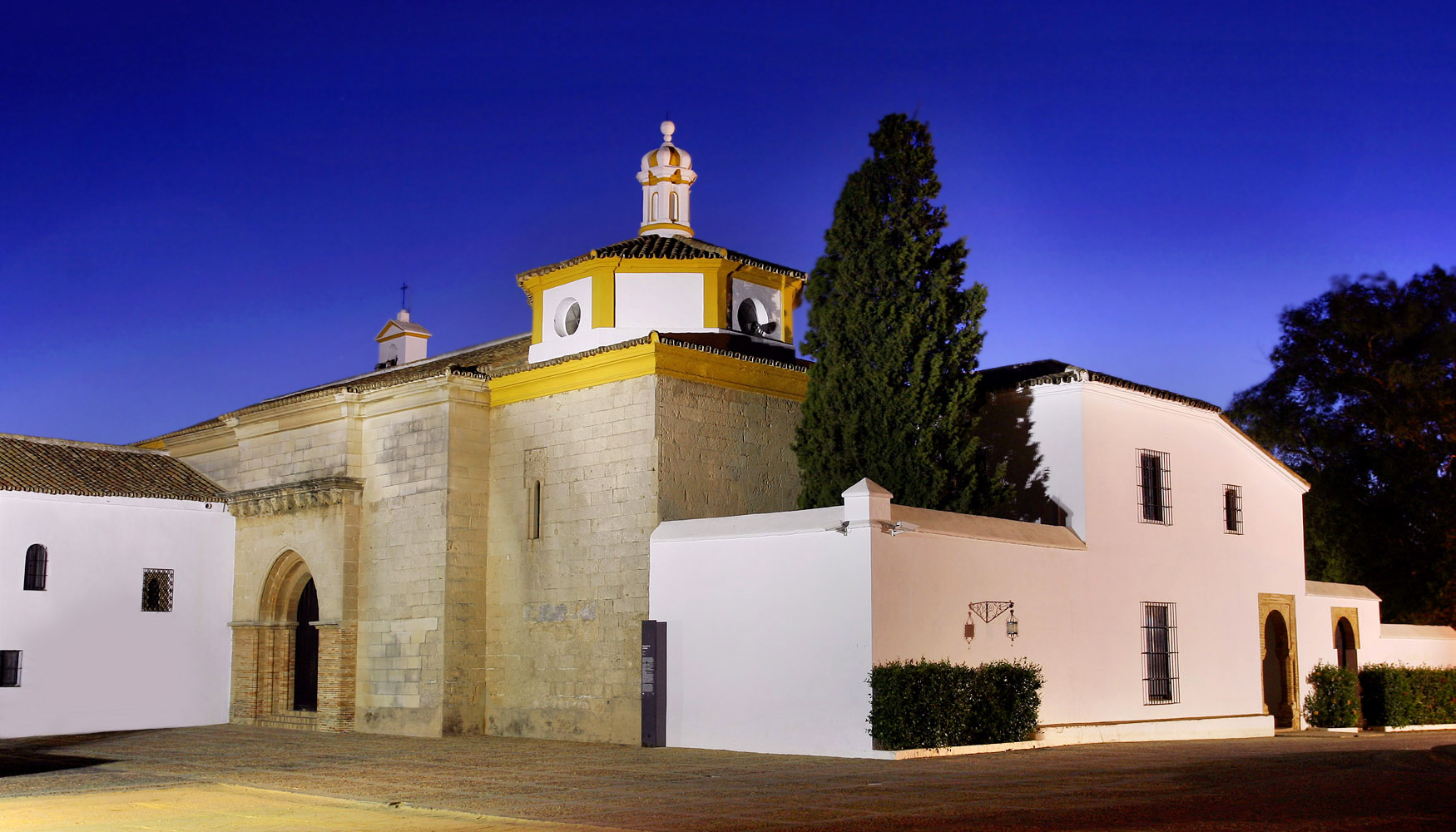
دير الرابطة، هو دير للفرنسيسكان حالياً، يقع بالقرب من بلدية بالوس دي لا فرونتيرا في أندلسيا، وهو نفس الموقع الذي سينطلق منه لاحقاً كريستوفر كولومبوس لاكتشاف العالم الجديد.

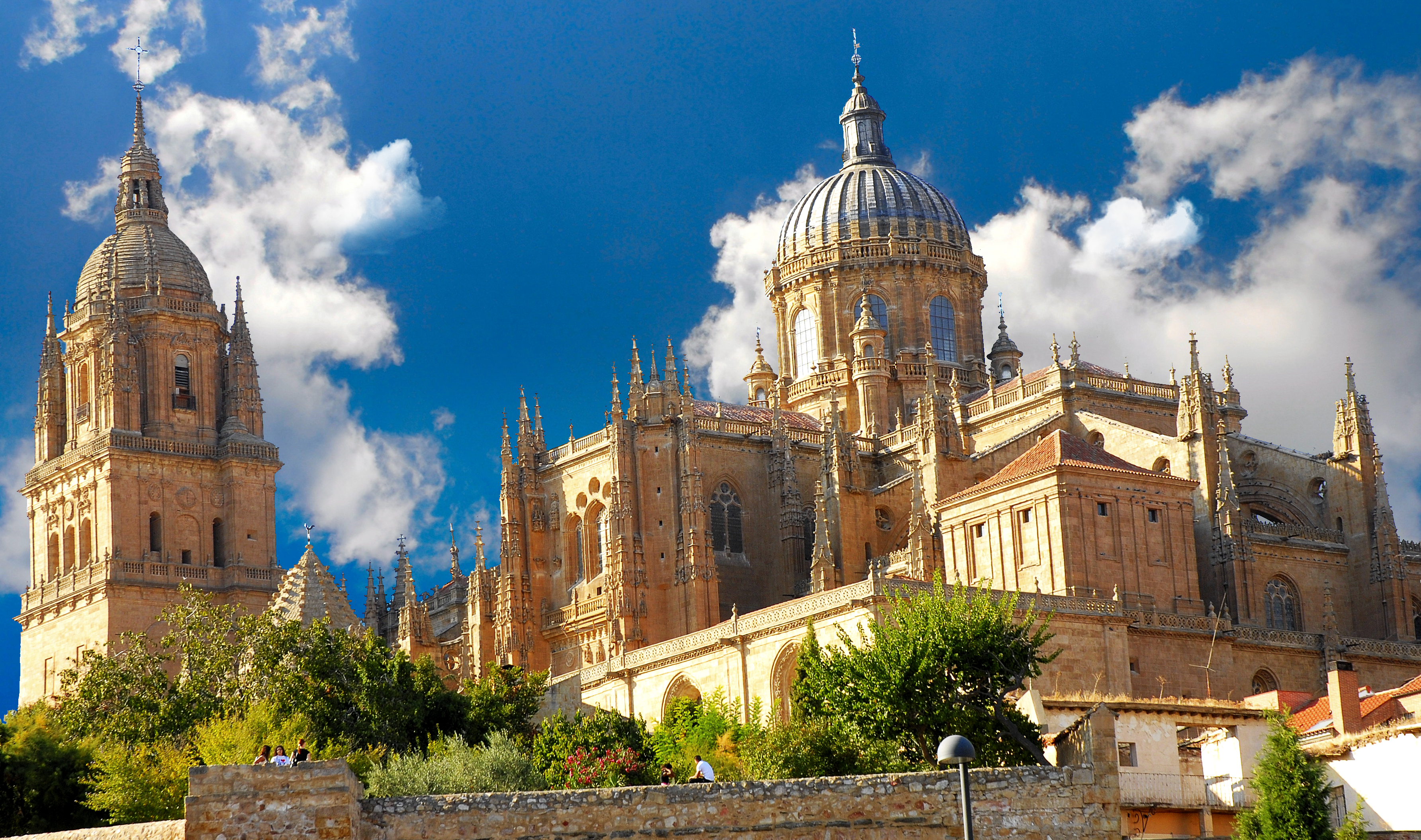
كاتدرائية سلامنكا الجديدة.

القائمة تستعرض إحصائيات مركز البحوث الاجتماعية الإسباني لعام 2015:
| مناطق إسبانيا ذات الحكم الذاتي | الكاثوليك   |
| ------------------------------ | ----------- |
| مرسية                          | 85.0%       |
| جزر الكناري                    | 84.9%       |
| أراغون                         | 82.4%       |
| غاليسيا                        | 82.2%       |
| إكستريمادورا                   | 81.2%       |
| كاستيا لا منتشا                | 81.1%       |
| قشتالة وليون                   | 79.4%       |
| الأندلس                        | 78.8%       |
| أستورياس                       | 76.5%       |
| بلنسية                         | 75.0%       |
| كانتابريا                      | 74.3%       |
| لا ريوخا                       | 74.0%       |
| إسبانيا                        | 72.9%       |
| منطقة جزر البليار              | 68.7%       |
| سبتة                           | 68.0%       |
| نافارا                         | 65.7%       |
| مدريد                          | 62.9%       |
| كتالونيا                       | 60.7%       |
| إقليم الباسك                   | 58.6%       |
| مليلية                         | 46.3%-55.1% |

### الأندلس

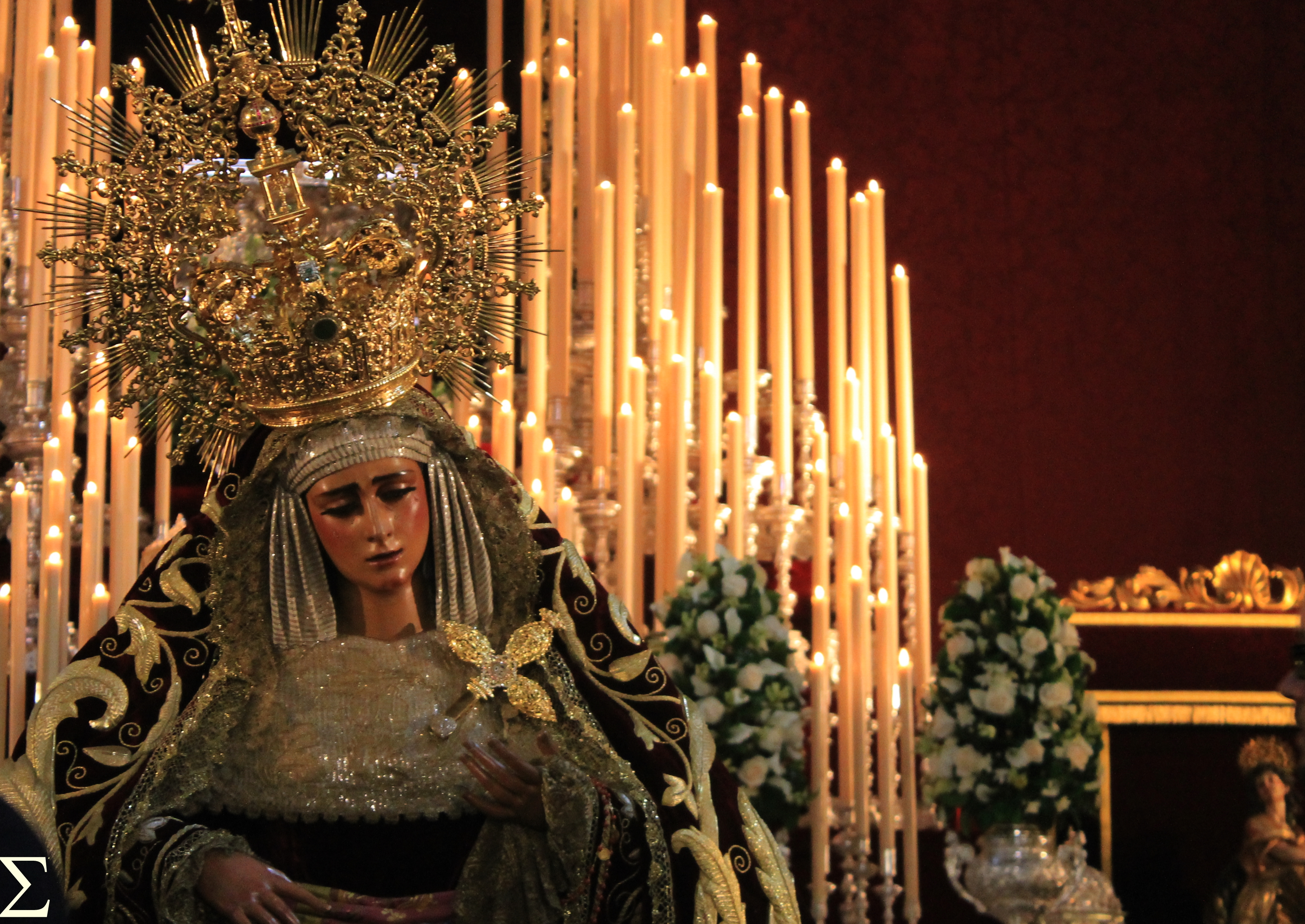
موكب مريم العذراء سيدة الأوجاع في إشبيلية.

انتشرت المسيحية في رُبُوع شبه الجزيرة الأيبيريَّة مُنذُ العهد الروماني، وكان القوط بدايةً على المذهب الآريوسي الذي يقول بِالطبيعة الواحدة لِلمسيح، على أنَّ المذهب الخلقيدوني الذي كان يُدين بِطبيعتين لِلمسيح كان مُنتشرًا في أواسط العامَّة من غير القوط. ولم يفرض القوط مذهبهم، فكان أفراد كُل مذهب يُمارسون شعائرهم الدينيَّة في كنائسهم الخاصَّة بِحُريَّة، بِمُساعدة رجال الدين التابعين لهم. بعد فتح الأندلس بقي قسمٌ كبيرٌ من أهالي الأندلس القُوط على المسيحية، فكفلت لهم الدولة الحُريَّة الدينيَّة لقاء الجزية السنويَّة. واختلط العرب والبربر والقوط وشكَّلوا مزيجًا سُكانيًّا فريدًا من نوعه في العالم الإسلامي، وأقبل القوط الذين بقوا على المسيحيَّة على تعلُّم اللُغة العربيَّة والتثقُّف بِالثقافة الإسلاميَّة مع حفاظهم على خُصوصيَّتهم الدينيَّة، فعُرفوا بِالمُستعربين، وكتبوا لُغتهم بِالأحرف العربيَّة التي عُرفت باسم «اللُغة المُستعربيَّة». وقد تمتَّع نصارى الأندلُس زمن الإمارة الأُمويَّة بحقوقٍ وامتيازاتٍ لم يحصلوا عليها خِلال العهد القوطي، من ذلك أن المُسلمين سمحوا لهم بالحفاظ على مُمتلكاتهم الدينيَّة كالكنائس ومُمتلكاتها، والأديرة وغيرها، وعلى مُمتلكاتهم الخاصَّة مثل الأموال والعقارات المُختلفة كالمساكن، والمحلَّات التجاريَّة، والأراضي الزراعيَّة. وعلى الرُغم من التمازج والعيش السلمي بين المُسلمين والمسيحيين في الأندلُس، فإنَّ بعض الثورات الطائفيَّة أو المصبوغة بصبغةٍ طائفيَّة قد وقعت بين الحين والآخر لِأسبابٍ مُختلفة، منها ثورة عُمر بن حفصون المُعارض لِسُلطة الدولة الأُمويَّة، وقد استمرَّت 49 سنة (267هـ - 316هـ)، وقضيَّة شُهداء قُرطُبة المُثيرة للجدل. وفي العام 1492 طبع سقوط غرناطة بأيدي بني نصر نهاية حروب الإسترداد، واسترجع الإسبان الأندلس والتي ولم تنته إلا بسقوط غرناطة سنة 1492.

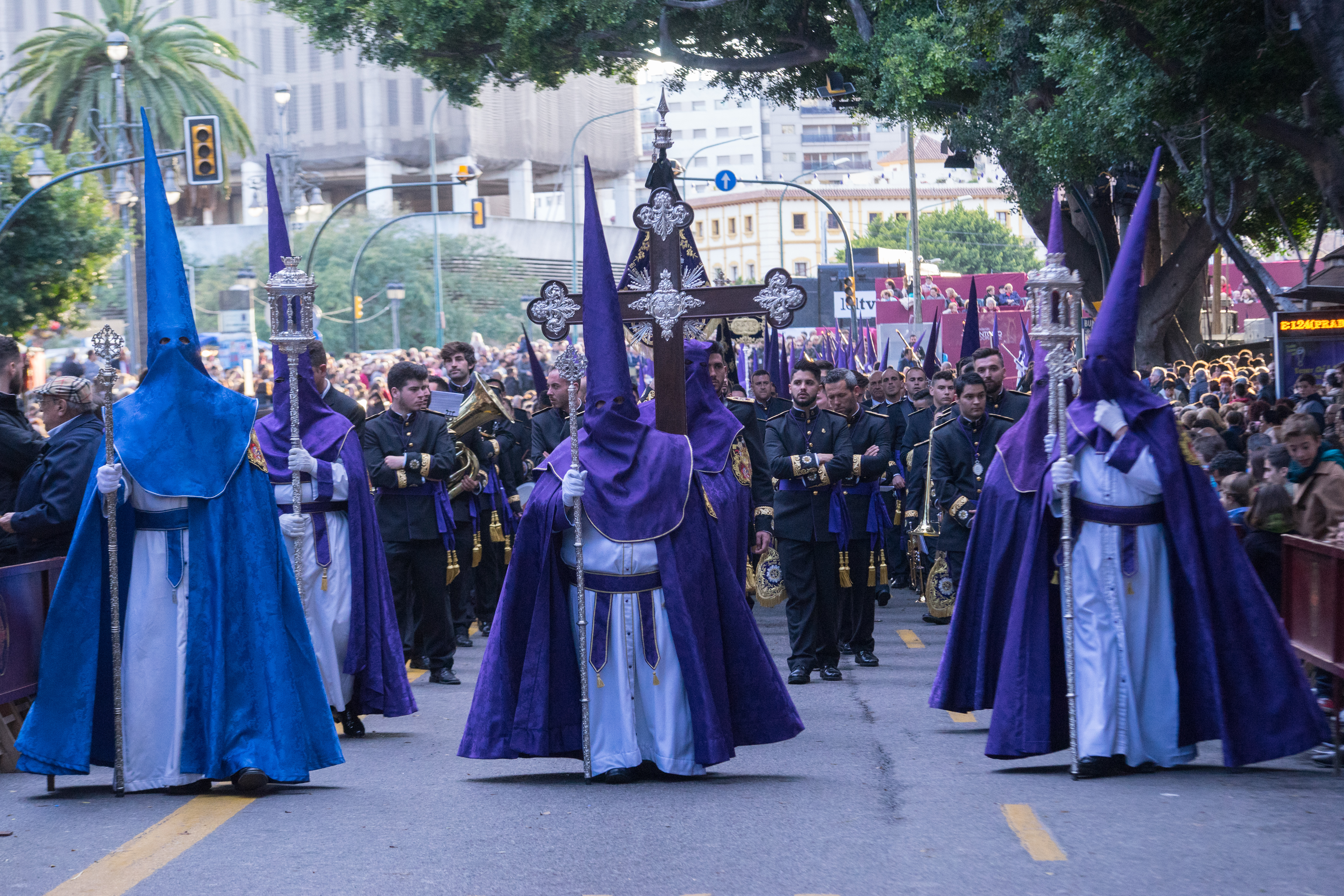
موكب الجمعة الحزينة في مالقة.

تعود نشأة الثقافة الأندلسية الحديثة إلى المرحلة الأخيرة من حروب الإسترداد والقرنين الثالث عشر إلى السابع عشر، مما أدى إلى تبني المذهب الروماني الكاثوليكي بشكل أكبر، وعلى نحو أكثر تحديداً التفاني لمريم العذراء، وإلى الديانات الأخرى التي كانت موجودة في المنطقة خلال السبعة أو الثمانية قرون السابقة (لا سيَّما الإسلام السنّي واليهودية السفارديَّة). وتعمل الأشكال الكاثوليكية المحلية كأداة رئيسية للتماسك الثقافي الأندلسي والهوية الأندلسية. وتتميز الأندلس بمجموعة واسعة من العادات الاجتماعية، التي تعود جذور البعض منها إلى التقاليد الإسلامية التي دُمجت في ثقافة المنطقة التي كانت الخاضعة للحكم الإسلامي. ولكل منطقة فرعيَّة في الأندلس عاداتها الفريدة التي تمثل مزيجاً من الكاثوليكية والفولكلور المحلي، وتأثرت مدن مثل ألمرية تاريخيًا بكل من غرناطة ومرسية في استخدام أغطية الرأس التقليديَّة (مانتيلا). وطورّت جميع مناطق الأندلس المختلفة عاداتها المميزة، ولكن جميعها تربطها علاقة بالكاثوليكية وثقافتها والماضي الثقافي الإسلامي في المنطقة. يُعد روميريا ديل روسيو في شهر مايو من أكثر الأحداث الثقافية المميزة في منطقة الأندلس. وهي مظهر من مظاهر الدين الشعبي الكاثوليكي الأندلسي وعبارة عن رحلة حج إلى إرميتاج إل روسيو في الريف بالقرب من ألمونتي، تكريماً لعذراء إل روسيو، في الآونة الأخيرة، اجتذبت روميريا ديل روسيو ما يقرب من مليون حاج كل عام. في مُقَاطَعَةُ جَيَّانَ، تعتبر السايتا شكلًا مبجلًا من الأغاني الكاثوليكية الإسبانية، والتي تطور شكلها وأسلوبها على مدى قرون عديدة.
حاليًا الكاثوليكية هي إلى حد بعيد، أكبر دين في منطقة الأندلس. في عام 2015 كانت نسبة الأندلسيين الذين يعرفون أنفسهم بأنهم رومان كاثوليك حوالي 78.8%. السمة الرئيسية للشكل الشعبي المحلي الكاثوليكي في المنطقة هي التفاني لمريم العذراء، وتُعرف الأندلس أحيانًا باسم «أرض مريم المقدسة» (بالإسبانيَّة: la tierra de María Santísima). تعرف منطقة الأندلس تقاليد كاثوليكية عريقة، من مظاهرها تطوافات ومواكب أسبوع الآلام والتي يكون ذروتها في الجمعة العظيمة في مناطق متفرقة من الأندلس لكنها تأخذ طابع مميز وخاص في مدينة إشبيلية، والتي تحولت إلى مركز جذب للحج والسياحة المسيحية، المواكب تكون مكونة غالبًا من محفات يحمل كل منها العشرات من الرجال الأشداء يتسابقون في التطوع لنيل هذا التشريف، ويحتفل به عدد من الأخويات الصوفية والأخويات الدينيّة الكاثوليكية. منطقة الأندلس هي موقع لعدد من وجهات الحج الكاثوليكية مثل إرميتاج إل روسيو بالقرب من ألمونتي وسانتواريو دي نويسترا سينورا دي لا كابيزا في أندوخار.

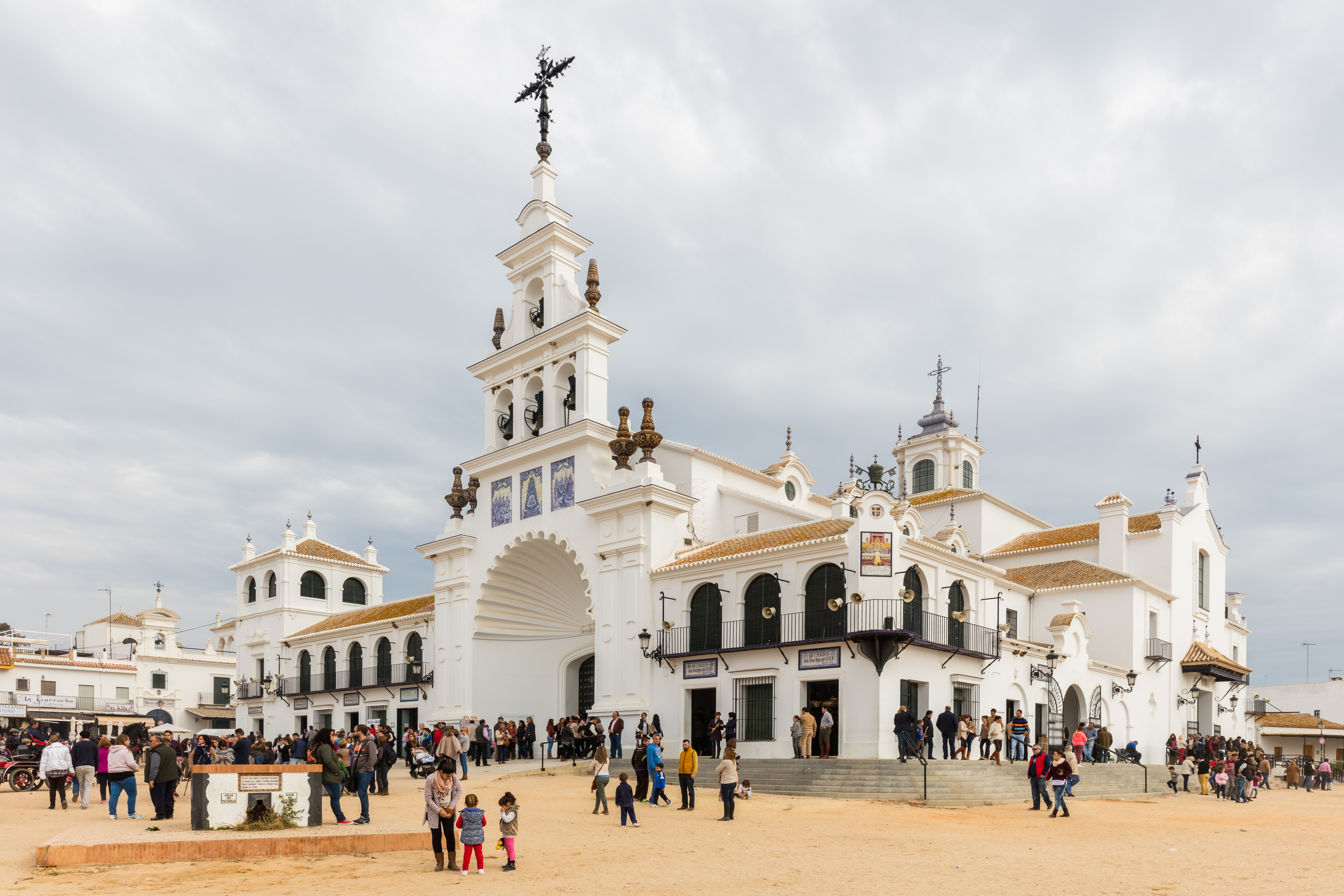
إرميتاج إل روسيو بالقرب من ألمونتي
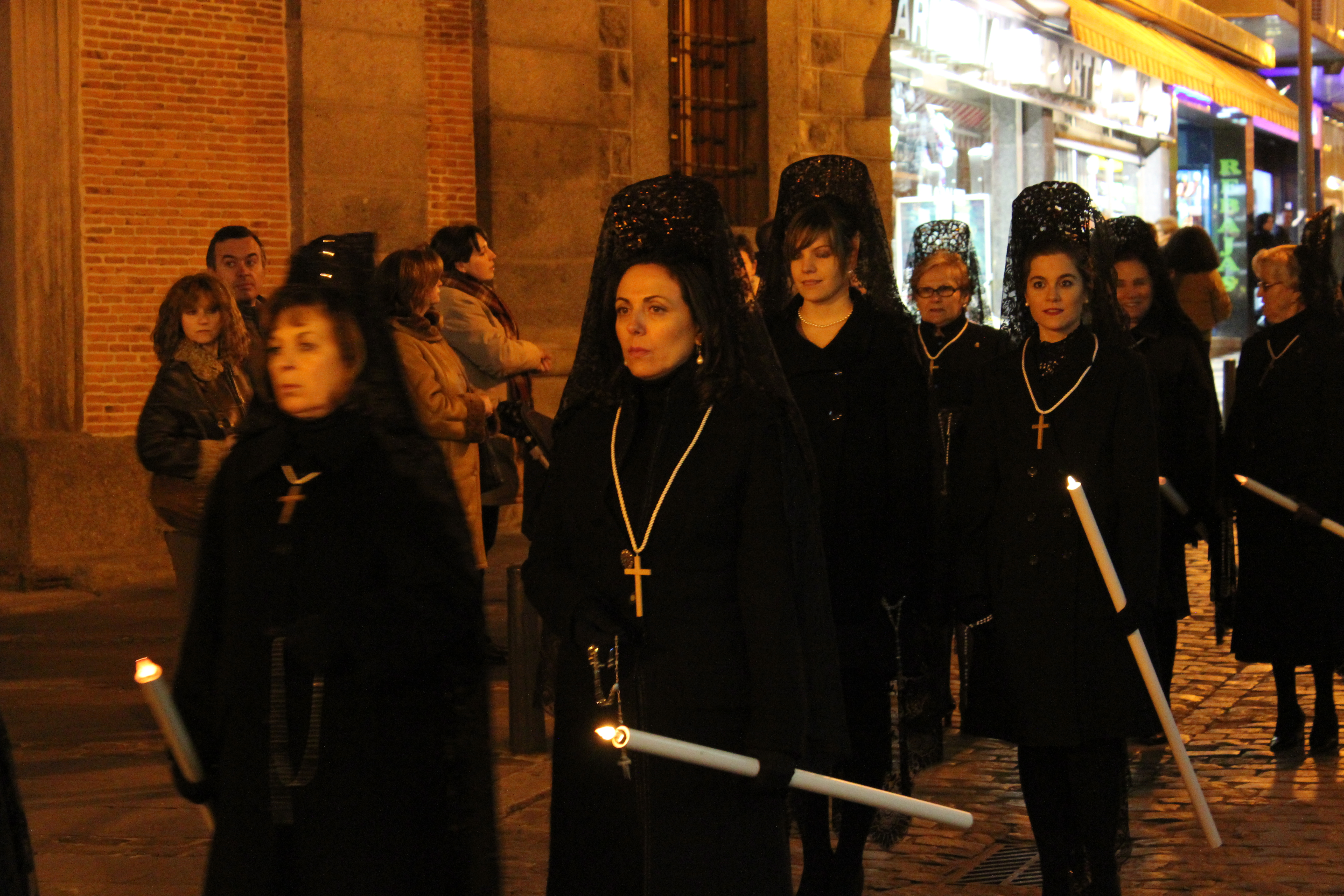
كاثوليكيات يرتدين المانتيلا في غرناطة
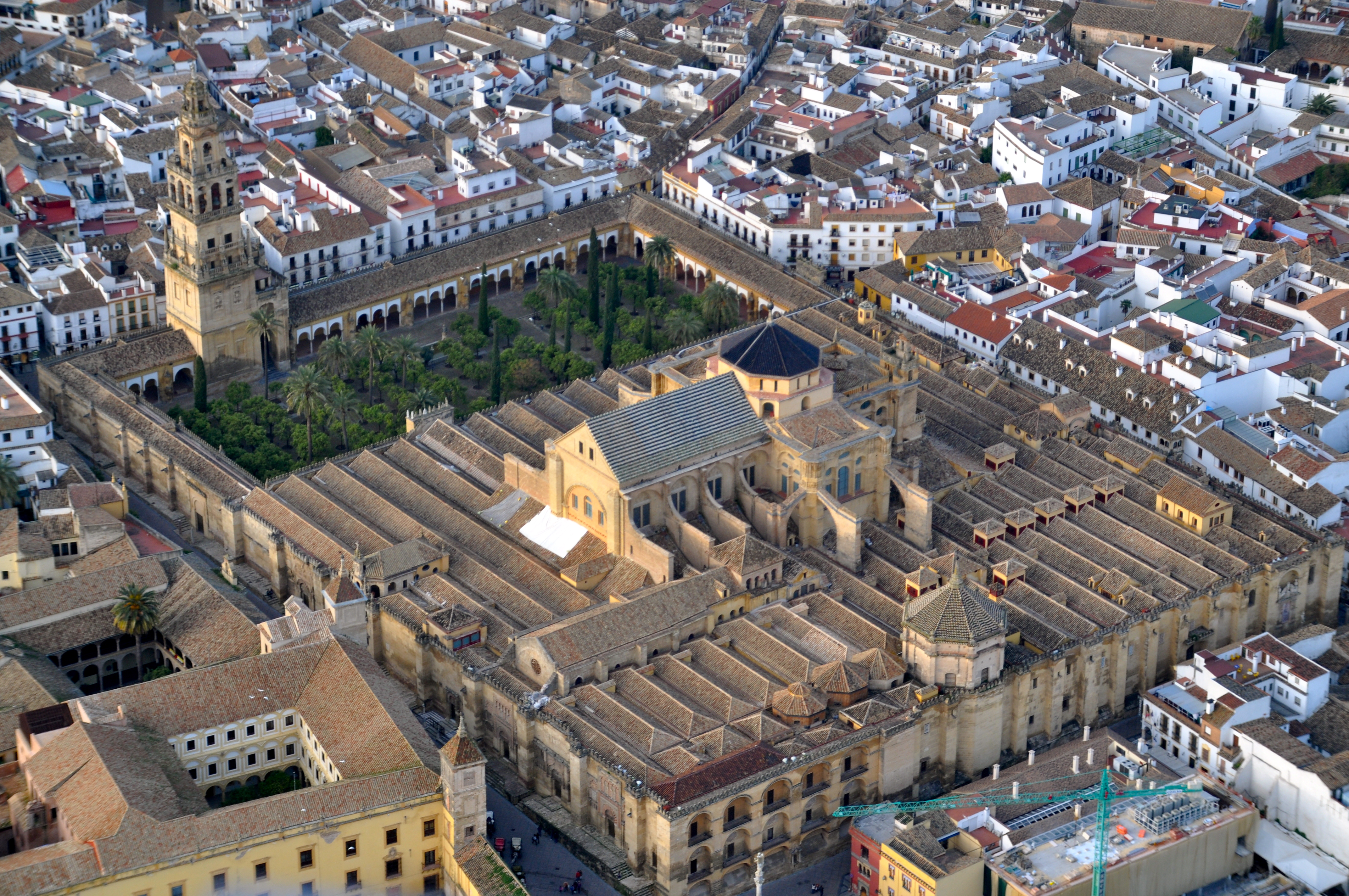
كاتدرائيَّة سيدة الانتقال في قرطبة
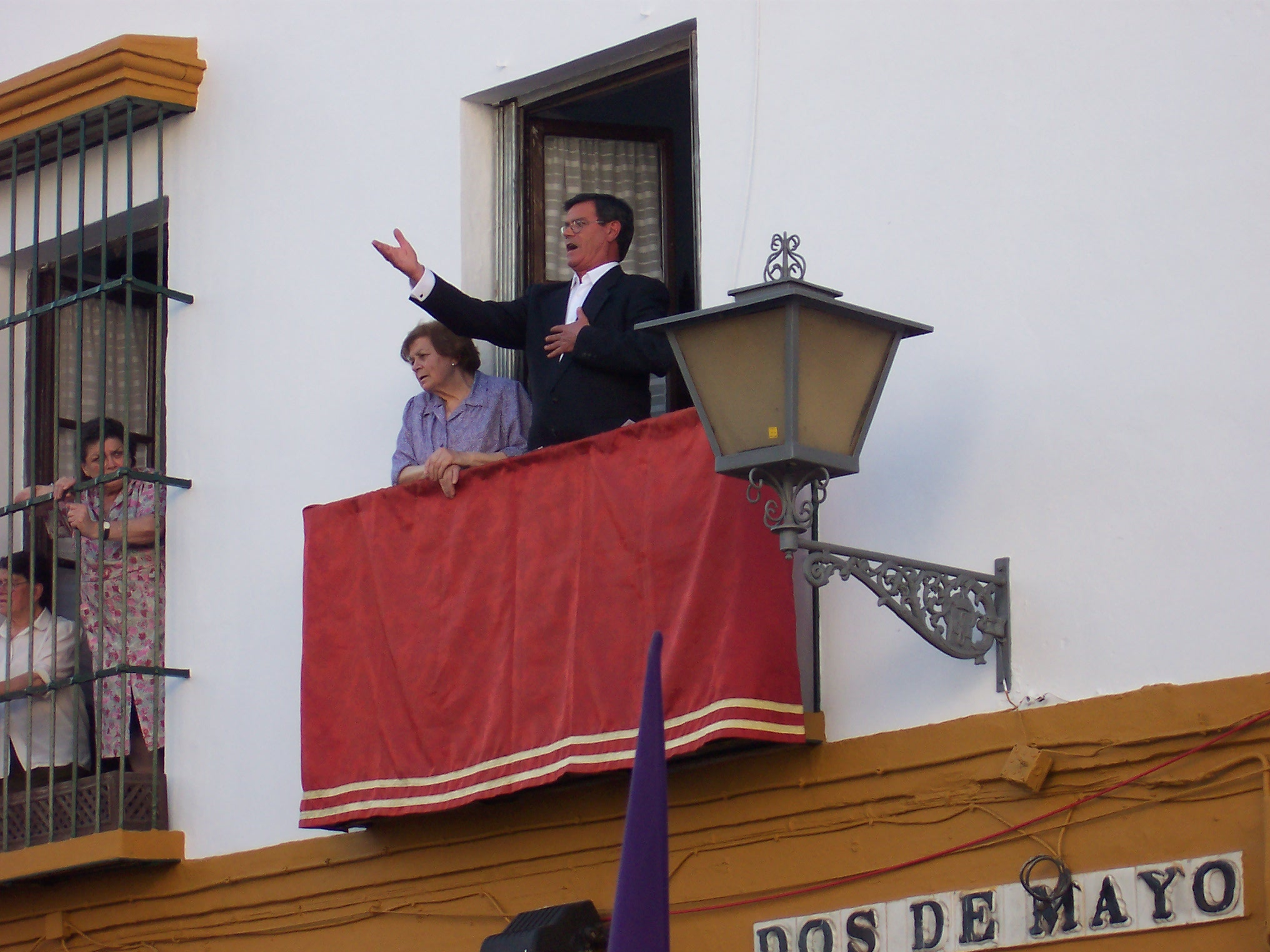
رجل يُنشد السايتا خلال أسبوع الآلام في إشبيلية
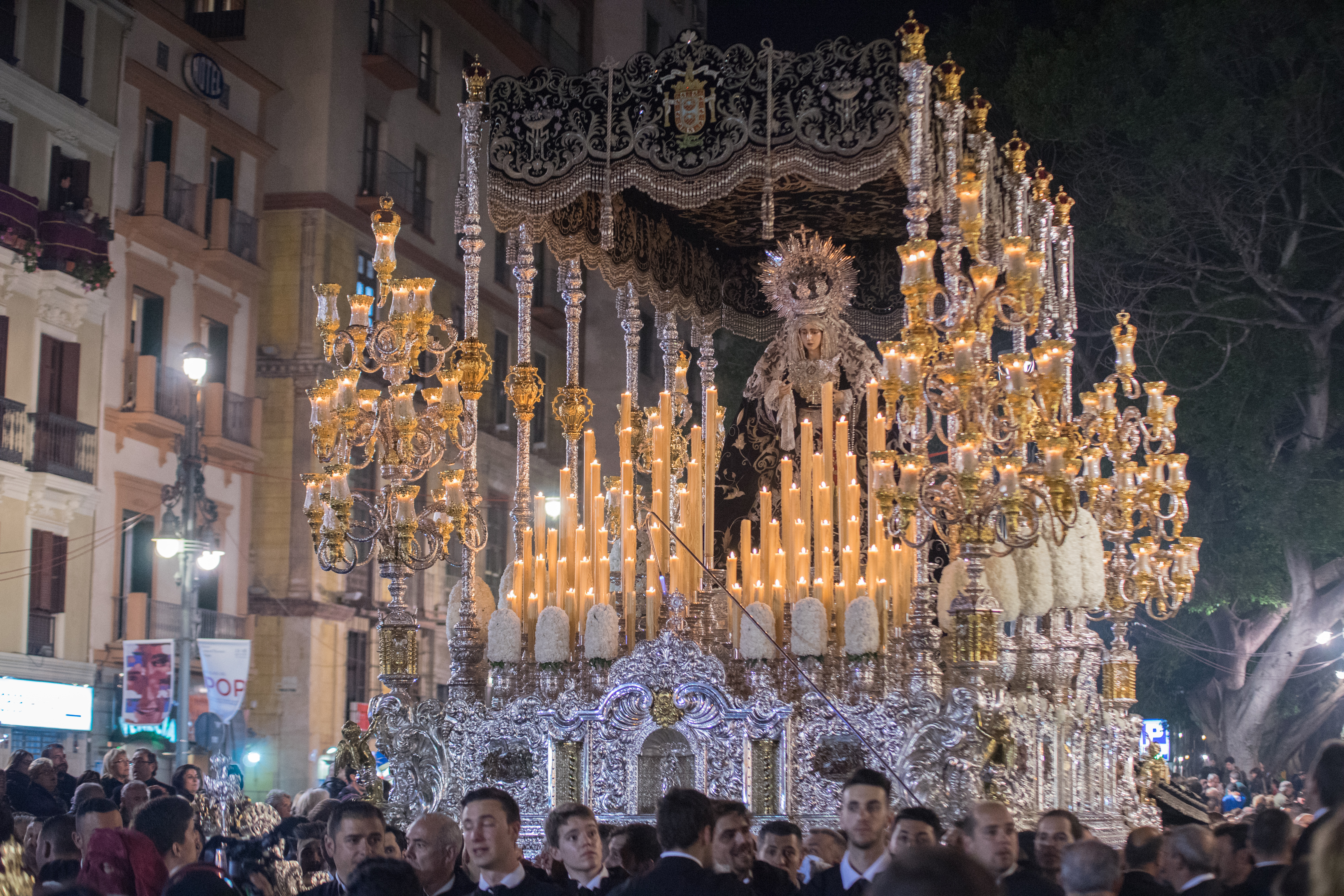
موكب مريم العذراء سيدة الأوجاع خلال أسبوع الآلام في مالقة

### إقليم الباسك

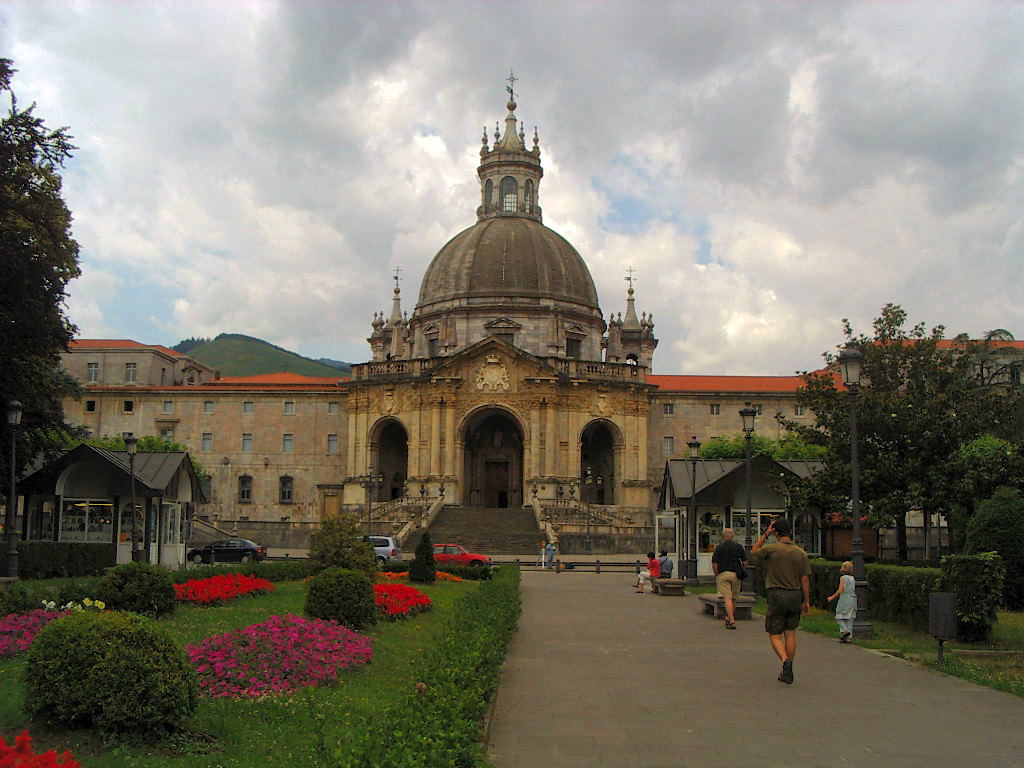
كنيسة دي لويولا في أثبيتيا.

تقليديًا كان الباسكين شعب يعتنق المسيحية الرومانية الكاثوليكية، وحتى القرن التاسع عشر وحتى القرن العشرين ظل الباسكيين معظمهم من المتدينين والمترددين على الكنائس. في السنوات الأخيرة قد انخفض التردد وحضور الطقوس الدينية في الكنيسة، كما هو الحال في معظم أوروبا الغربية. كانت المنطقة مصدرًا للمبشرين مثل فرنسيس كسفاريوس وميشال غاريكويتس. كما ولد ونشأ إغناطيوس دي لويولا في المنطقة مؤسس الرهبنة اليسوعية في القرن السادس عشر أيام البابا بولس الثالث في إسبانيا، كجزء من الإصلاح المضاد، وأخذت على عاتقها مهمة التبشير ونشر الديانة في العالم الجديد. مكثت الرهبنة اليسوعية من أقوى منظمات الكنيسة الكاثوليكية المؤثرة، واصطدمت أواخر القرن الثامن عشر ببعض السلطات الأوروبية ما دفع إلى حلّها عام 1773 وهو القرار الذي ألغي عام 1814 على يد البابا بيوس السابع. عند تأسيسها اعتبرت الرهبنة اليسوعية «الأكثر حداثة ودلالة، لقد جسدت الكفاءة والفاعلية اللتين ستصبحان سمتين مميزتين للحضارة الحديثة»، وقال ميجيل دي أونامونو أنَّ «هناك ما لا يقل عن شيئين يمكن أن يُعزى بوضوح إلى الشعب الباسكي: الرهبنة اليسوعية وجمهورية التشيلي».
وصلت البروتستانتية إلى منطقة الباسك في القرن السادس عشر وقام جوانيس ليزاراغا بالترجمة الأولى للعهد الجديد إلى اللغة البشكنشيَّة. لكن بعد تحول هنري الرابع ملك فرنسا إلى الكاثوليكية لتصبح ملك فرنسا، اختفت البروتستانتية تقريبًا. في الوقت الحاضر الكاثوليكية هي أكبر الأديان المعتنقة في إقليم الباسك. في عام 2015 كانت نسبة الباسكيين الذين يعرفون أنفسهم بأنهم رومان كاثوليك حوالي 58.6%.

### منطقة بلنسية

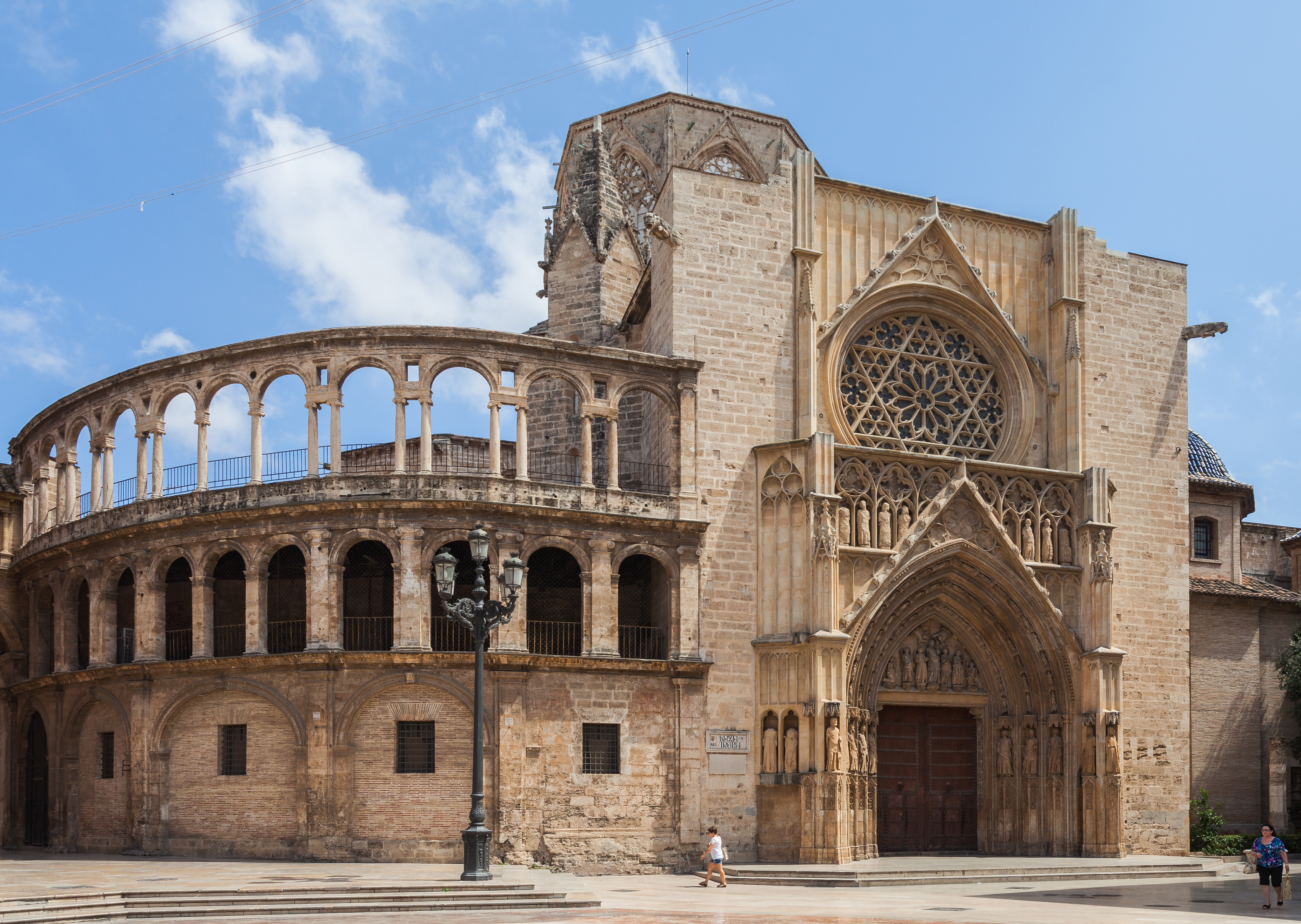
كاتدرائية بلنسية في مدينة بلنسية.

حاليًا الكاثوليكية هي إلى حد بعيد، أكبر دين في منطقة بلنسية. في عام 2015 كانت نسبة السكان الذين يعرفون أنفسهم بأنهم رومان كاثوليك حوالي 75%. انتشرت المسيحية في رُبُوع شبه الجزيرة الأيبيريَّة مُنذُ العهد الروماني، وكان القوط بدايةً على المذهب الآريوسي الذي يقول بِالطبيعة الواحدة لِلمسيح، على أنَّ المذهب الخلقيدوني الذي كان يُدين بِطبيعتين لِلمسيح كان مُنتشرًا في أواسط العامَّة من غير القوط. ولم يفرض القوط مذهبهم، فكان أفراد كُل مذهب يُمارسون شعائرهم الدينيَّة في كنائسهم الخاصَّة بِحُريَّة، بِمُساعدة رجال الدين التابعين لهم. وأستمرت سيادة المسيحية في ربوع بلنسية حتى وصول العرب عام 711، مما ترك أثراً واسعاً في بلادهم. بعد سقوط الدولة الأموية في الأندلس، تم إنشاء طائفتين رئيسيتين مستقلتين في المنطقة، طائفة بلنسية وطائفة دانية والجزائر الشرقية، جنبًا إلى جنب مع طائفتين صغيرتين وقصيرتي العمر في أريولة وألبونت والسيطرة المسيحية القصير لفالنسيا من قبل إل سيد، والذي التحق بخدمة بني هود، ثم تمكّن من الاستيلاء على حكم بلنسية وظل حاكمًا لها حتى وفاته، لتخلفه زوجته خيمينا التي لم تقوَ على الدفاع عن بلنسية أمام هجمات المرابطين، فانسحبت بجنودها تاركةً المدينة للمرابطين بعد أن أمرت جنودها بنهب وحرق بلنسية سنة 1102م. يُعد رودريغو دياث بطلًا مغوارًا في التراث الشعبي الإسباني. ومع ذلك، تعود أصول بلنسية الحالية إلى مملكة بلنسية، التي ظهرت إلى الوجود في القرن الثالث عشر. قاد جيمس الأول من أراغون المسيحيين الفتح والاستعمار للطوائف الإسلامية القائمة مع المستعمرين الأراغونيين والكتالونيين في عام 1208؛ أسسوا مملكة فالنسيا كدولة ثالثة مستقلة داخل تاج أراغون في عام 1238.
ومع ذلك، تعود أصول فالنسيا الحالية إلى مملكة فالنسيا، التي ظهرت إلى الوجود في القرن الثالث عشر. قاد خايمي الأول ملك أراغون المسيحيين فتح واسترداد الطوائف الإسلامية القائمة مع الأراغونيين والكتالونيين في عام 1208؛ وأسسوا مملكة بلنسية كدولة ثالثة مستقلة داخل تاج أراغون في عام 1238. وتطورت المملكة بشكل مكثف في القرنين الرابع عشر والخامس عشر، اللذين يُعتبران العصر الذهبي للثقافة الفالنسية. وكان الوجود المغاربي في مملكة بلنسية مرتفعًا للغاية، حيث كان ثلث إجمالي السكان في وقت الطرد (أعلى نسبة في كل إسبانيا). كان التعايش بين المسيحيين والمسلمين جيدًا في الغالب، على الرغم من بعض فصول التعصب الديني مثل المعمودية الجماعية للمسلمين خلال الثورة الأولى للإخوان؛ ومع ذلك، لم يتوقف المورسكيون في بلنسية عن التحدث باللغة العربية. رفضت النخب المسيحية في بلنسية خطط الملك فيليب لطرد الموريسكيين عام 1609، لأن النقص المفاجئ في القوى العاملة التقليدية سيؤدي إلى تدمير المملكة.

### جزر البليار

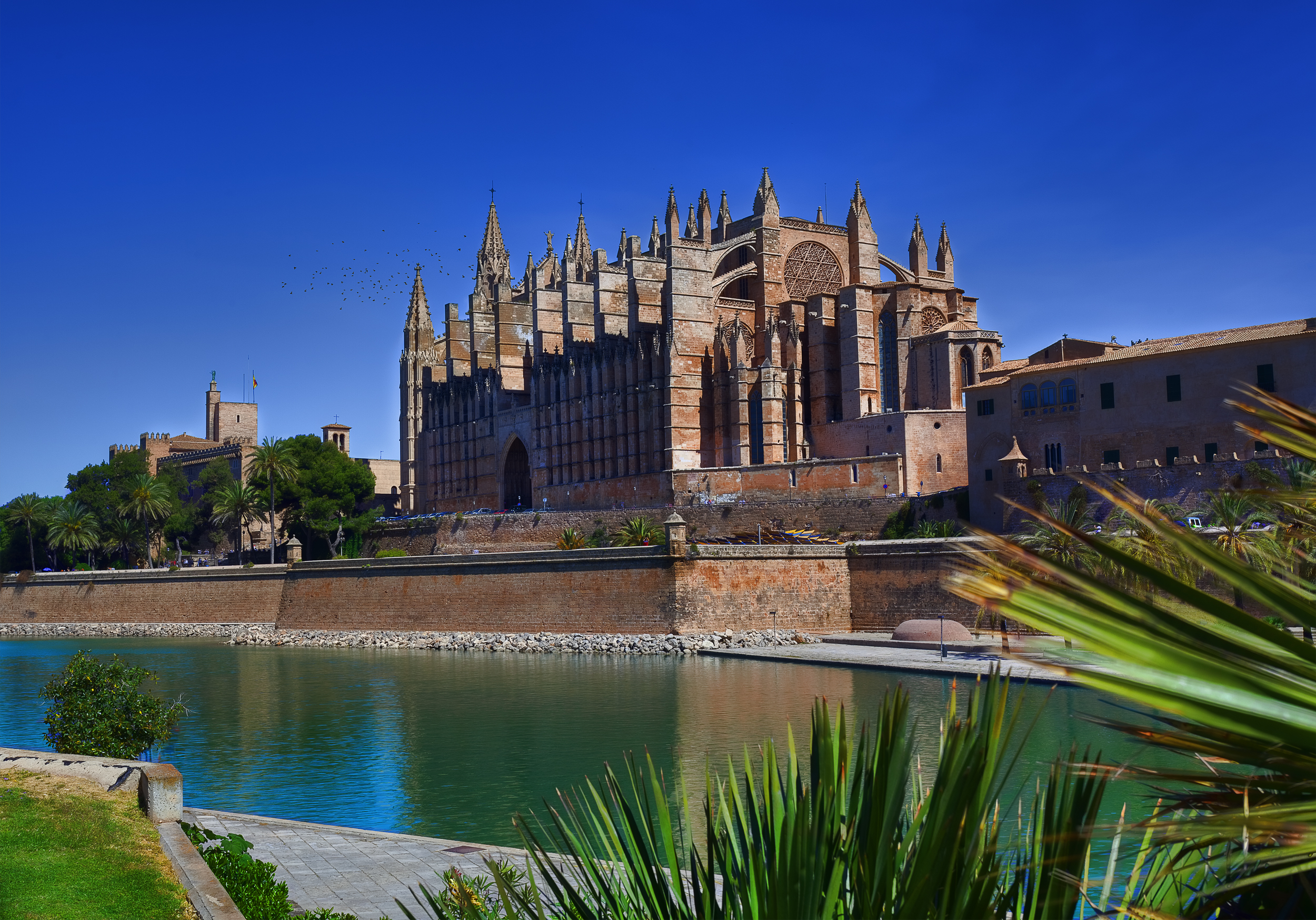
كاتدرائية ميورقة.

حاليًا الكاثوليكية هي إلى حد بعيد، أكبر دين في جزر البليار. في عام 2015 كانت نسبة السكان الذين يعرفون أنفسهم بأنهم رومان كاثوليك حوالي 68.7%. تضم الجزر على مجتمع مسيحي من أصول يهودية، وهي الجوئتا أو التشويتا وهي مجموعة اجتماعية دينية في جزيرة مايوركا، وهم أحفاد اليهود الذين تحولوا إلى المسيحية طوعًا أو قسرًا. مارست الجماعة تقاليد صارمة منها زواج الأقارب، كما أن العديد من ذريتهم ما تزال تمارس مسيحية الجوئتا وهي تيار مسيحي توفيقي وجزء من التيار الكاثوليكي المركزي. بعد طرد السكان اليهود من إسبانيا والبرتغال في عام 1492 وفي 1497، أصبح ما تبقى من السكان اليهود في أيبيريا مسيحيين رسميًا. كثيرًا ما كان يشتبه في المسيحيين الجديد ويتهمون بالردة. وتشير احصائيات إلى أن ما بين 100,000–200,000 يهود تحوّل للمسيحية في القرن الخامس عشر. حافطت جماعة الجوئتا على العديد من التقاليد الدينية اليهودية منها الختان، وطعام الكشروت وحفظ السبت؛ ومزجوا تقاليدهم اليهوديّة مع الديانة المسيحية الكاثوليكية والشعائر الكاثوليكية. حتى القرن السابع عشر كانت الجماعة كاثوليكية اسميًا ومارست الشعائر اليهودية سرًا. ومنذ القرن السابع عشر اندمجت الجماعة في التيار الكاثوليكي المركزي والتقاليد المسيحية والتي انبثق منها تيار مسيحية الجوئتا. وتم وصم جماعة الجوئتا حتى النصف الأول من القرن العشرين، ولكن بعد النصف الثاني من هذا القرن، ونتيجة لانتشار الحرية الدينية والعلمانية، فإن كلاً من الضغوط الاجتماعية اختفت في نهاية المطاف. في الوقت الحاضر يقدر عدد المجتمع بحوالي 18,000-20,000 شخص في جزيرة مايوركا، وتحمل العديد من أسر الجوئتا ألقاب خاصة بها.

### جزر الكناري

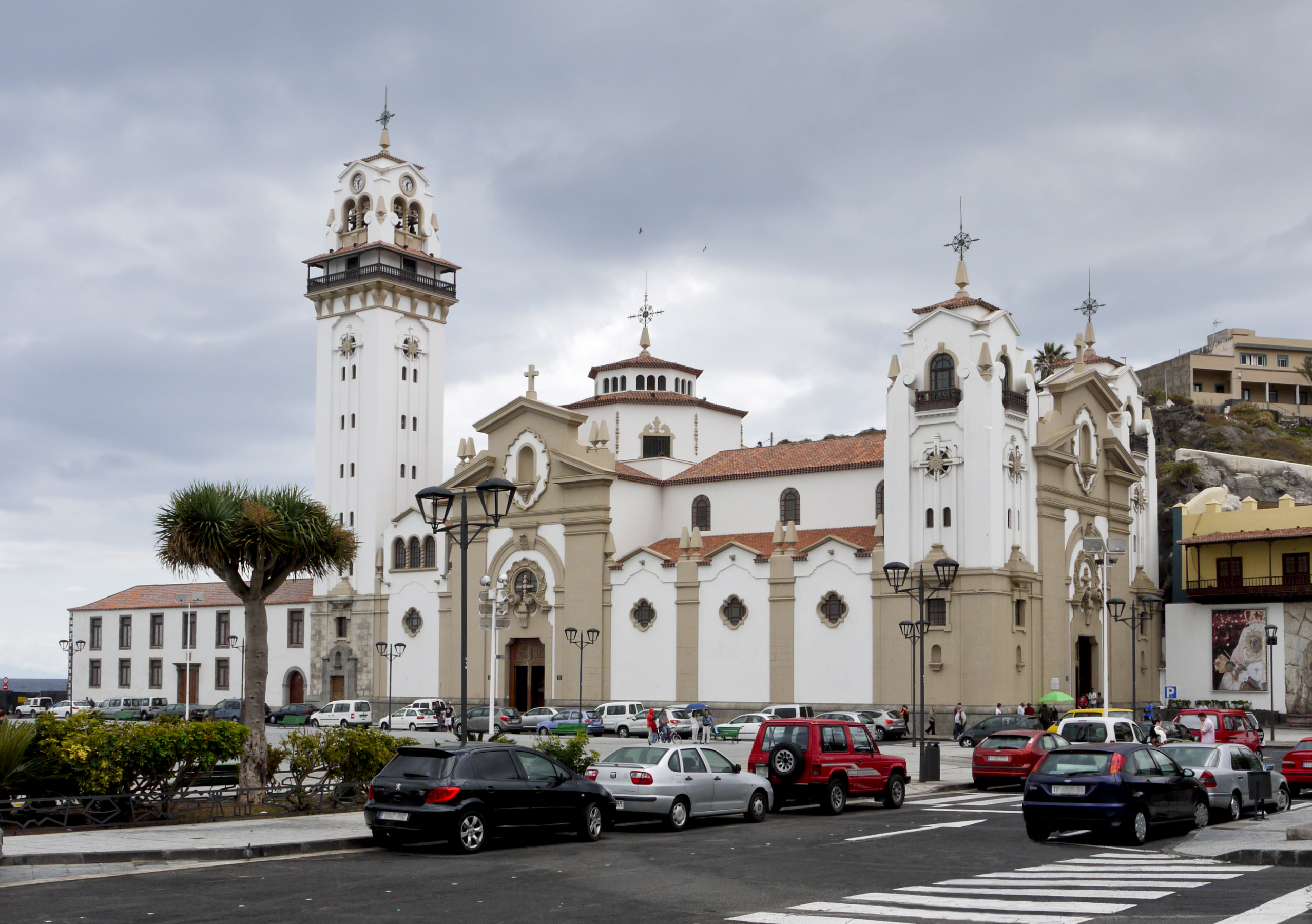
بازيليكا دي نوسترا سينيورا دي لا كانديلاريا، سانتا كروث دي تينيريفه.

المسيحية هي ديانة الأغلبية الساحقة من سكان جزر الكناري. وفقًا لمسح CIS Barometer Autonomy لعام 2012 ينتمي أغلبية سكان جزر الكناري إلى المذهب الكاثوليكي والذي يتبعه حوالي 84.9% من سكان الجزر، ومنهم 38.7% من المترددين على الكنائس أسبوعيًا. هناك أيضًا تجمعات مسيحية أخرى مثل البروتستانت وأغلبهم من السكان المولودين في الخارج خاصًة في أوروبا الشمالية بالإضافة إلى كنيسة يسوع المسيح لقديسي الأيام الأخيرة.
تعود أول إشارة إلى الوجود المسيحي في جزر الكناري إلى عام 1351، وهو العام الذي أنشأ فيه البابا كليمنت السادس أسقفيَّة جزر فورتشن أو أسقفيَّة تيلدي في جزيرة كناريا الكبرى. وكان لظهور عذراء كانديلاريا حسب التقاليد الكاثوليكية، وهي راعية وشفيعة جزر الكناري، الفضل في تحريك سكان جزر الكناري نحو المسيحية. وتنقسم الكنيسة الكاثوليكية في جزر الكناري إلى أبرشيتين أبرشية جزر الكناري الرومانيَّة الكاثوليكيَّة وأبرشيَّة سان كريستوبال دي لا لاغونا، ويرأس واحدة منها أسقف.
من قديسي جزر الكناري وفقًا للمعتقدات الكاثوليكية، بيدرو دي بيتانكور الذي كان مبشرًا في غواتيمالا، والذي عُرف بسمعته الطيبة، هناك أيضًا أشخاص آخرين من الجزيرة والذين يعتبرون قديسين وفقًا للمعتقدات الكاثوليكية وهم: ماريا دي ليون، وجوزيه دي أنشيتا وخوان دي خيسوس.

### غاليسيا

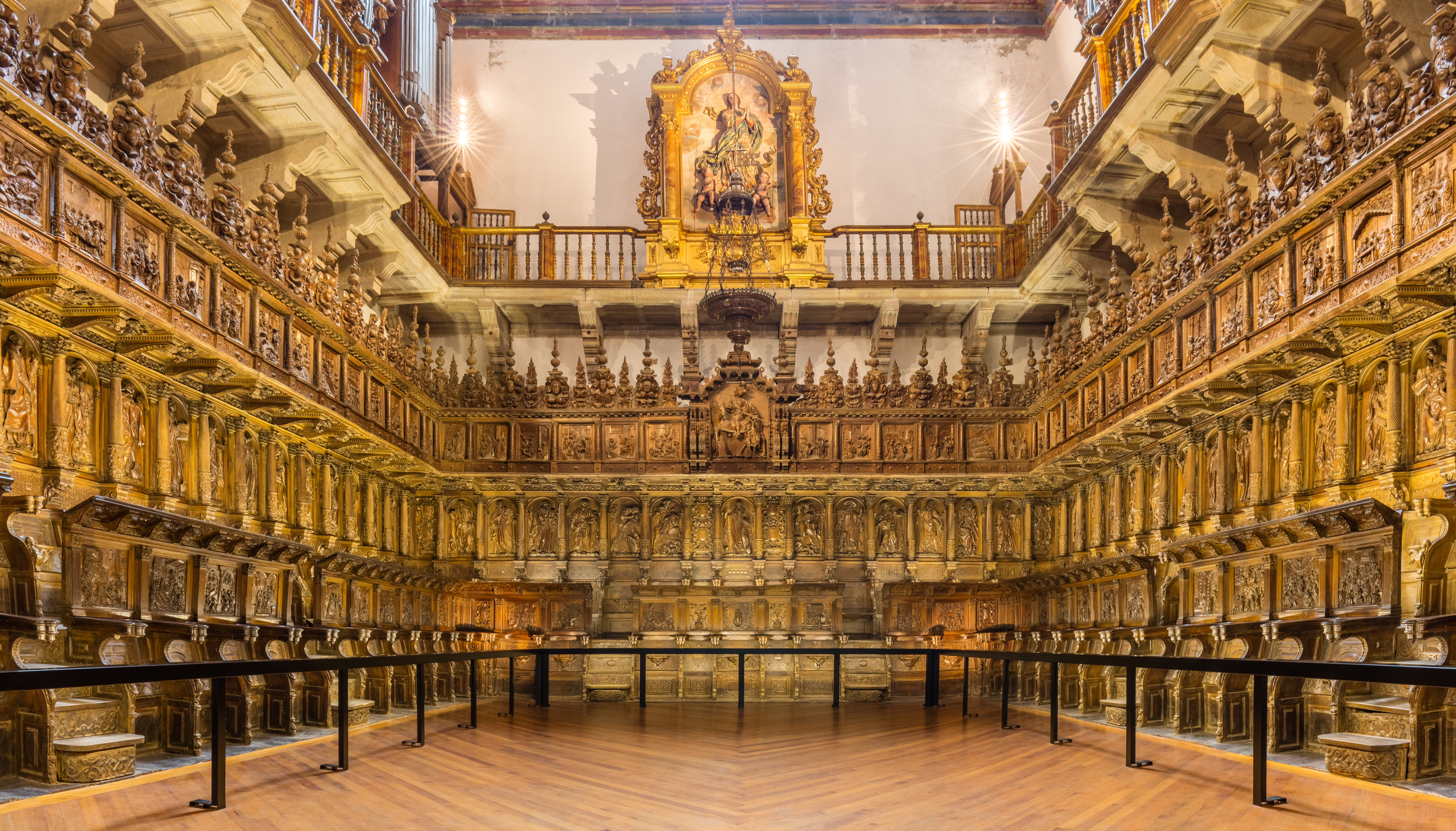
داخل دير القديس مارتين في مدينة سانتياغو دي كومبوستيلا.

تعد المسيحية الديانة الأكثر ممارسة على نطاق واسع في منطقة غاليسيا، وقد دخلت إلى المنطقة خلال العصور القديمة المتأخرة لتصبح الديانة السائدة في المنطقة. في عام 2015 كان حوالي 82.2% من السكان من الكاثوليك، وفي عام 2010 كان هناك ما يقدر بحوالي 25,000 بروتستانتي وحوالي عشرة الآلاف أرثوذكسي. ويتبع معظم الكاثوليك تقاليد الكنيسة الرومانية الكاثوليكية، وعلى الرغم من أنَّ 20% فقط من السكان وصفوا أنفسهم كملتزمين دينيًا. كان للكنيسة الكاثوليكية في منطقة غاليسيا مركزها الروحي في سانتياغو دي كومبوستيلا منذ القرن الثاني عشر؛ ومنذ العصور الوسطى نُظمت الكنيسة الكاثوليكية في المنطقة في خمس أبرشيات. ويقود الكنيسة حاليًا رئيس أساقفة وأربعة أساقفة، وتنقسم الأبرشيات الخمسة في غاليسيا إلى 163 مقاطعة وحوالي 3,792 أبرشية. وفقاً للتقاليد الكاثوليكية يعد يعقوب بن زبدي القديس الراعي لمنطقة غاليسيا، هناك العديد من القديسين الغاليسيين الكاثوليك منهم القديس أنسوريوس، وروديسيند، وماريا من أوجاس سانتاس، وسينورينا، وتراهاموندا وفرويلان.
أُدرجت مدينة سانتياغو دي كومبوستيلا القديمة وكاتدرائيتها ضمن قائمة مواقع التراث العالمي سنة 1985، كما أدرجت سنة 2007 ضمن قائمة كنوز إسبانيا الإثنى عشر، في استفتاء صوّت فيه أكثر من تسعة آلاف شخص. وتستمد كاتدرائية سانتياغو دي كومبوستيلا مكانتها في العالم الكاثوليكي من كونها مقر دفن ما يفترض أنه رفات القديس يعقوب بن زبدي، أحد تلاميذ يسوع، وهو ما جعلها ـ منذ مطلع العصور الوسطى ـ مقصدًا للحجاج الكاثوليك عبر طريق القديس يعقوب (بالجليقية: Camiño de Santiago)، والكاتدرائية مشيدة على الطراز الرومانسكي، مع تأثيرات قوطية وباروكية متأخرة.

### كتالونيا

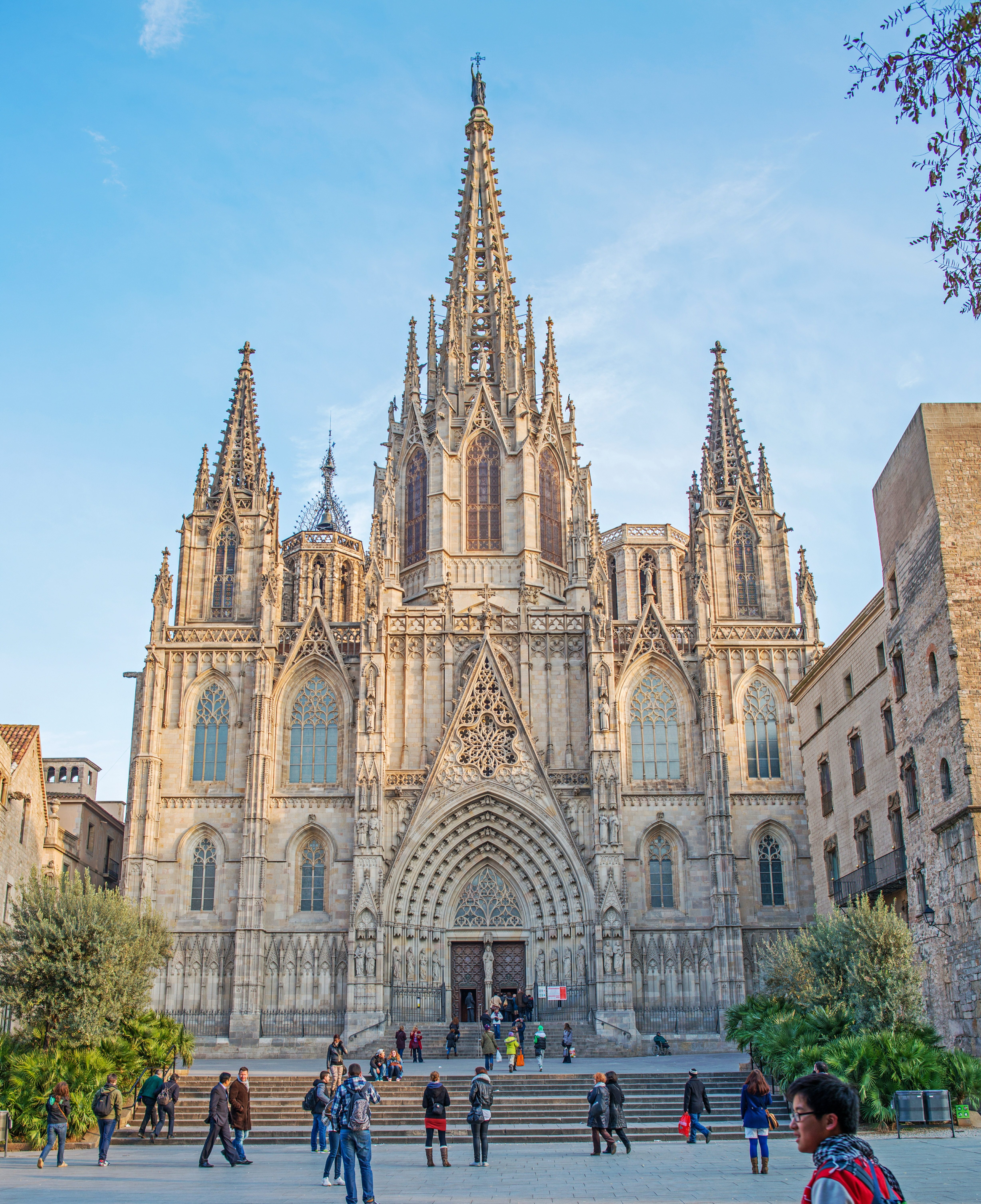
كاتدرائية برشلونة في مدينة برشلونة.

تاريخيًا، كان جميع سكان كتالونيا من المسيحيين تقريبًا، وعلى وجه التحديد من أتباع الكنيسة الرومانية الكاثوليكية، ولكن منذ عقد 1980 كان هناك اتجاه تراجع للمنتمين للكنيسة الكاثوليكية يقابله نمو موازي لللادينيين وإلى جانب الهجرة التي أدت إلى زيادة أعداد معتنقي الأديان الأخرى والطوائف المسيحيَّة الأخرى. تعود أصول الديانة المسيحية في المنطقة إلى القرن الثالث، وأضحت الديانة الغالبة في المناطق الحضرية في القرن الرابع.
حدثت الموجة الأولى من العلمانية في المنطقة خلال القرن الثامن عشر نتيجة لتأثير حركة التنوير على البرجوازية الكتالونيَّة. والثانية حدثت خلال القرن التاسع عشر، وكان لها تأثير كبير على الطبقة الدنيا والمتوسطة، ولكن توقفت بسبب اندلاع الحرب الأهلية الإسبانية (1936-1939). أصبحت الكاثوليكية دين الدولة في عام 1851، عندما وقعت الحكومة الإسبانية مع الكرسي الرسولي في الالتزام بدفع رواتب رجال الدين وغيرها من النفقات لدعم الكنيسة الكاثوليكية كتعويض عن الاستيلاء على ممتلكات الكنيسة، وقد تخلت عن هذه الإتفاقية في عام 1931، عندما فصل الدين عن الدولة واتخذ الدستور العلماني للجمهورية الإسبانية الثانية وفرضت سلسلة من الإجراءات ضد سيطره القساوسة التي تهدد هيمنة الكنيسة في إسبانيا، مما أثار دعم الكنيسة للانتفاضة فرانسيسكو فرانكو خلال خمس سنوات في وقت لاحق. وأيدت الكنيسة الكاثوليكية انقلاب الجنرال فرنكو ضد الحكومة الجمهورية المنتخبة في العام 1936. وبسبب تأييد الكنيسة الكاثوليكية للنظام، أدّى ذلك إلى موجة أخرى من العلمانية امتدت منذ الثمانينيات. خلال التسعينات كان معظم سكان كاتالونيا من الكاثوليك غير الممارسين دينيًا.
وفقًا لإحصائيات مركز البحوث الاجتماعية الإسباني لعام 2012 كان حوالي 60.7% من سكان منطقة كتالونيا من الكاثوليك، في حين وفقًا لأحدث دراسة ترعاها حكومة كاتالونيا أجريت في عام 2016، وجدت أنَّ 61.9% من سكان كتالونيا يعرفون أنفسهم مسيحيين، منهم 56.5% كاثوليك، وحوالي 3% من البروتستانت، وحوالي 0.9% من أتباع الكنيسة الأرثوذكسية الشرقية في حين أنَّ 0.6% من شهود يهوه. في الوقت نفسه، كان 16% من السكان من الملحدين وحوالي 11.9% لاأدريين، في حين كان 4.8% من المسلمين (معظمهم مهاجرين)، وحوالي 2.4% من أتباع الديانات الأخرى.

### منطقة مدريد
في معظم تاريخها، كانت منطقة مدريد كاثوليكية بشكل ساحق، مع أقلية من السكان اليهود والمسلمين. حاليًا الكاثوليكية هي إلى حد بعيد، أكبر دين في منطقة مدريد. في عام 2015 كانت نسبة السكان الذين يعرفون أنفسهم بأنهم رومان كاثوليك حوالي 62.9%. وفقًا لاستطلاع من عام 2019، فإن 18.9% من الأشخاص الذين شملهم الاستطلاع في المنطقة قالوا أنهم كاثوليك ممارسون وحوالي 43.0% كاثوليك غير متدينين. تضم المنطقة على عدد من الكنائس البروتستانتية والإنجيلية، حيث شهدت الكنائس الخمسينية مؤخرًا نموًا ملحوظًا بسبب وصول المهاجرين من أمريكا اللاتينية. الإنجيليين أيضا لديهم أتباع ملحوظ بين السكان الغجر. وهناك أيضًا أعداد ملحوظة من المسيحيون الروس والرومانيون الأرثوذكس وشهود يهوه (15,031 وفقًا لتقديرات عام 2001) والمورمون (6,700 وفقًا لتقديرات عام 2007).

### سبتة

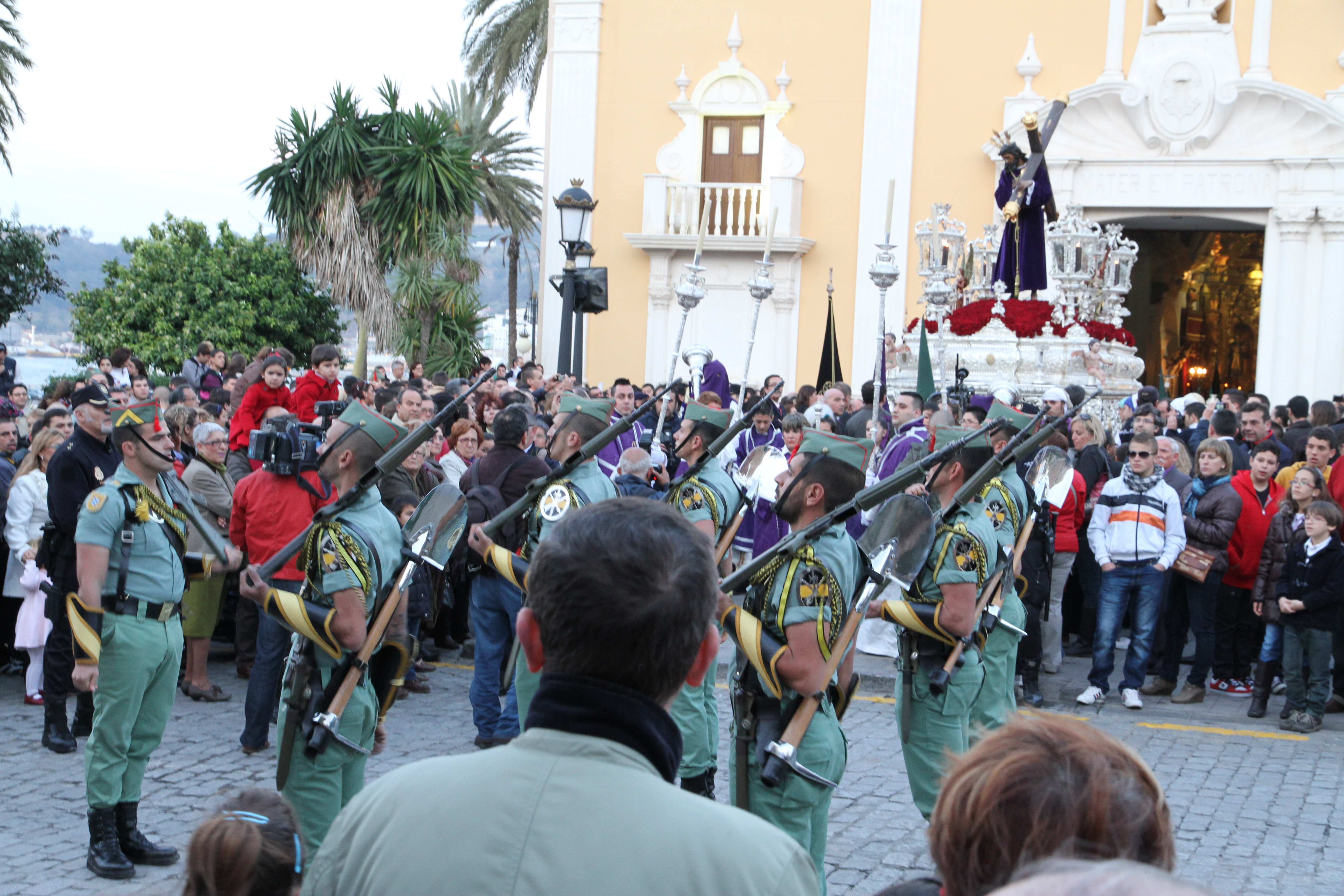
جانب من مسيرة الجمعة الحزينة في سبتة.

كانت المسيحية موجودة في سبتة بشكل مستمر منذ العصور القديمة المتأخرة، كما يتضح من أنقاض كنيسة تتواجد في وسط مدينة سبتة، بالإضافة إلى الروايات عن استشهاد القديس دانيال فاسانيلا والرهبان الفرنسيسكان في عام 1227 خلال عصر الدولة الموحدية. وينتمي كاثوليك المدينة روحياً إلى أبرشية قادس وسبتة وكان مقرها في مدينة قادس بإقليم أندلسية. يُعد المسيحيين الإسبان في سبتة ومليلية جزء من الشعب الأندلسي، بسبب الخصائص الثقافية واللغوية المشابهة لتلك في الأندلس. بالإضافة إلى ذلك، هناك أقلية كبيرة (حوالي 25%) من المسيحيين في سبتة ومليلية من أصول كتالانيَّة. كما يتواجد في المدينة أقليَّة من الأمازيغ الريفيين والتي تعتنق الديانة المسيحية على المذهب الكاثوليكي والبروتستانتي.
حسب الموسوعة المسيحية العالمية في سنة 2005 كان حوالي 77.1% من سكان مدينتي مليلية وسبتة من المسيحيين، أكبر الطوائف المسيحية هي الكنيسة الرومانية الكاثوليكية والتي يتبعها 75.2% من سكان مدينتي مليلية وسبتة. الغالبية العظمى من المسيحيين هم من الإسبان إلى جانب أقلية من الأمازيغ الريفيين. وحوالي 16% من سكان المدينتين من المسلمين إلى جانب 0.5% يهود سفارديم. في عام 2006 كان حوالي 51% من سكان سبتة هم مسيحيين إسبان، 49% هم عرب وأمازيغ مسلمين، 0.25% يهود و0.25% هندوس. ووجدت إحصائية قام بها مركز البحوث الاجتماعية الإسباني لعام 2015؛ أنَّ 68.0% من سكان مدينة سبتة هم مسيحيين كاثوليك، في حين أنَّ حوالي 37.5% من السكان هم مسلمين، في حين أنَّ حوالي 2.8% من السكان ملحدين ووجدت الإحصائية أنَّ 0.5% من السكان لم يحددوا أي دين.

### مليلة

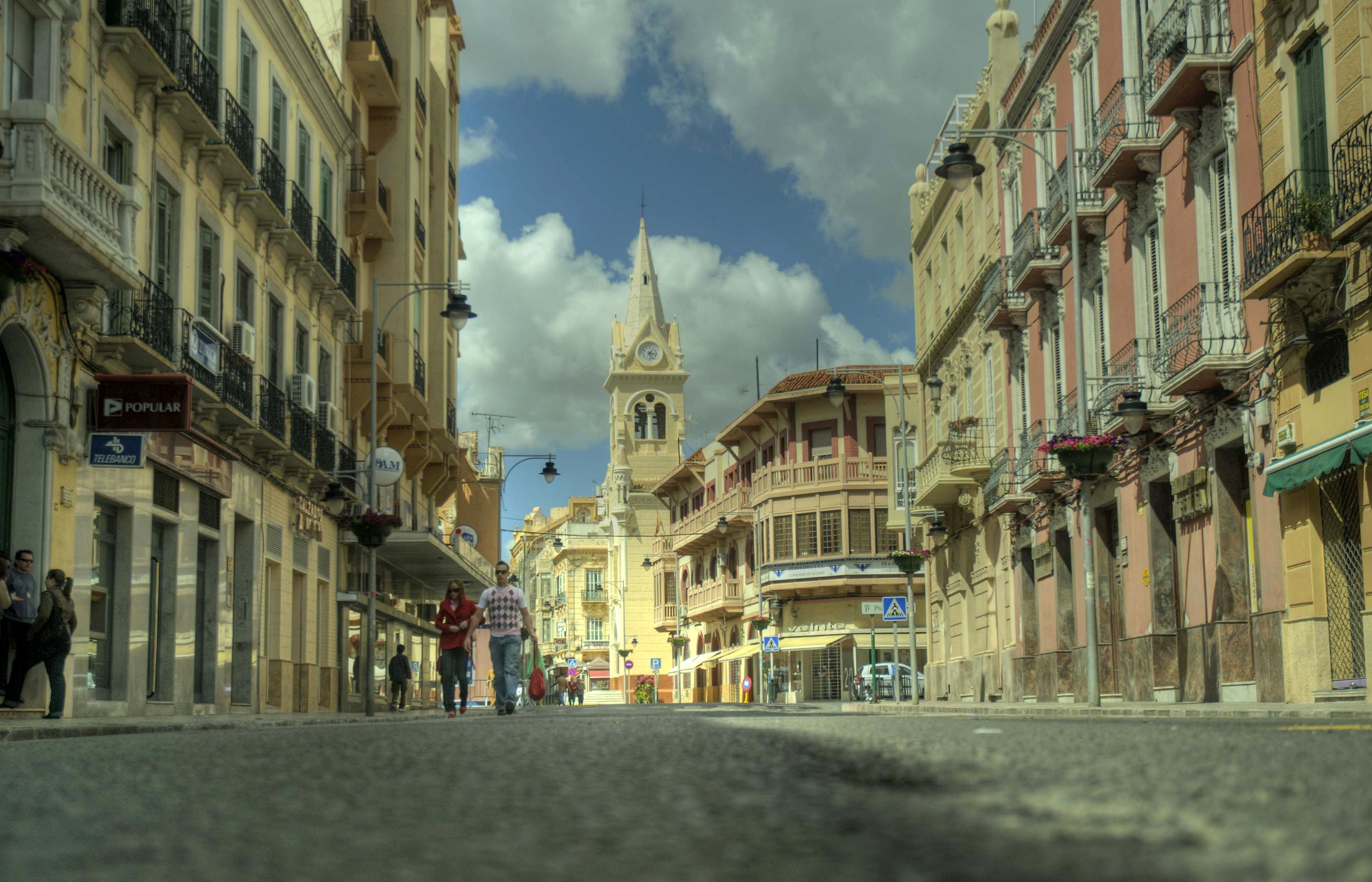
كاتدرائية ديل ساغرادو كورازون في مليلية.

تم الإشادة بمليلة كمثال على التعددية الثقافية، حيث تضم مليلية على العديد من الكنائس والكاتدرائيات والمعالم المسيحيّة المختلفة، ويعتبر أسبوع الآلام واحد من أهم الأحداث في الحياة الاجتماعيّة والدينيّة للمدينة. وتعتبر المدينة ذات طابع أوروبي إسباني حيث تكثر فيها المعالم والكنائس المسيحيّة، مع الاحتفاظ ببعض المعالم الريفية القديمة للمدينة. وتنتمي الكنائس الرومانية الكاثوليكية في مليلية إلى أبرشية مالقة الرومانية الكاثوليكية. وفقاً لمصدر من عام 2012 كان حوالي 55.1% من سكان مليلية من المسيحيين (الغالبيّة العظمى كاثوليك)، في حين أنّ 35.5% من السكان هم مسلمين وتعيش أيضًا أقلية يهودية هاجر أغلبهم إلى إسرائيل وفنزويلا. يُعد المسيحيين الإسبان في سبتة ومليلية جزء من الشعب الأندلسي، بسبب الخصائص الثقافية واللغوية المشابهة لتلك في الأندلس. بالإضافة إلى ذلك، هناك أقلية كبيرة (حوالي 25%) من المسيحيين في سبتة ومليلية من أصول كتالانيَّة.
حسب الموسوعة المسيحية العالمية في سنة 2005 كان حوالي 77.1% من سكان مدينتي مليلية وسبتة من المسيحيين، أكبر الطوائف المسيحية هي الكنيسة الرومانية الكاثوليكية والتي يتبعها 75.2% من سكان مدينتي مليلية وسبتة. الغالبية العظمى من المسيحيين هم من الإسبان إلى جانب أقلية من الأمازيغ الريفيين، في حين أنَّ حوالي 16% من سكان المدينتين من المسلمين، وحوالي 0.5% من اليهود السفارديم.
وجدت إحصائية قام بها مركز البحوث الاجتماعية الإسباني لعام 2012؛ أنَّ 46.3% من سكان مدينة مليلة هم مسيحيين كاثوليك، في حين أنَّ حوالي 37.5% من السكان هم مسلمين، في حين أنَّ حوالي 3.3% من السكان ملحدين، ووجدت الإحصائية أنَّ 8.8% من السكان لم يحددوا أي دين. وفي عام 2019 وجدت إحصائية قام بها مركز البحوث الاجتماعية الإسباني أنَّ نسبة الكاثوليك شهدت زيادة ملحوظة لتصل إلى حوالي 65% من سكان المدينة، منهم حوالي 41.7% كاثوليك غير ملتزمين وحوالي 23.4% كاثوليك ملتزمين. بالمقابل انخفضت نسبة المسلمين إلى حوالي 20%.

## الثقافة

### الإرث الحضاري

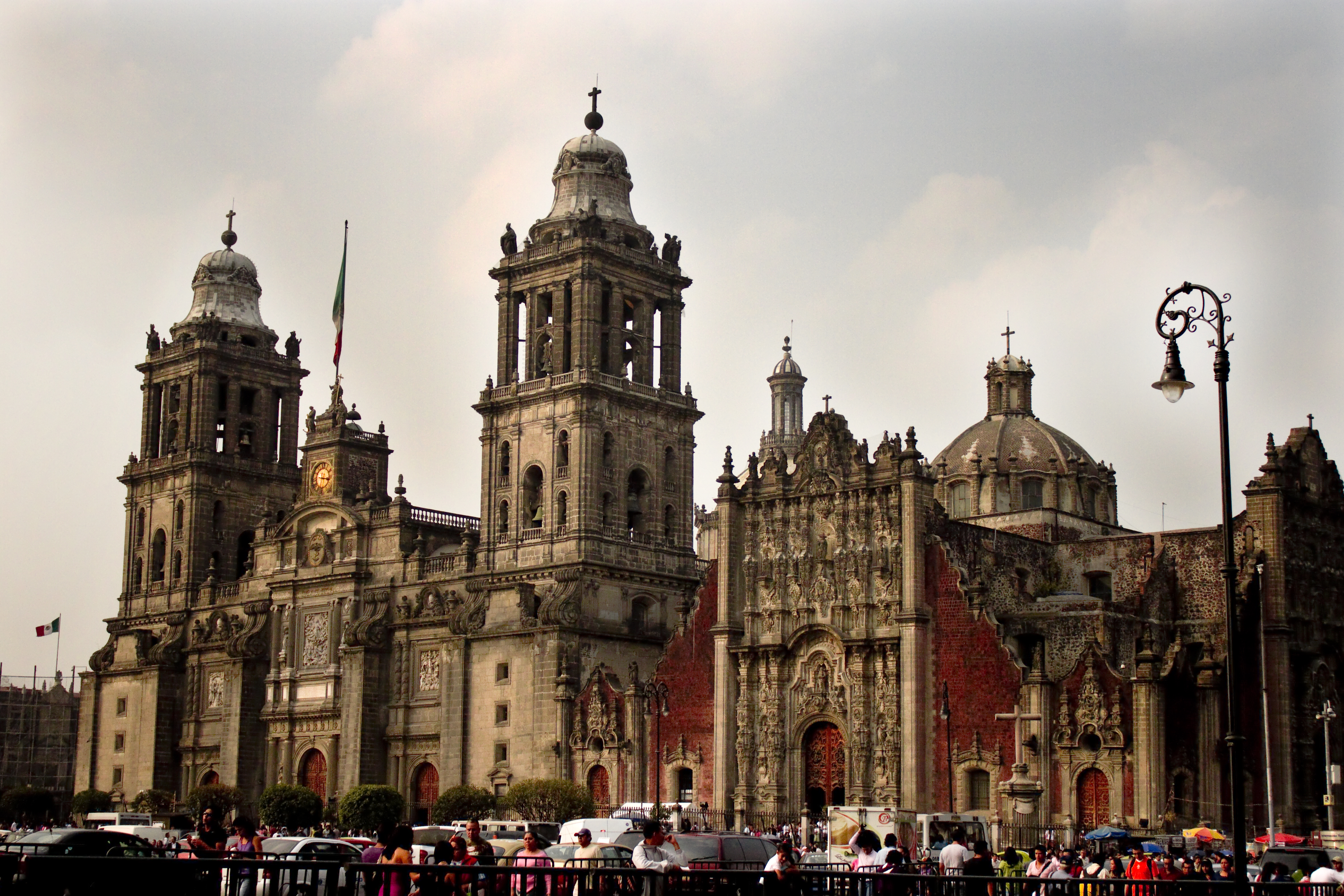
كاتدرائية متروبوليتان ميكسيكو سيتي في المكسيك: تعد الكاثوليكية الدين السائد في أمريكا الإسبانية ومن الإرث الثقافي المهم للإمبراطورية الإسبانية.

تُمثل المسيحية في الأراضي الإسبانية جزءًا رئيسيًا من فسيفساء الثقافة الدينية في البلاد، حيث كان للكاثوليكية تأثير طويل الأمد على ثقافة ومجتمع إسبانيا منذ أن أصبحت الدين الرسمي في عام 589. توجد كنيسة في كل حي وبلدة تقريبًا في إسبانيا، ويمكن رؤية القطع الأثرية المسيحية في جميع أنحاء البلاد، إضافة إلى الليتورجية والتراتيل التي انتشرت منذ القرون الأولى للمسيحية في جميع أنحاء البلاد. وللمسيحيَّة تاريخٌ طويل وحافل في إسبانيا، وهي منتشرة بطُقوسها الرومانيَّة والموزورابيّة (الذي لا يزال يمارس في كاتدرائية طليطلة)، وخرج منها الكثير من الفلسفات والنصوص الليتورجية والأدباء والصوفيين والشهداء والقديسين فضلًا عن الملافنة، حيث تُعتبر إسبانيا الحاليّة مسقط رأس العديد من المبشرين والقديسين المسيحيين، مثل دومينيك دو غوزمان مؤسس الرهبنة الدومينيكانية التي عُرفت بالإنخراط العالم الفكري وبمحاولة التوفيق بين اللاهوت والفلسفة، وإغناطيوس دي لويولا مؤسس الرهبنة اليسوعية التي لعبت أدوراً هامة في التبشير والعلوم، والملك فرناندو الثالث ملك قشتالة، وفرنسيس كسفاريوس وهو من أهم المبشرين في المسيحية حيث اعتنق على يده أعداد كبيرة من الأشخاص في الهند والهند الشرقية والشرق الأقصى، وتيريزا الأفيلاوية، ويوحنا الأفيلي، ويوحنا الصليب، وبدرو آروبيه، وجوزيه دي أنشيتا، كما وتربع على الكرسي الرسولي بابوين إسبان وهما كاليستوس الثالث وإسكندر السادس.
كان للكنيسة الكاثوليكية الإسبانيَّة دور هام في تطوير الأعمال الأدبيَّة والصوفيَّة والفلسفيَّة المسيحيَّة؛ وكان أبرز أعلام مدرسة التصوف الإسباني كل من تيريزا الأفيلاوية ويوحنا الصليب وفرانسيس بورجيا ولويس دي جونجورا ورامون لول وكان لهؤلاء الكتّاب تأثير قوي على تطور اللغة الإسبانية خصوصًا في «العصر الذهبي للأدب الإسبانية». في بداية الفترة الأولى للعصر الذهبي الإسباني، كان يُنظر إلى هذه المؤلفات باعتبارها خشنة اللغة. لكن بحلول نهاية العصر الذهبي الإسباني، حققت لغة التصوف الإسباني إلى ما يسمى «بأسلوب الباروك العالي الإسباني»، ولا يزال تأثير التصوف الإسباني في بعض أشكال الأدب الإسباني حتى الوقت الحاضر. كما كان للكنيسة الإسبانية الكاثوليكية دورًا هامًا في تطوير كل من أشكال الفنون والعمارة الباروكية وروكوكو. في المجال الفنيّ ترك كل من بارتولومه إستبان موريو ودييغو بيلاثكيث وإل غريكو أعمال فنيَّة مختلفة ذات محتوى وطبيعة مسيحية، وعُرف إيزيدور الإشبيلي بأعماله الموسوعية والأدبية، وخلق ميغيل دي ثيربانتس موتيفة للرواية الإسبانية على غرار مغامرات الرواية اليونانية بطريقة تتلائم مع النظرة الكاثوليكية للعالم، وقد أُستحوى الإسكوريال من هيكل سليمان، والذي يَضِم قصر ملكيّ ودير، ويعكس الإرتباط بين الكنيسة والملكيَّة والسياسة في إسبانيا.

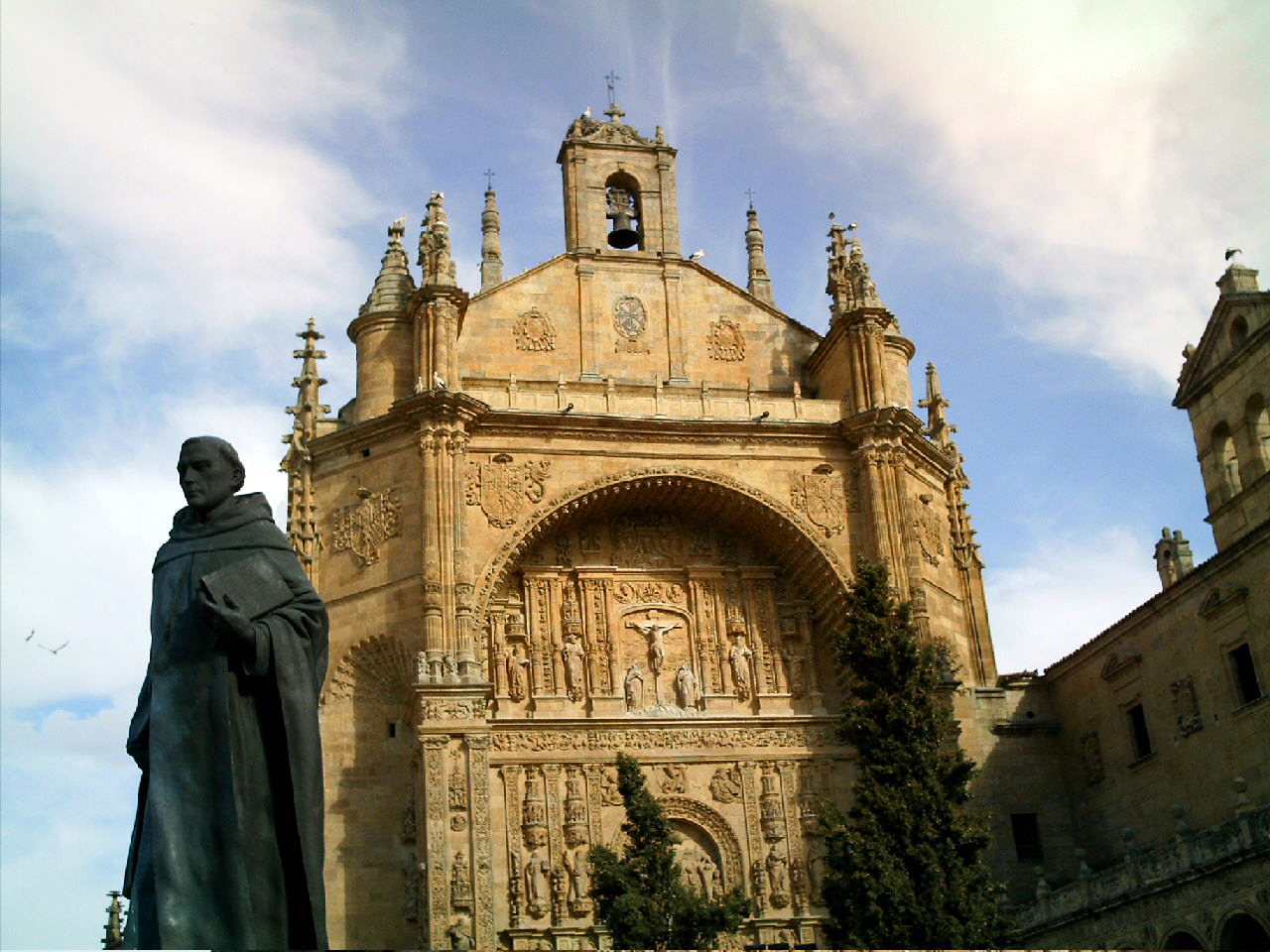
تمثال اللاهوتي فرانثيسكو دي فيتوريا الذي أُشتهر بأفكاره وإسهاماته المميزة في القانون الدولي.

شهدت مدرسة سلامنكا نهضة في المجالات الفكرية المتنوعة من قبل علماء الدين واللاهوتيين الإسبان والبرتغاليين، جذورها من العمل الفكري والتربوي لللاهوتي ورجل الدين الإسباني فرانسيسكو دي فيتوريا. منذ بداية القرن السادس عشر تأثر المفهوم الكاثوليكي التقليدي للرجل وعلاقته في الله والعالم من خلال صعود النزعة الإنسانية، والإصلاح البروتستانتي والإكتشافات الجغرافية الجديدة وعواقبها. وتم تناول هذه المشاكل الجديدة من قبل مدرسة سالامانكا. برز عدد من الشخصيات البارزة من مدرسة سالامانكا وكان منهم كوكبة من رجال الدين والفقهاء أمثال اللاهوتي فرانثيسكو دي فيتوريا الذي أُشتهر بأفكاره وإسهاماته المميزة في القانون الدولي والاقتصاد الأخلاقي على أساس الفكر الإنساني في الواقعية الأرسطوية، ودومينغو دي سوتو، وتوماس دي ميركادو، وفرانسيسكو سواريز، والذين كانوا جميعًا علماء في القانون الطبيعي وفي الأخلاق. اعتبرت مدرسة سالامانكا إلى جانب جامعة كويمبرا معقل اللاهوتيين والمفكرّين في العالم الكاثوليكي.
عندما أصبحت إسبانيا إمبراطورية عالمية لعبت دور في نشر الكاثوليكية في العالم الجديد، حيث بذلت الكنيسة الكاثوليكية خلال عصر الاستكشاف جهداً كبيراً لنشر المسيحية في العالم الجديد وتحويل الهنود الحمر وغيرهم من الشعوب الأصلية في الأمريكتين للمسيحية، وقام المبشرين الإسبان بالتبشير بالمسيحيَّة في العالم الجديد وأفريقيا جنوب الصحراء وشرق وجنوب شرق آسيا وجزر المحيط الهادئ وكان لهم الأثر في دخول العديد من سكانها للمسيحية. حيث عمل في الأمريكتين وغيرها من المستعمرات الإسبانية في آسيا وأفريقيا، العديد من الجماعات الدينية مثل الفرنسيسكان، والدومنيكان، والأوغسطينيون واليسوعيون. في المكسيك عُرف التبشير المنظم في وقت مبكر من قبل هذه البعثات باسم «الفتح الروحي المكسيك». وتُعتبر الديانة والثقافة الكاثوليكية والأنماط المعمارية الكاثوليكية الهسبانيَّة من الإرث الثقافي المهم للإمبراطورية الإسبانية في الخارج، والتي ما تزال العقيدة الدينية الرئيسية في أمريكا الإسبانية والفلبين وغينيا الاستوائية ومليلية وسبتة الواقعة على الأراضي المغربية.

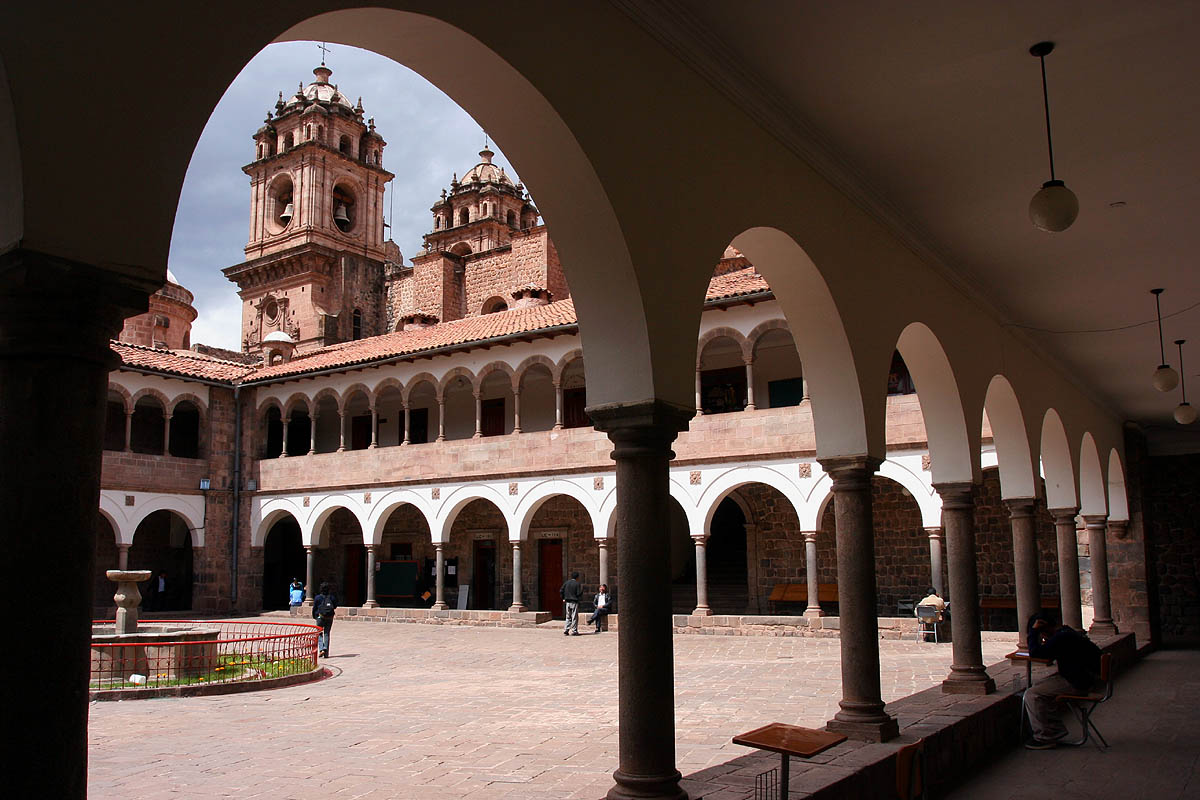
باحة جامعة القديس أنطونيوس الوطنية في البيرو: بُنيت بدعم الكنيسة الكاثوليكية الإسبانية عام 1692.

كان التبشير المسيحي للشعوب الأصلية مسؤولية رئيسية للتاج الإسباني ومبررًا لتوسيع الإمبراطوري. فرض التاج الإسباني «الأرثوذكسية الكاثوليكية» من خلال محاكم التفتيش، والتي استهدفت بشكل خاص اليهود السريين والبروتستانت. وأسست الكنيسة أولى الجامعات في أمريكا اللاتينية مثل بسانتو دومينغو في عام 1538، وأولى جامعات المكسيك وليما في عام 1551، وفي غواتيمالا في عام 1562، وجامعة بوغوتا عام 1573 وجامعة قرطبة الوطنية في الأرجنتين عام 1613. كما وتأسست جامعة القديس طوماس من قِبل اميغيل دي بينافيدس رئيس أساقفة مانيلا والإسباني المولد في 28 أبريل من عام 1611، لتُصبح أقدم جامعة قائمة في الفلبين وآسيا، وهي اليوم واحدة من أكبر الجامعات الكاثوليكية في العالم من حيث الإلتحاق ومساحة الحرم الجامعي. شكلت التعاليم الكاثوليكية والتقاليد الإسبانية حول الأدوار الجندرية المواقف المجتمعية حول الدور الاجتماعي للأسرة والمرأة، والتي تؤكد على دور المرأة كمربية للأسرة، مع اتخاذ مريم العذراء كنموذج. وكان مفهوم الماريانيسمو (بالإسبانيَّة: Marianismo) متجذر في الثقافة الشعبية الهسبانية واللاتينية عموماً، وحددت دور المرأة «الصالحة» داخل الأسرة تحت سلطة الرجل. بالمقابل تأثر مفهوم الرجولة (بالإسبانيَّة: Machismo) بالعديد من العوامل المختلفة، ومن ضمنها تعاليم الكنيسة الكاثوليكية ومفهومها حول الأدوار الجندرية، حيث يلعب المذهب الكاثوليكي دورًا حيويًا للكثيرين داخل المجتمع الهسباني واللاتيني عموماً.
تلعب الأسرة الممتدة دورًا هامًا للعديد من العائلات المسيحية الهسبانية، وتعتبر لبّ وقلب التجمعات العائليّة الطقوس الدينية التي تُقام في الكنيسة الرومانية الكاثوليكية على وجه الخصوص. مثل التعميد، وأعياد الميلاد، أول قربانة، التثبيت، وحفلات الزفاف. ويلعب العرّاب دورًا هامًا في هذه الطقوس. غالبًا ما يكون للاحتفال بالأعياد الكاثوليكية ذات الأصول الإسبانية تعبيرات إقليمية قوية وتظل مهمة في أجزاء كثيرة من أمريكا الإسبانية والفلبين. وتشمل هذه الاحتفالات كل من يوم الموتى، والكرنفال، وأسبوع الآلام، وكوربوس كريستي، وعيد الغطاس، وأيام القديسين الوطنية، مثل السيدة غوادالوبي في المكسيك.

### الثقافة الشعبية

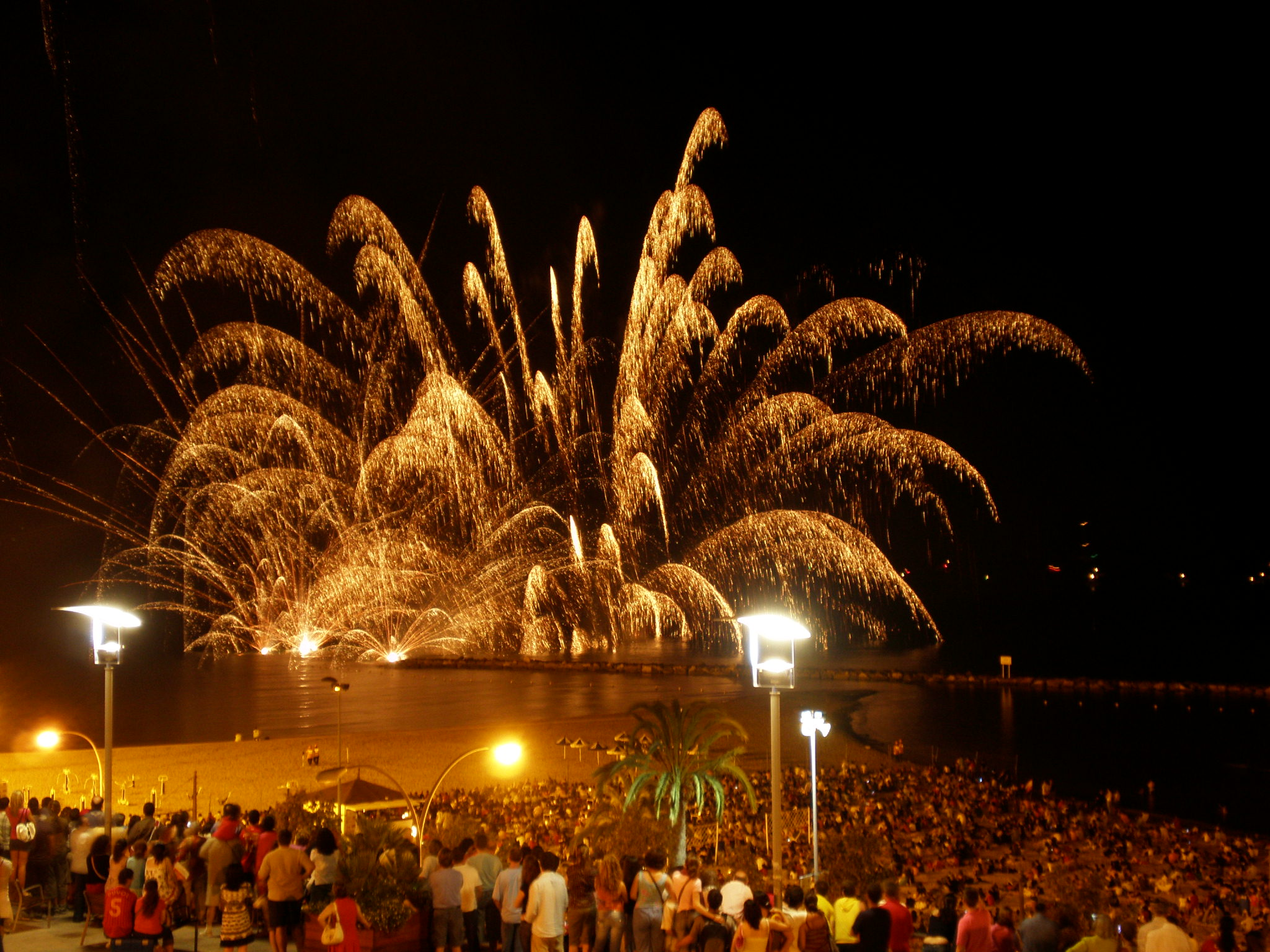
إحتفالات ذكرى يوحنا المعمدان في فالنسيا، تكتسب الأعياد المسيحية طابعًا اجتماعيًا مميزًا في إسبانيا.

في دراسة تعود لعام 2010 وجدت أنّ إسبانيا فيها 42 مليون شخص معمّد أي تقريبًا 92% من السكان حصلوا على سر العماد. وتتبع الكنيسة الكاثوليكية الإسبانية حوالي 70 أبرشية. تمتلك إسبانيا ثقافة كاثوليكية غنية فهي مثل نظيراتها من الكنائس الأوروبية تملك مجموعة واسعة من الفنون والموسيقى المسيحيَّة، وتُشرف الكنيسة الإسبانية على واحد من أكبر مستودعات للعمارة الدينية (والفن) في العالم، جنبًا إلى جنب الكنيسة الإيطالية والفرنسية. تشمل جواهر العمارة الكاثوليكية في إسبانيا كنيسة ساغرادا فاميليا (صممها أنطونيو غاودي) في برشلونة، وكاتدرائية سانتياغو دي كومبوستيلا وهو موقع حج شعبي عالمي، وكاتدرائية برغش، وكاتدرائية إشبيلية، وكاتدرائية طليطلة، وكاتدرائية غرناطة وكاتدرائية قرطبة (والمعروفة رسميًا باسم كاتدرائية سيدة الانتقال) وغيرها.
في عام 2007 على سبيل المثال، سار أكثر من 100,000 شخص إلى سانتياغو دي كومبوستيلا وحدها. ولأكثر من ألف سنة، قام الأوروبيين الذين عاشوا إلى الشمال من جبال الألب بشق طريقهم إلى أقرب مكان في أوروبا «حيث يمكنهم الوصول إلى السلطة الروحية لكنيسة ميراث الرسول يعقوب بن زبدي في سانتياغو دي كومبوستيلا». وهو ما عُرف باسم كامينيو دي سانتياغو أو طرق سانتياغو دي كومبوستيلا، وهو شبكة من طرق الحجاج إلى مقام القديس يعقوب بن زبدي في كاتدرائية سانتياغو دي كومبوستيلا في منطقة غاليسيا في شمال غرب إسبانيا، حيث تروي الحكايات أن رفات القديس تم دفنه هناك. كما أن الطريق شهير لدى عشاق رحلات الهواء الطلق وركوب الدراجات في الجبال.
لإسبانيا تقاليد كاثوليكية عريقة ومظاهر دينية شعبية منها تقليد إلروسيو، ودراما إلتشي، ومهرجان سان فيرمين، ومهرجان فالس بلنسية، وتقاليد تطوافات ومواكب أسبوع الآلام والتي يكون ذروتها في الجمعة العظيمة في مناطق متفرقة من البلاد لكنها تأخذ طابع مميز وخاص في منطقة الأندلس خاصًة في مدينة اشبيلية وغرناطة، والتي تحولت إلى مركز جذب للحج والسياحة المسيحية، المواكب تكون مكونة غالبًا من محفات يحمل كل منها العشرات من الرجال الأشداء يتسابقون في التطوع لنيل هذا التشريف. غطاء المحفة مطرز بالخيوط الذهبية والفضية ومرصع بالأحجار الكريمة. تمثل المحفات حلقات من قصة الصلب والقيامة وتماثيل للعذراء يختلف الواحد عن الآخر في تعبيرات الوجه التي تتراوح ما بين اللوعة والآلم إلى الإستسلام الحزين ثم الرجاء. يتبع المحفات فرق موسيقية يصاحبها أحيانًا صوت أوبرالي ينطلق من إحدي الشرفات المطلة على الطريق.
تقوم معظم المدن والبلدات والقرى الإسبانية سنويًا بالاحتفال بالقديسين الشفعاء. لتقاليد عيد الميلاد طابع خاص في إسبانيا حيث يتمحور حول التجمعات الأسرية ومنها تقديم الهدايا من قبل المجوس الثلاثة ويرافق تقديم المجوس الثلاثة الهدايا مواكب واحتقالات ضحمة ترافقه موسيقى عيد الميلاد والزينة والأضواء والمفرقعات. في بعض الأجزاء من إسبانيا في يوم عيد الميلاد، لا يجلب الهدايا بابا نويل، أو المجوس الثلاثة، ولكن الطفل الإلهي، أو الطفل يسوع.

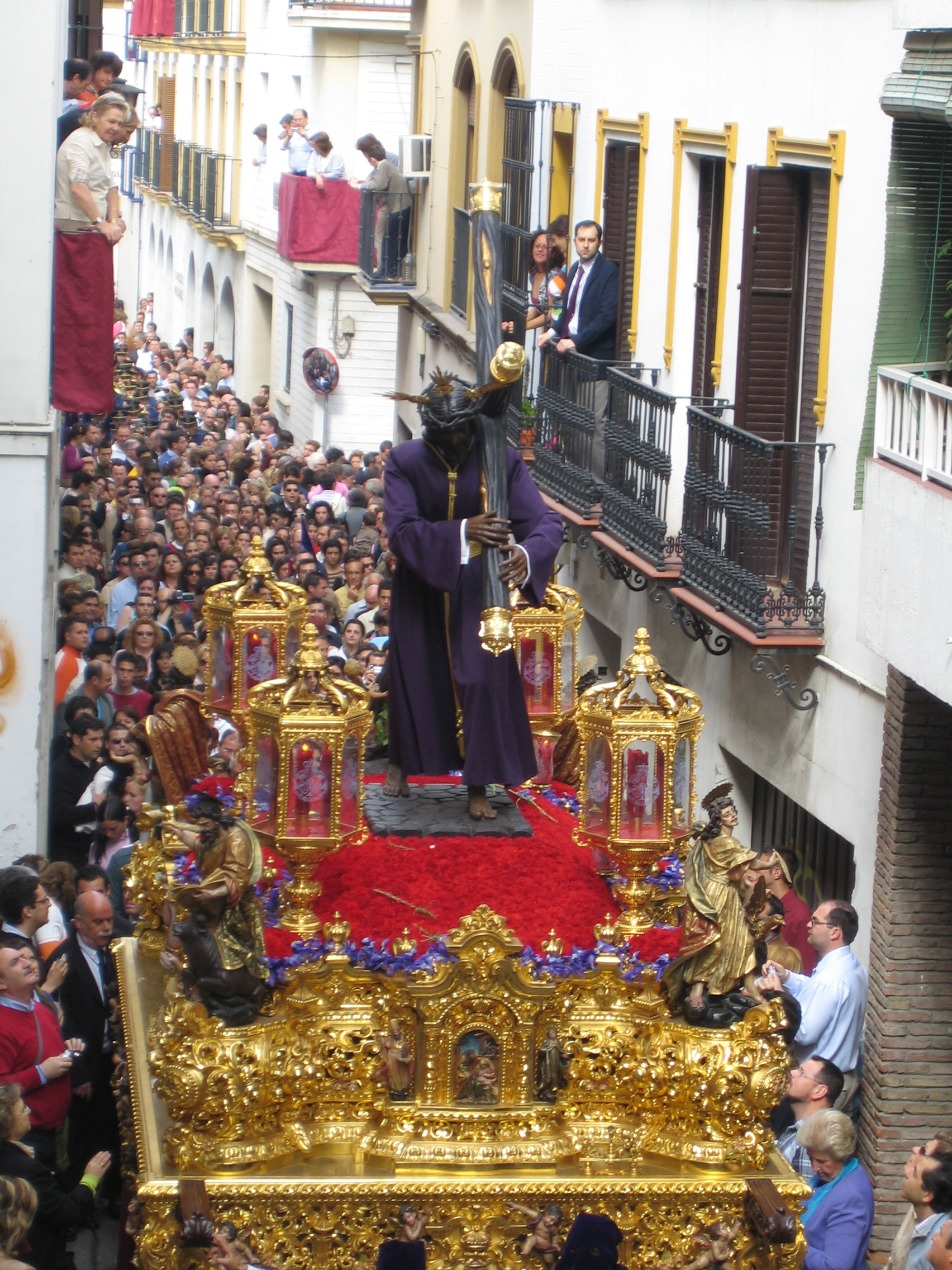
تطوافات الجمعة العظيمة في إشبيلية.
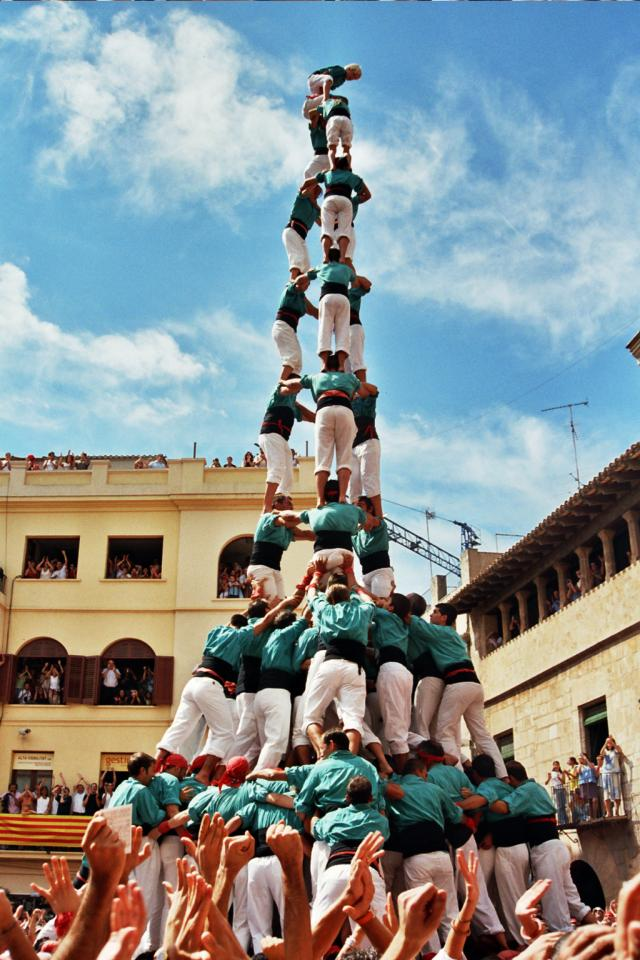
تقليد الكاستيل، الذي يقام في عيد القديس جرجس، في كتالونيا.
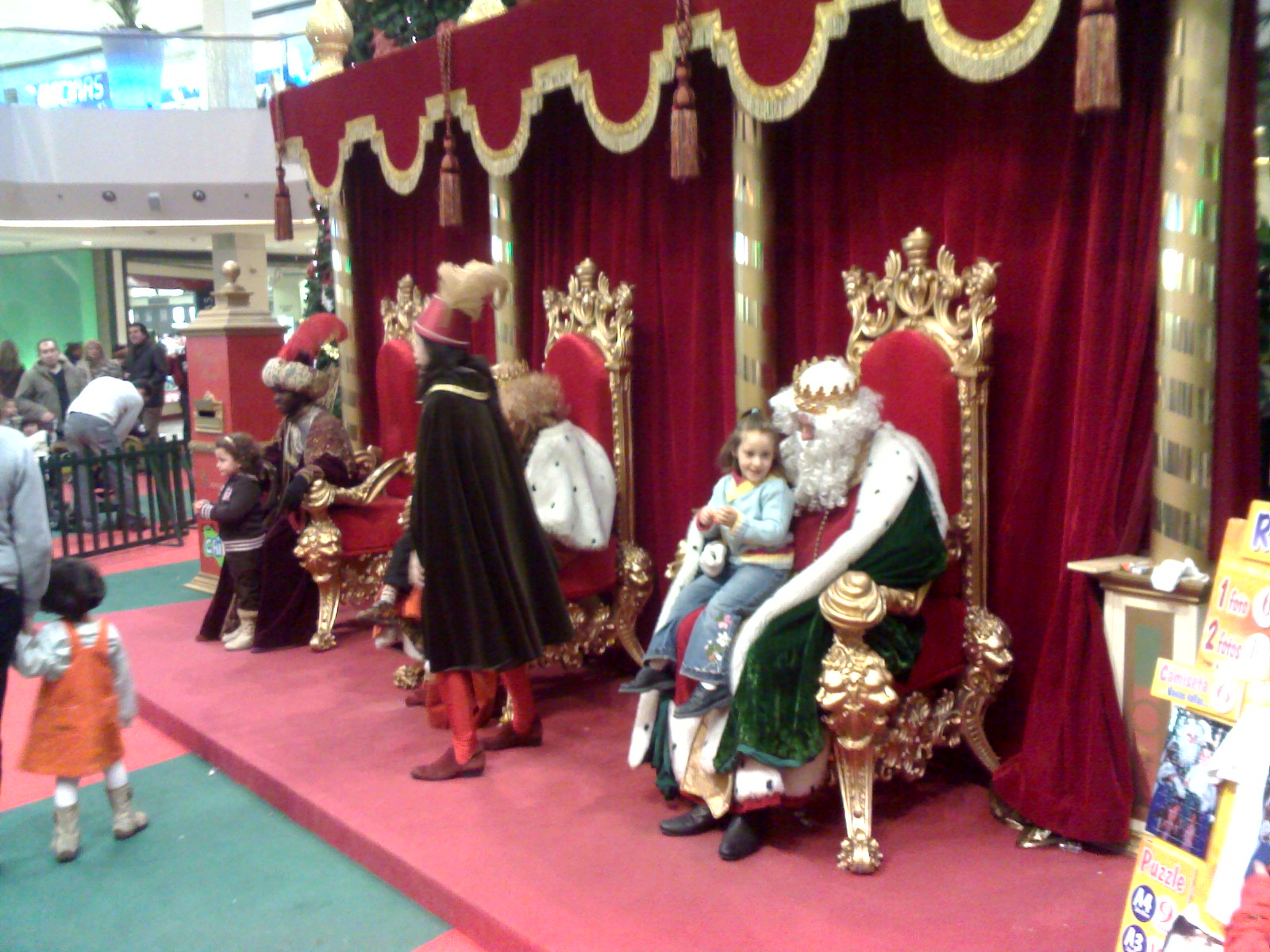
المجوس الثلاثة يوزعون الهدايا على الأطفال، وهو تقليد منتشر في إسبانيا وأمريكا اللاتينية.
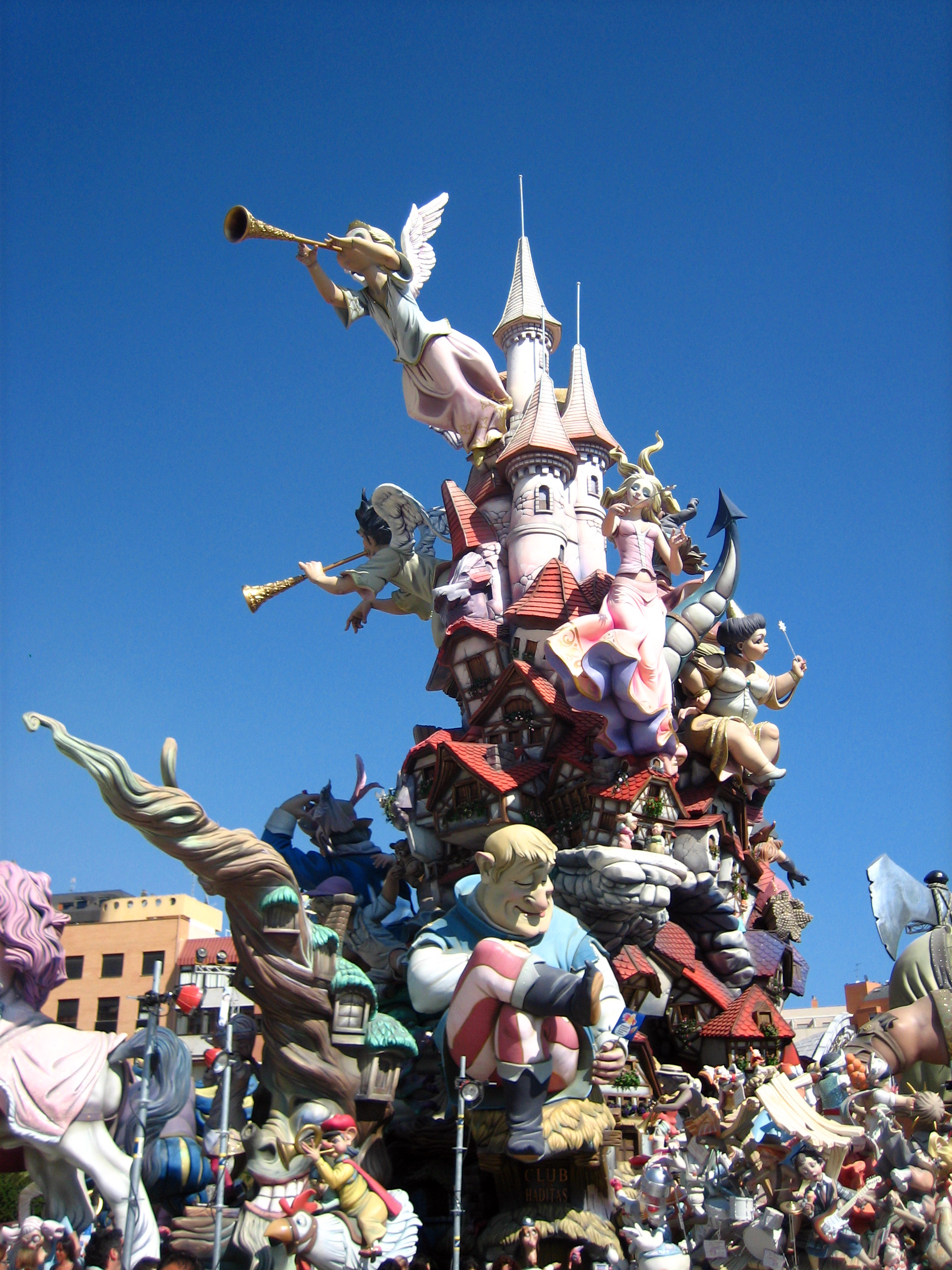
جزء من احتفلات عيد القديس يوسف في فالنسيا.
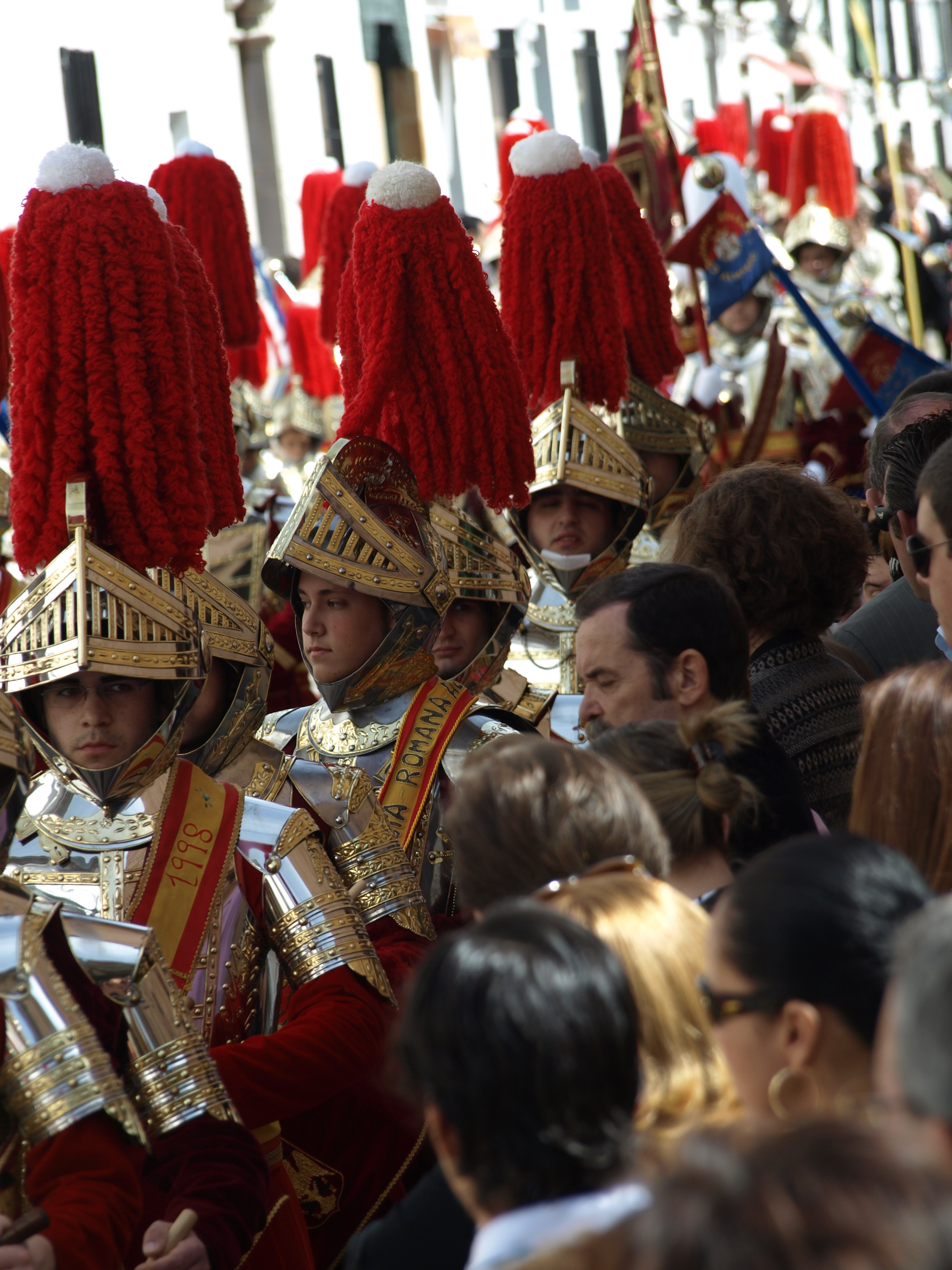
جزء من احتفلات عيد القديس يعقوب في الماجرو.
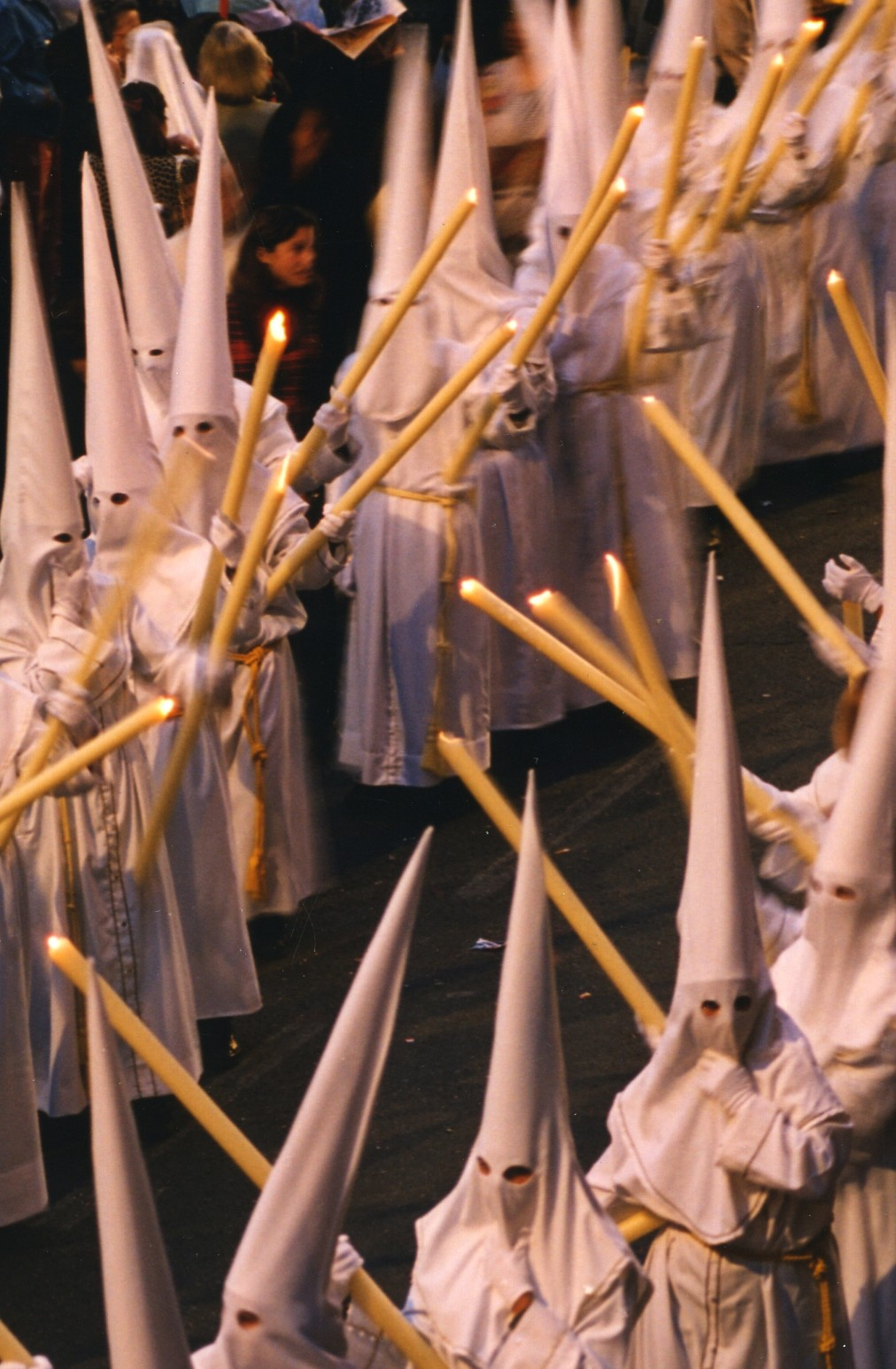
النزارينو خلال أسبوع الآلام في طليطلة.
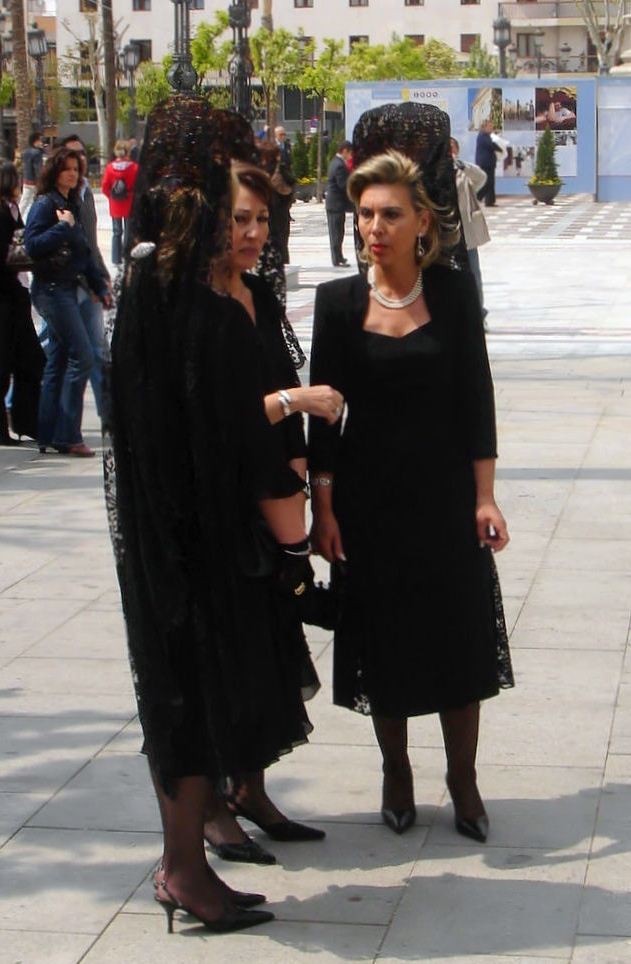
المانتيلا، اللباس التقليدي الإسباني في خميس العهد.
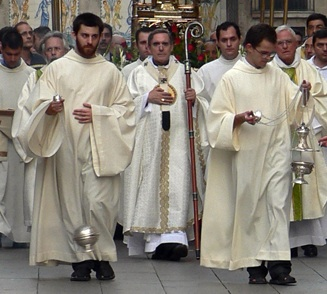
تطواف عيد الجسد المقدس في برشلونة.
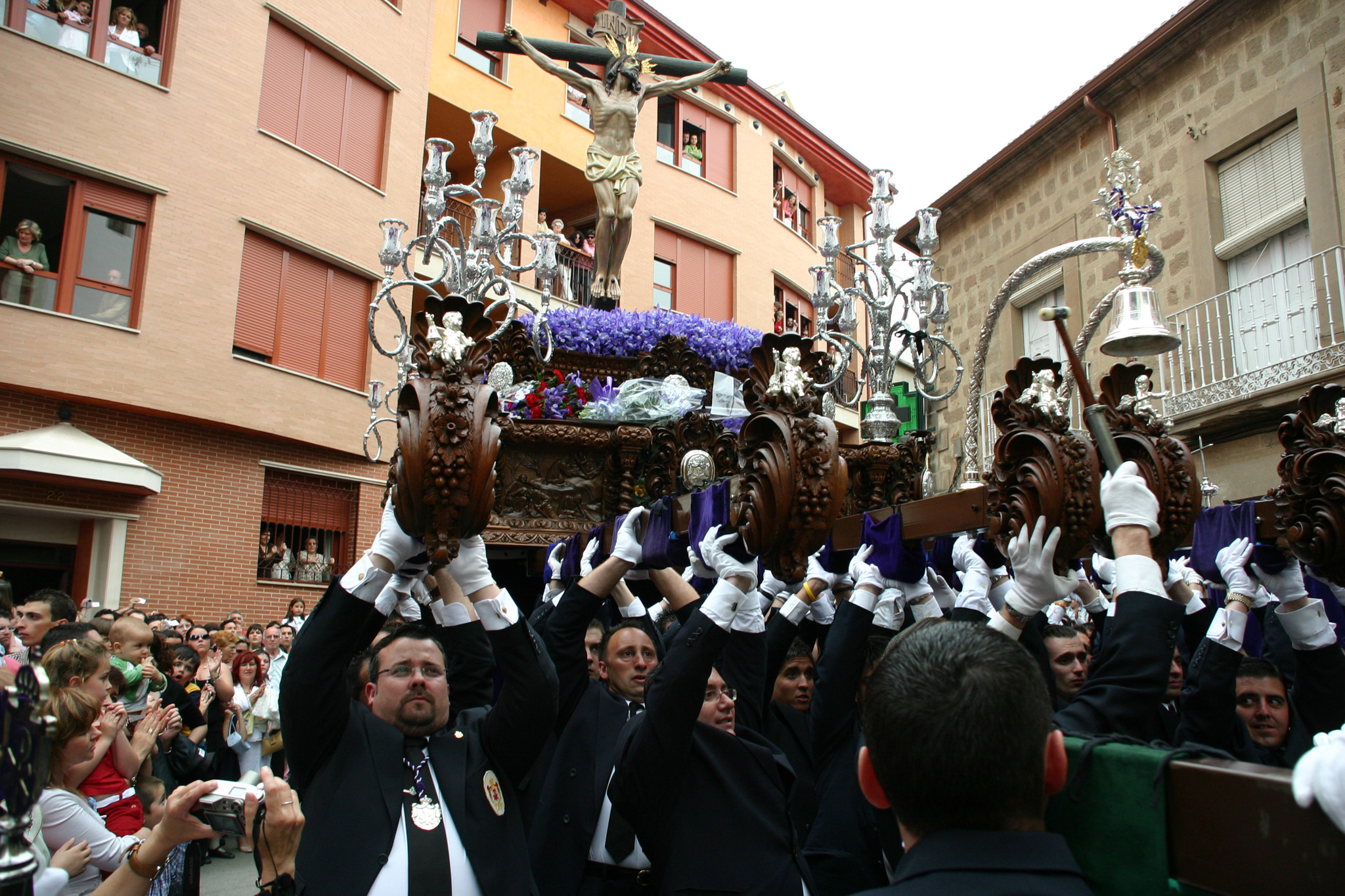
تأخذ التطوافات حيز هام في الثقافة الإسبانية.
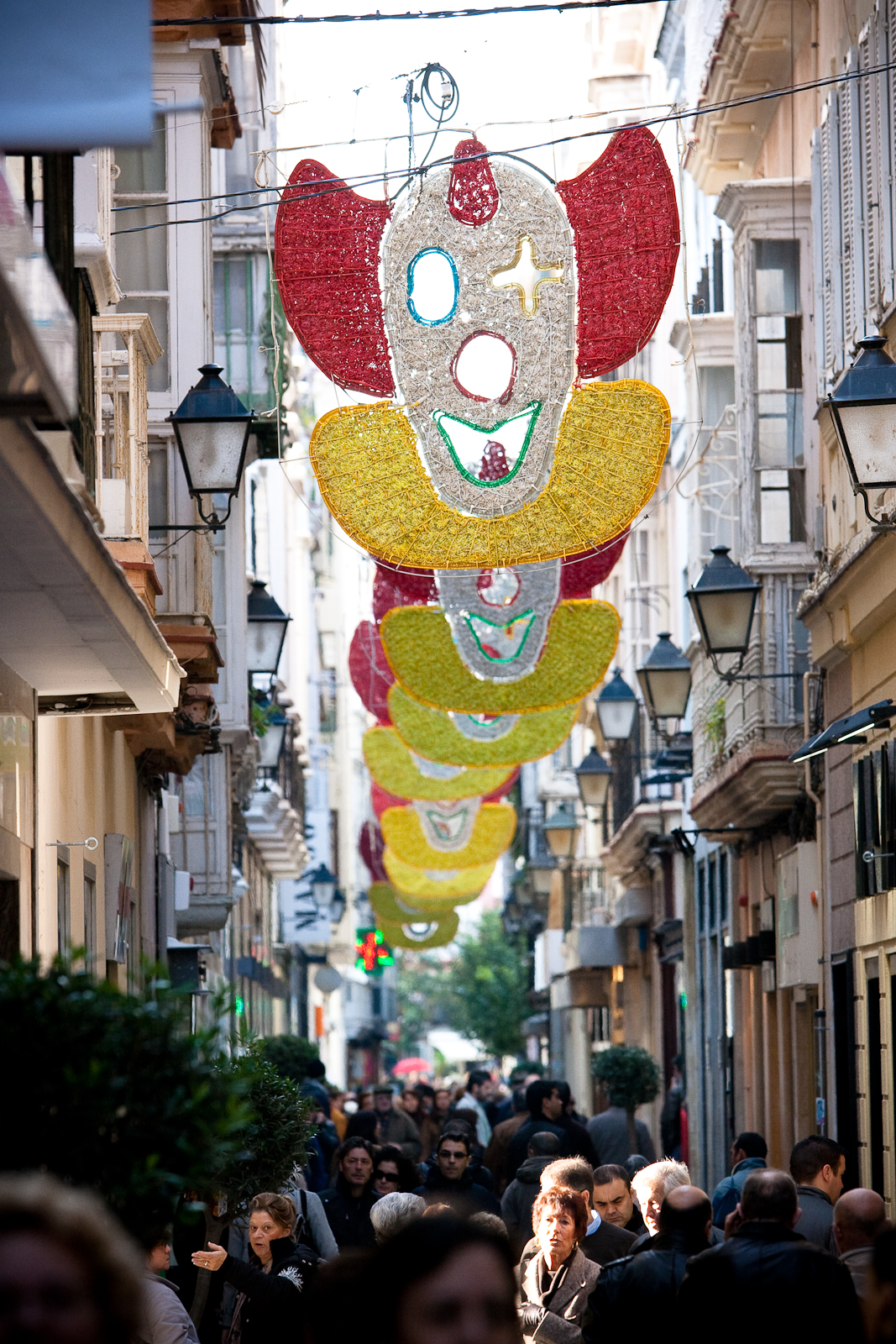
كرنفال قادس.

### معالم مسيحية إسبانيَّة
كاتدرائيات إسبانيا هي الكنائس الأبرشية في إسبانيا وهي جزء مهم من التراث التاريخي للشعب الإسباني بسبب قيمتها التاريخية والدينية والمعمارية العظيمة. بُنيت المدن الإسبانية حولها لقرون عديدة، وكانت هذه الكاتدرائيات مركز للحياة الدينية والاجتماعية والثقافية للمدن الإسبانية. بسبب الوقت الطويل المستغرق في البناء، والتأثير المغاربي في شبه الجزيرة الأيبيرية، غالبًا ما احتوت العديد من الكاتدرائيات الإسبانية على مزيج انتقائي من الطرز المعمارية الرومانسكية والقوطية والباروكية والنيوكلاسيكية والمدجنة.
في العصور الوسطى، كان الجزء الأول الذي بني في هذه الكاتدرائيات هو المذبح الرئيسي والحنية، ثم اُكمل البناء بعد ذلك بالتصالب عند تقاطع الجناح والصحن. خلال هذا العصر أيضاً بُنيت الكاتدرائيات القوطية الكبيرة في إسبانيا مثل تلك الموجودة في برغش وطليطلة وليون. في فجر عصر النهضة، رأت إسبانيا نفسها تقود إمبراطورية في العالم الجديد. بدأت الكاتدرائيات الإسبانية في دمج أحدث الأساليب المعمارية القائمة على الكلاسيكية كما في كاتدرائية غرناطة. في وقت لاحق، مولت الثروة من الأمريكتين العمارة الباروكية المزخرفة مثل الواجهة الجديدة للكاتدرائية الرومانسكية في سانتياغو دي كومبوستيلا أو كنيسة سيدة بيلار في سرقسطة. في أنماط ما بعد القوطية، ابتعدت الكاتدرائيات الإسبانية عن الشكل المعتاد للصليب اللاتيني وطورت تصميمات أكثر انفتاحًا (كما هو الحال في كاتدرائية قادس الكلاسيكية الجديدة). تحتوي مجموعة من الكاتدرائيات الإسبانية على لمسات من العمارة الحديثة. أما كاتدرائية المودينا في مدريد فلم يتم الانتهاء من بنائها حتى عام 1993، وزينت بتصميمات أكثر حداثة بكثير من الكاتدرائيات الأخرى في البلاد. تم تمويل البناء عادة من بمساهمات ملكية أو أسقفية، أو بتبرعات من المؤمنين. وبسبب هذا، تمكنت العديد من الأبرشيات الأكثر ثراءً من بناء المزيد من الكاتدرائيات الفخمة.
تضم قائمة مواقع التراث العالمي لليونسكو حوالي 560 كنيسة كاثوليكيَّة، وتأتي إيطاليا (126) في مقدمة الدول الأوروبية التي تضم أكبر عدد من الكنائس الكاثوليكيَّة الموجودة في قائمة مواقع التراث العالمي لليونسكو تليها إسبانيا (72).

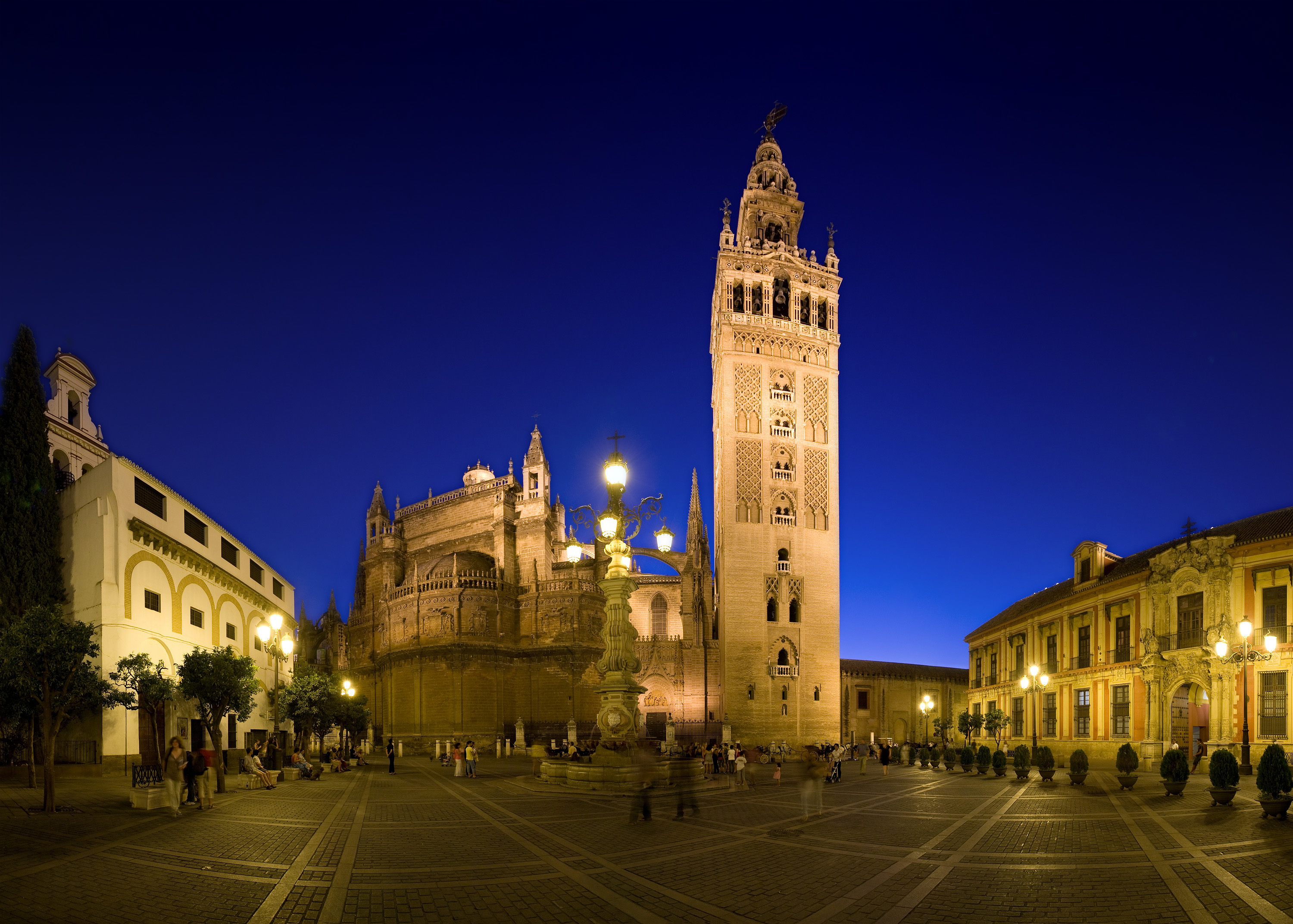
كاتدرائية إشبيلية وهي إحدى أكبر الكاتدرئيات في العالم
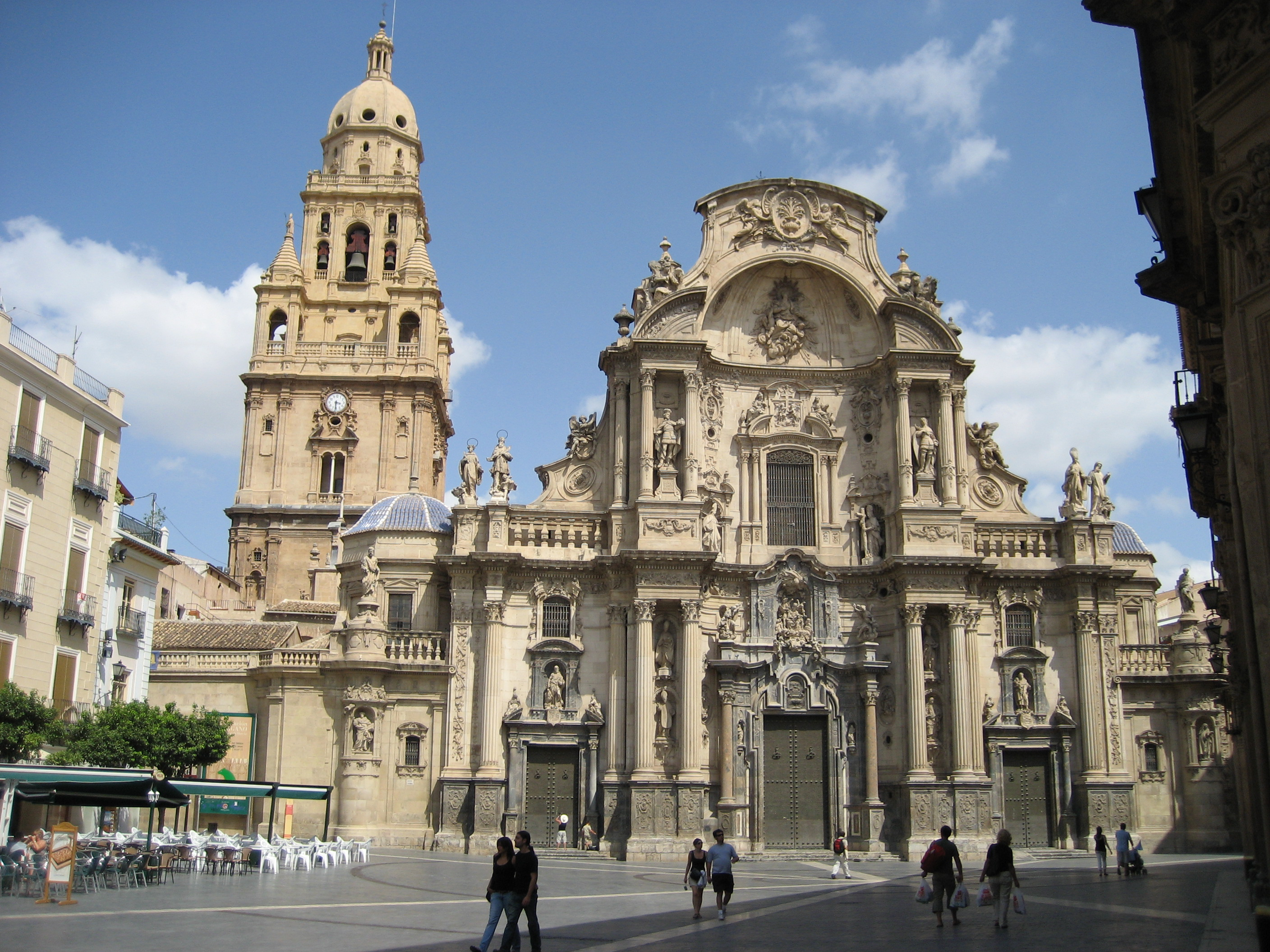
كاتدرائية مرسية في مدينة مرسية
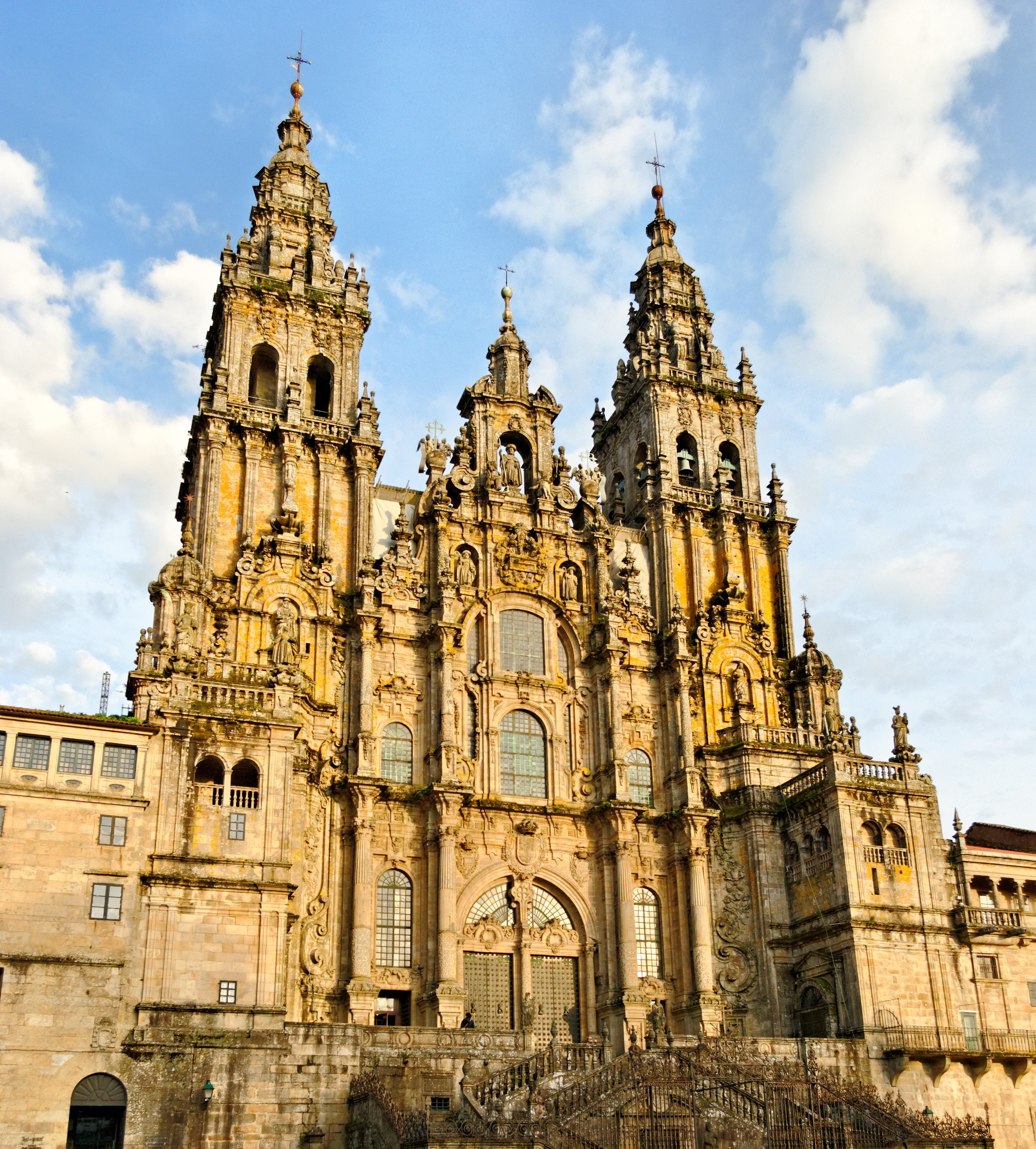
كاتدرائية سانتياغو دي كومبوستيلا في إسبانيا، احدى أبرز المعالم المسيحية في العالم
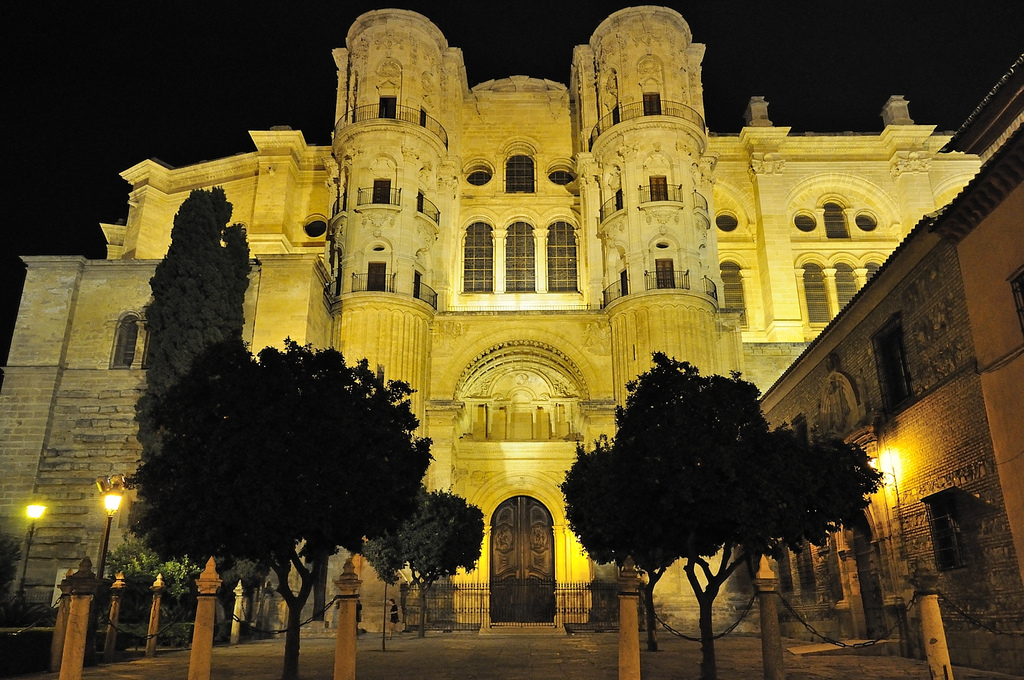
كاتدرائية مالقة في مدينة مالقة
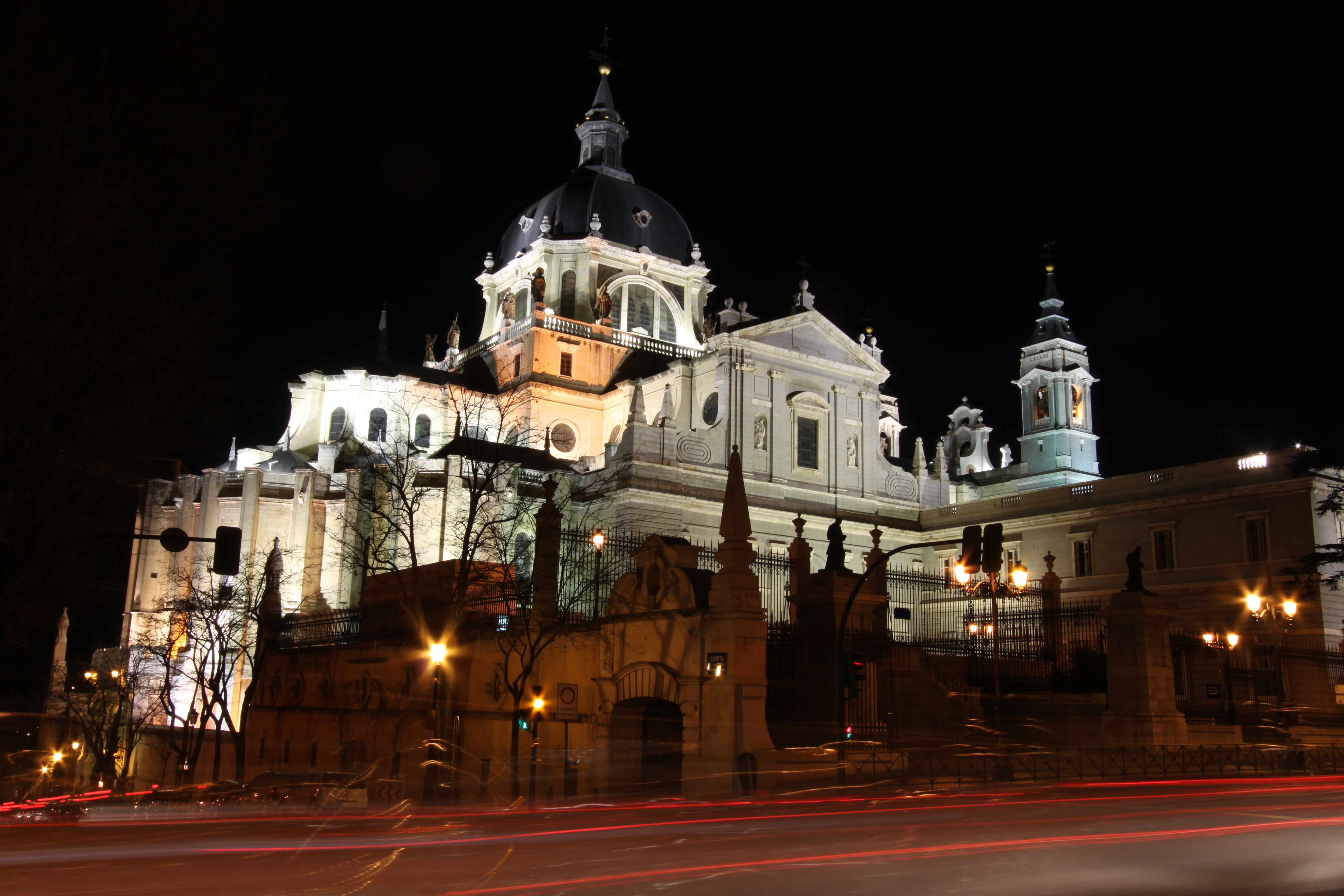
كاتدرائية المدينة في مدينة مدريد
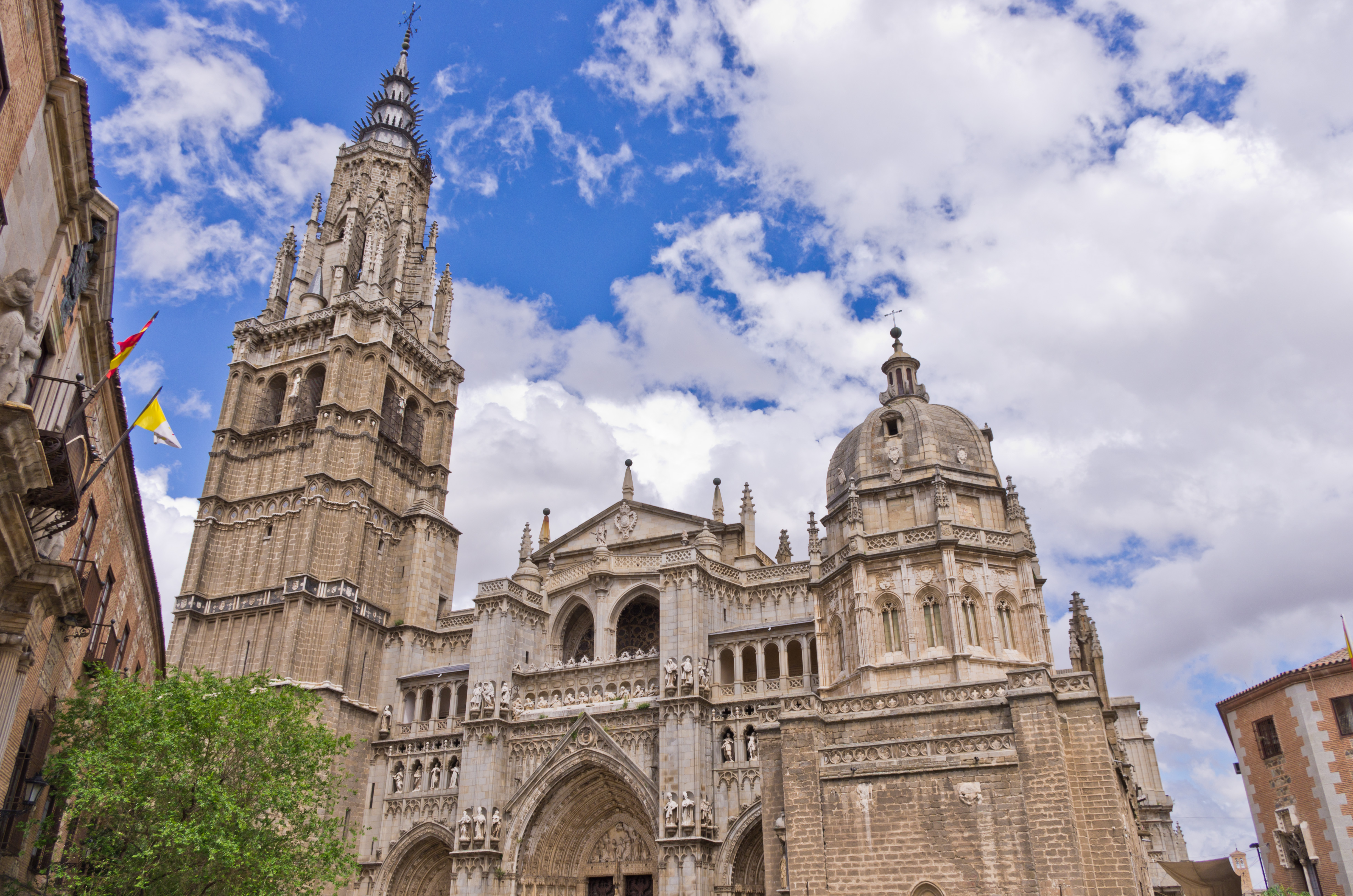
كاتدرائية طليطلة في مدينة طليطلة
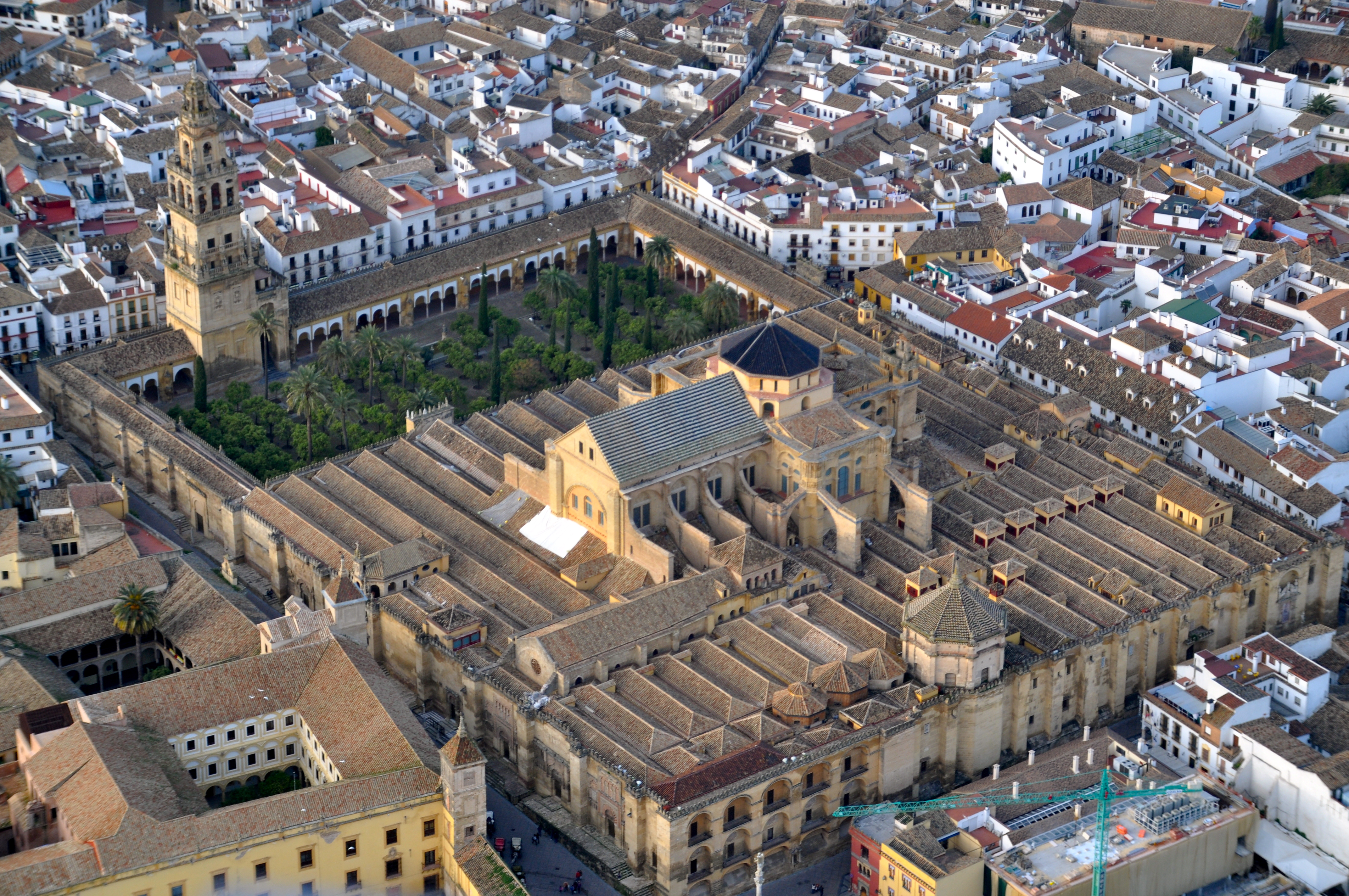
كاتدرائية - جامع قرطبة في مدينة قرطبة
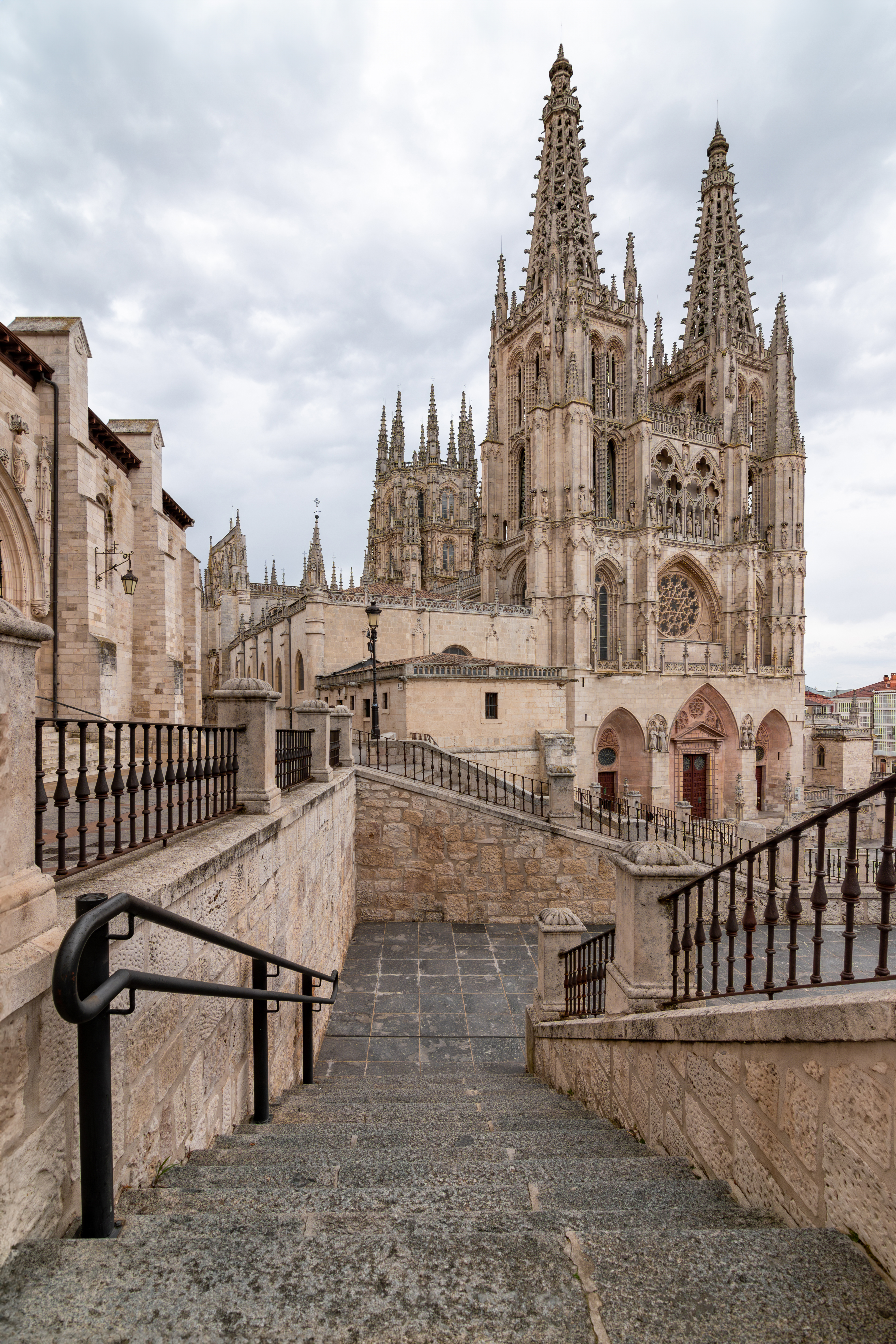
كاتدرائية برغش في برغش
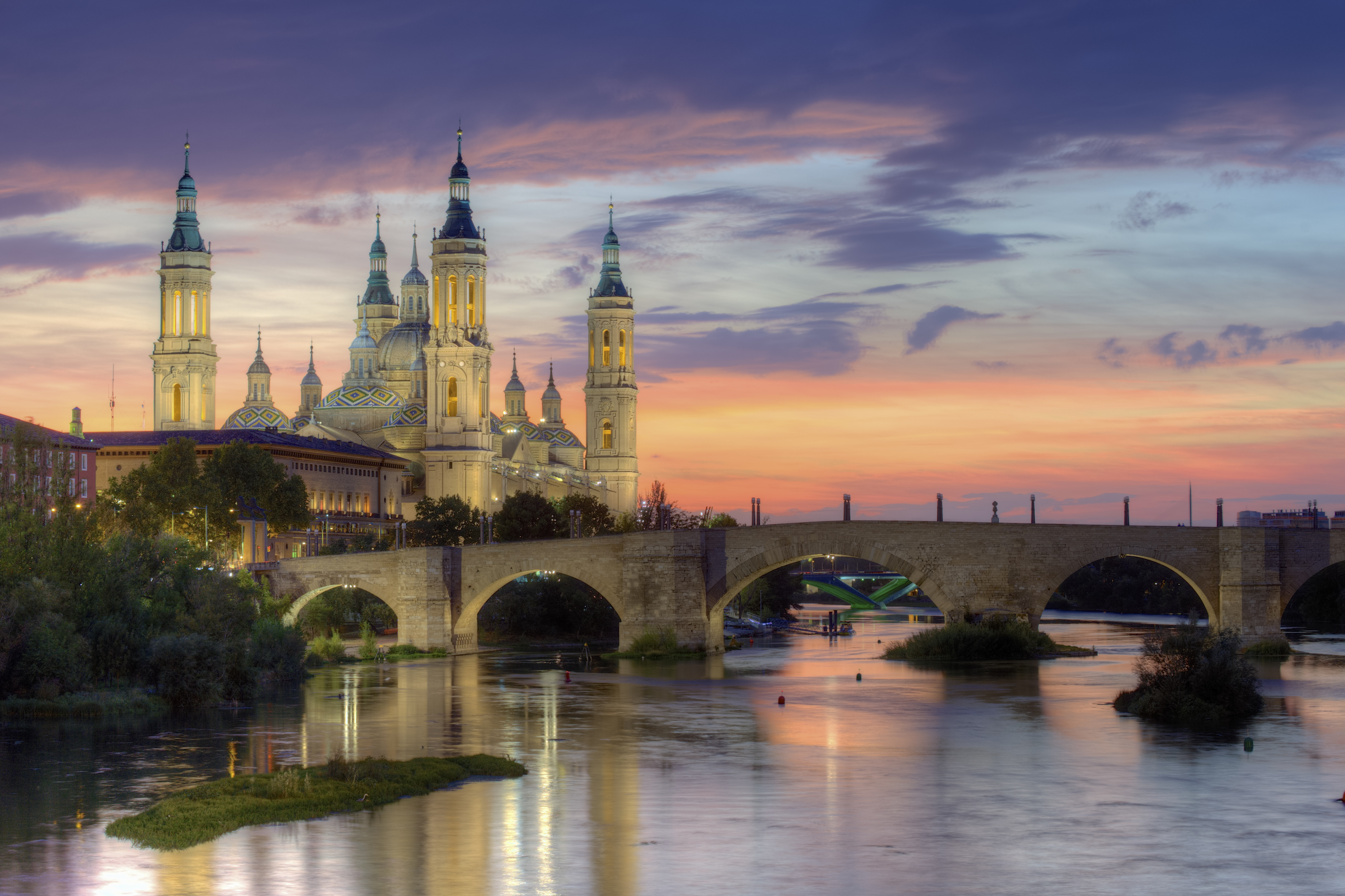
كنيسة سيدة بيلار في مدينة سرقسطة
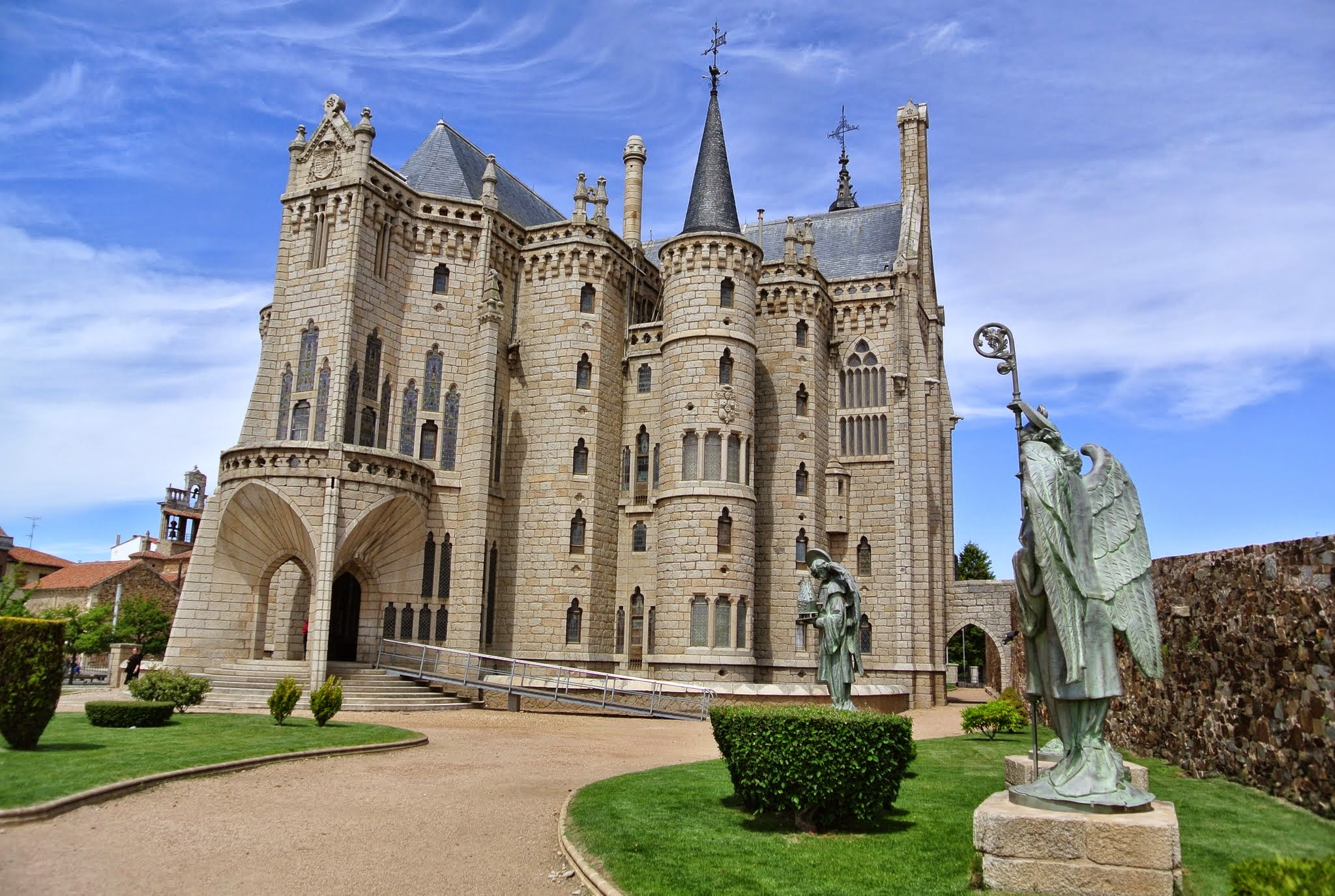
قصر الأسقف في مدينة أسترقة
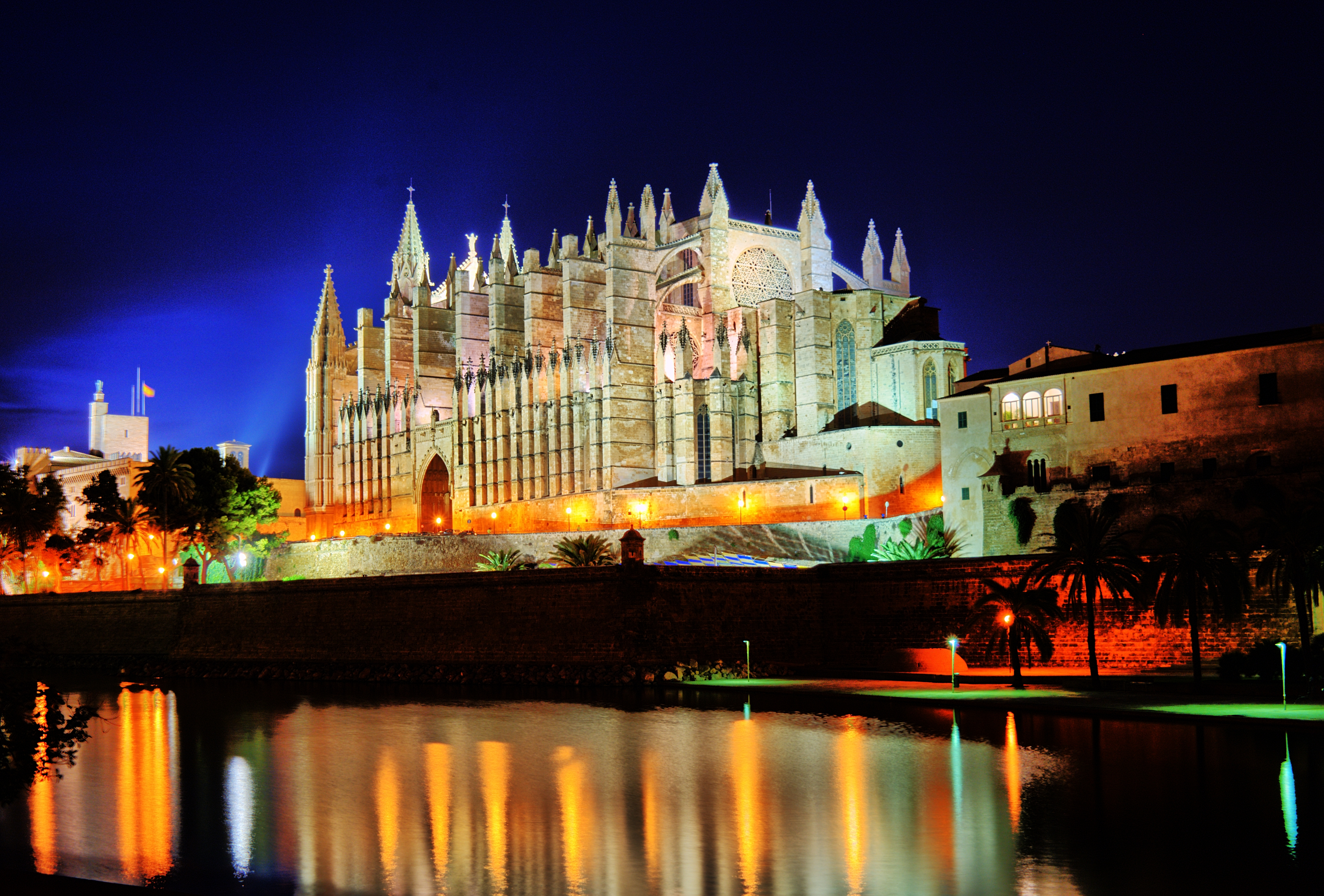
كاتدرائية بالما دي ميورقة في مدينة ميورقة
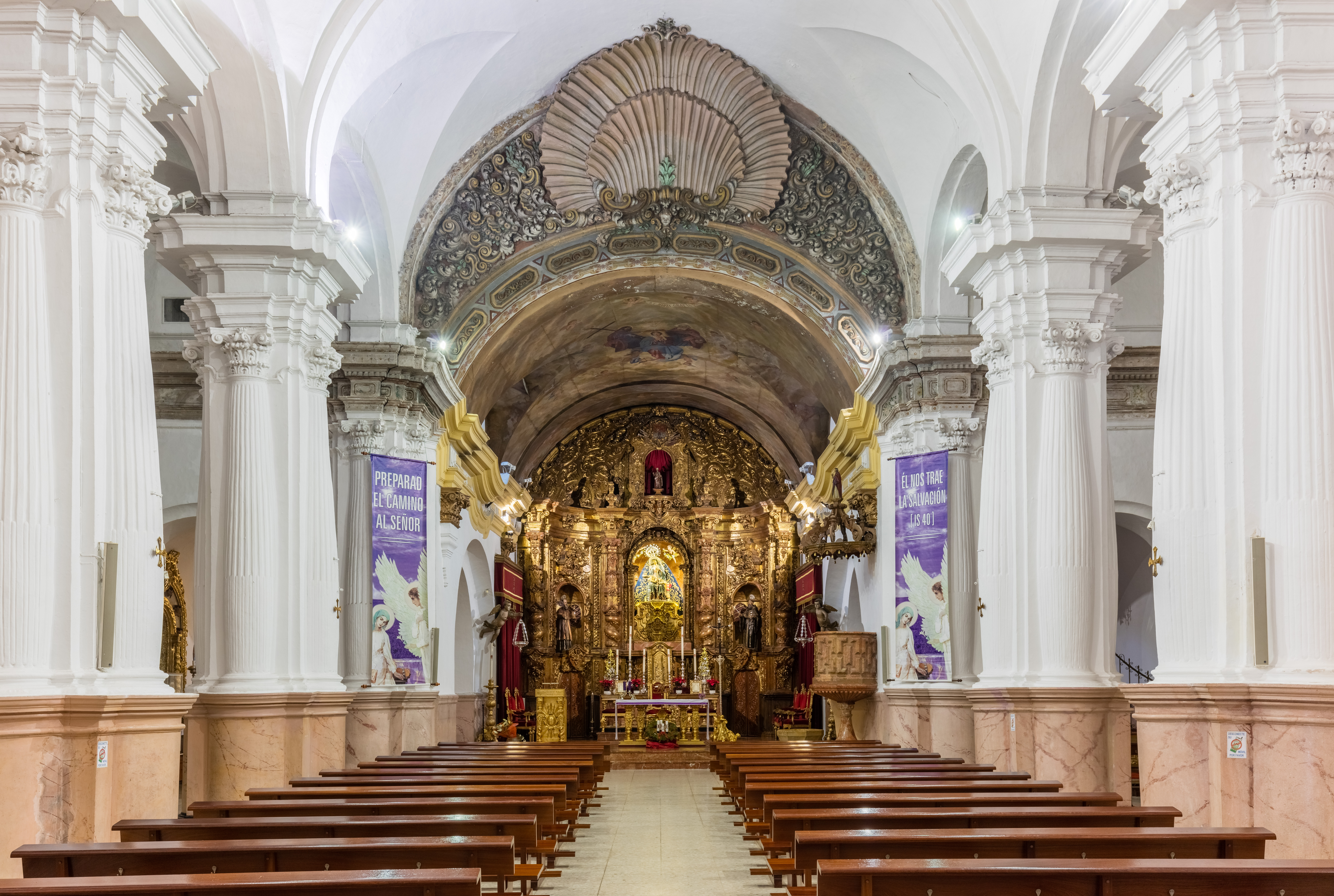
كنيسة مريم العذراء سيدة أفريقيا في مليلية
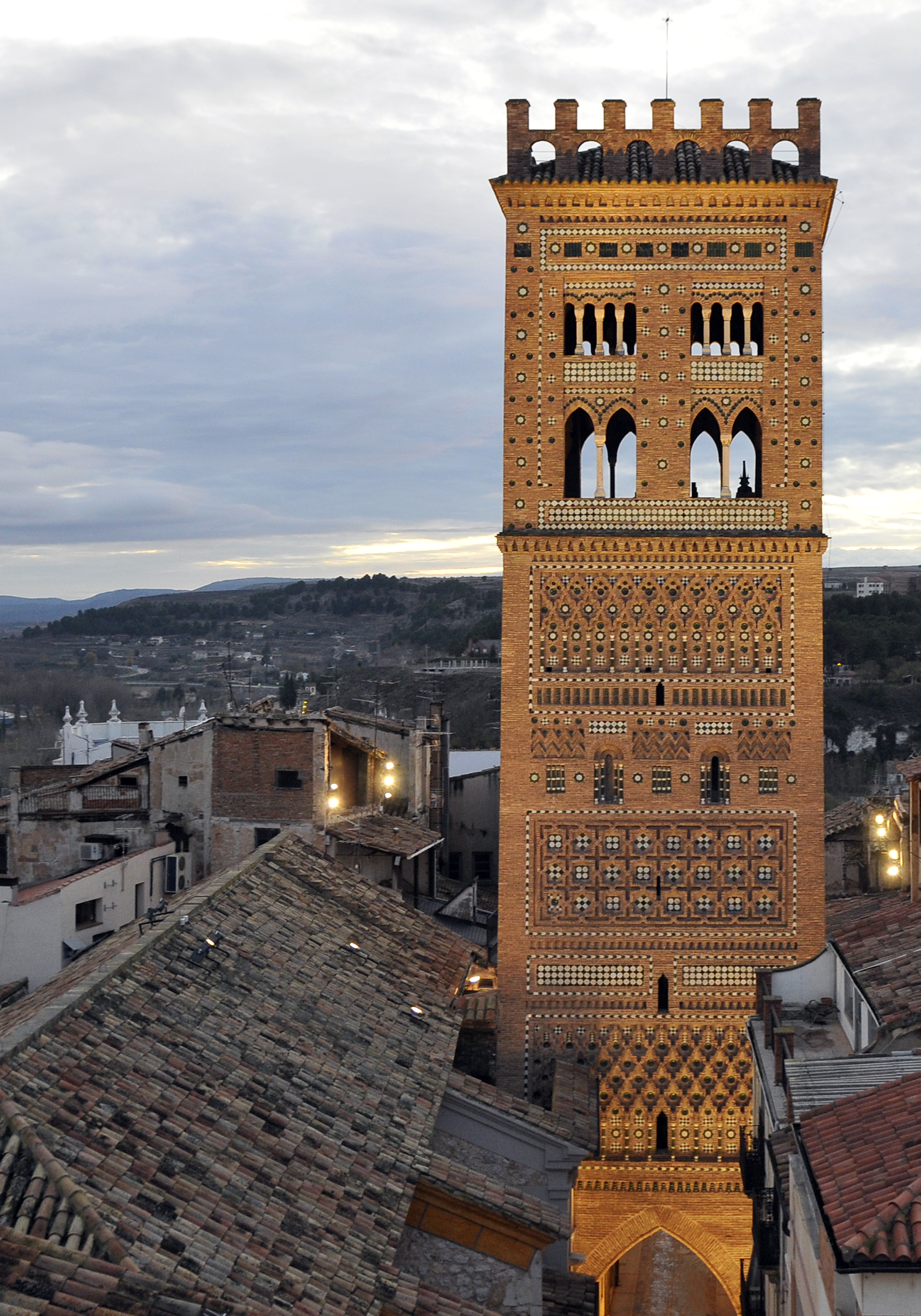
كنيسة سان سلفادور في طرويل
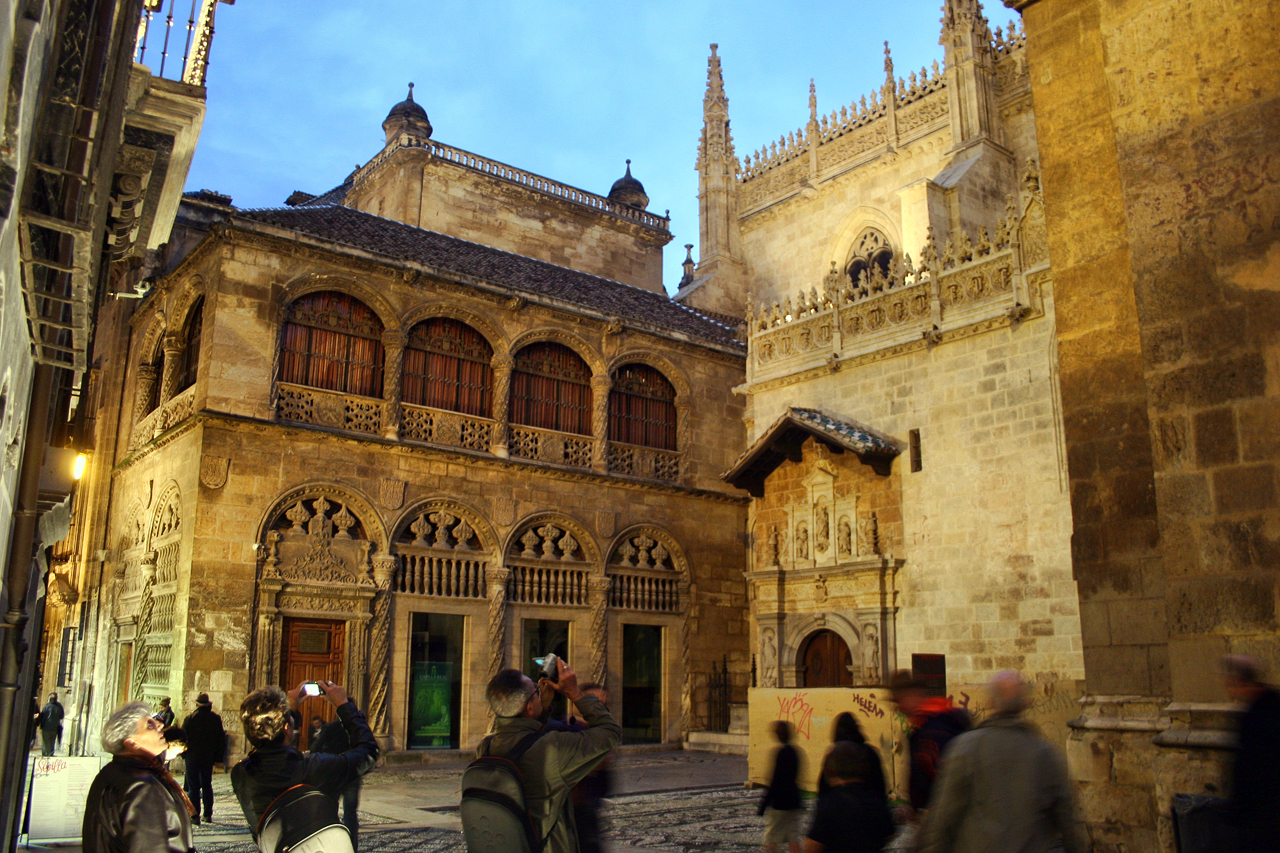
مصلى غرناطة الملكي في مدينة غرناطة
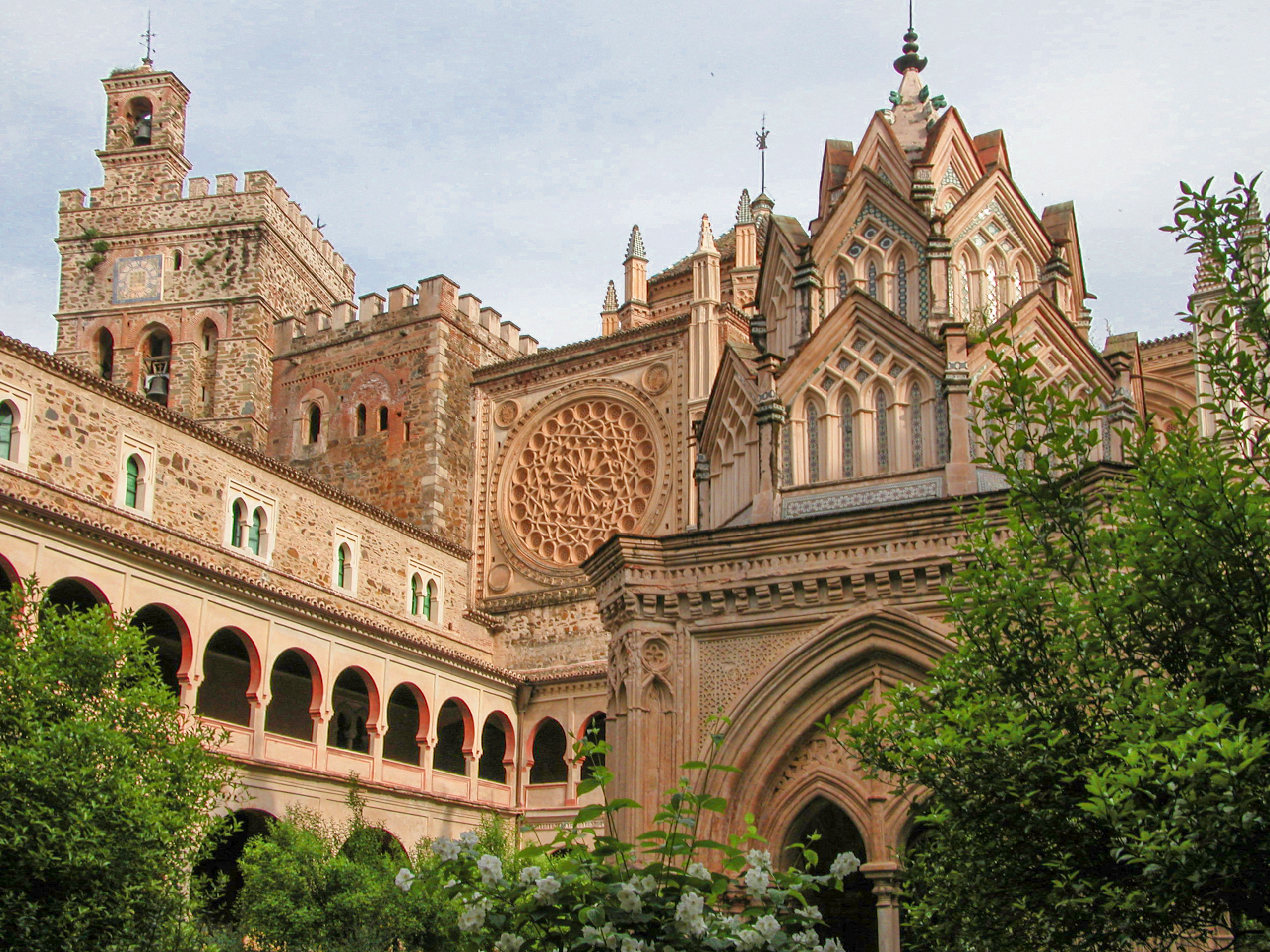
دير سانتا ماريا الملكي في مدينة غوادالوبي

## الوضع الاجتماعي

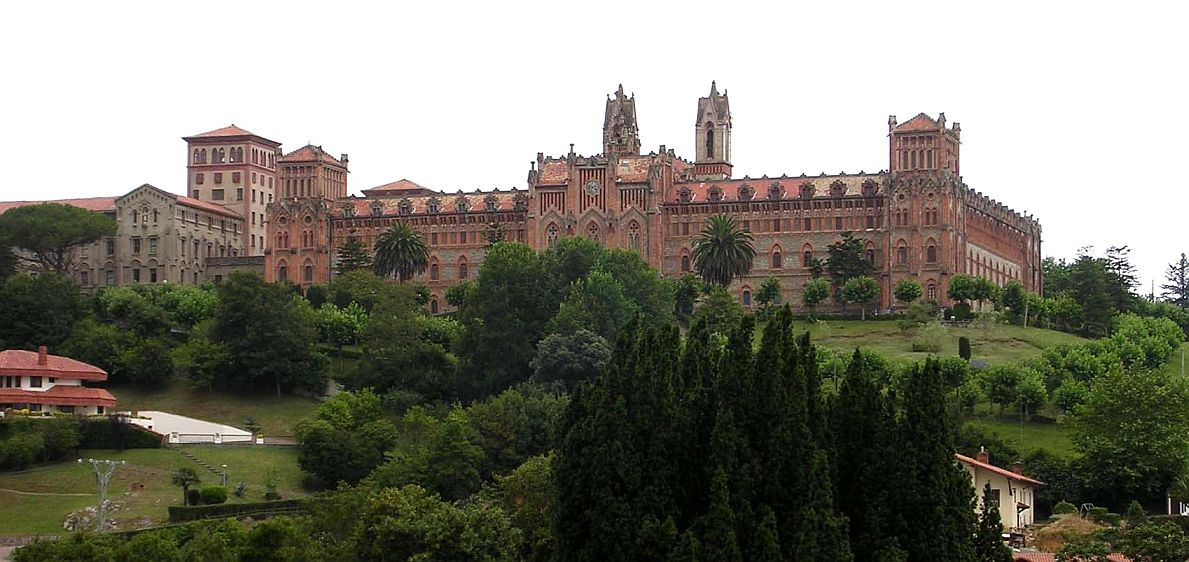
جامعة كوبيلاس الحبريّة؛ يديرها اليسوعيون: تصنّف كليّة الحقوق التابعة للجامعة كواحدة من أفضل خمسة كليات حقوق في إسبانيا.

كانت الكاثوليكية ولأمد طويل الدين الرئيسي في إسبانيا، وعلى الرغم من أنها لا تحمل أية صفة رسمية بموجب القانون، فإنه يجب على الطلاب في جميع المدارس العامة في إسبانيا أن يختاروا بين مادتي الدين أو الأخلاقيات، بينما الكاثوليكية هي الدين الوحيد المدرس رسمياً.
خلال العقد الماضي، ازداد ارتباط الكنيسة الكاثوليكية في الشؤون السياسي، وذلك من خلال مجموعات ضغط نخبوية مثل أوبوس داي، طريق الموعوظين الجديد أو فيلق المسيح، لا سيما من خلال كبار السياسيين في الحزب الشعبي اليميني. وقد ساهمت وسائل الإعلام القديمة والجديدة، والتي هي ملك للكنيسة، مثل شبكة راديو كوبي، في هذه المشاركة الجديدة في السياسة، وكذلك الامر بالنسبة للاقتصاد فكثير من كبار مدراء بنوك والشركات الكبرى وجامعات إسبانيا هم من جماعات كاثوليكية نافذة أهمها أوبوس داي والتي تعرف أيضًا بامتلاك عدد كبير من مساكن للطلاب الجامعيين. في عام 1980، أجريت دراسة في إسبانيا أظهرت أن أغلب المتعلمين والنخب الأكاديميَّة الإسبانية يعرفون أنفسهم ككاثوليك.
اليوم لا تزال تحتفظ العائلة الملكية في إسبانيا بلقب الملك الكاثوليكي، ويتخذ ملوك إسبانيا لقب «جلالة الملك الكاثوليكي» بشكل وراثي. ويحمل فيليب السادس ملك إسبانيا الحالي، لقب صاحب الجلالة الكاثوليكي.

### الوضع الحالي

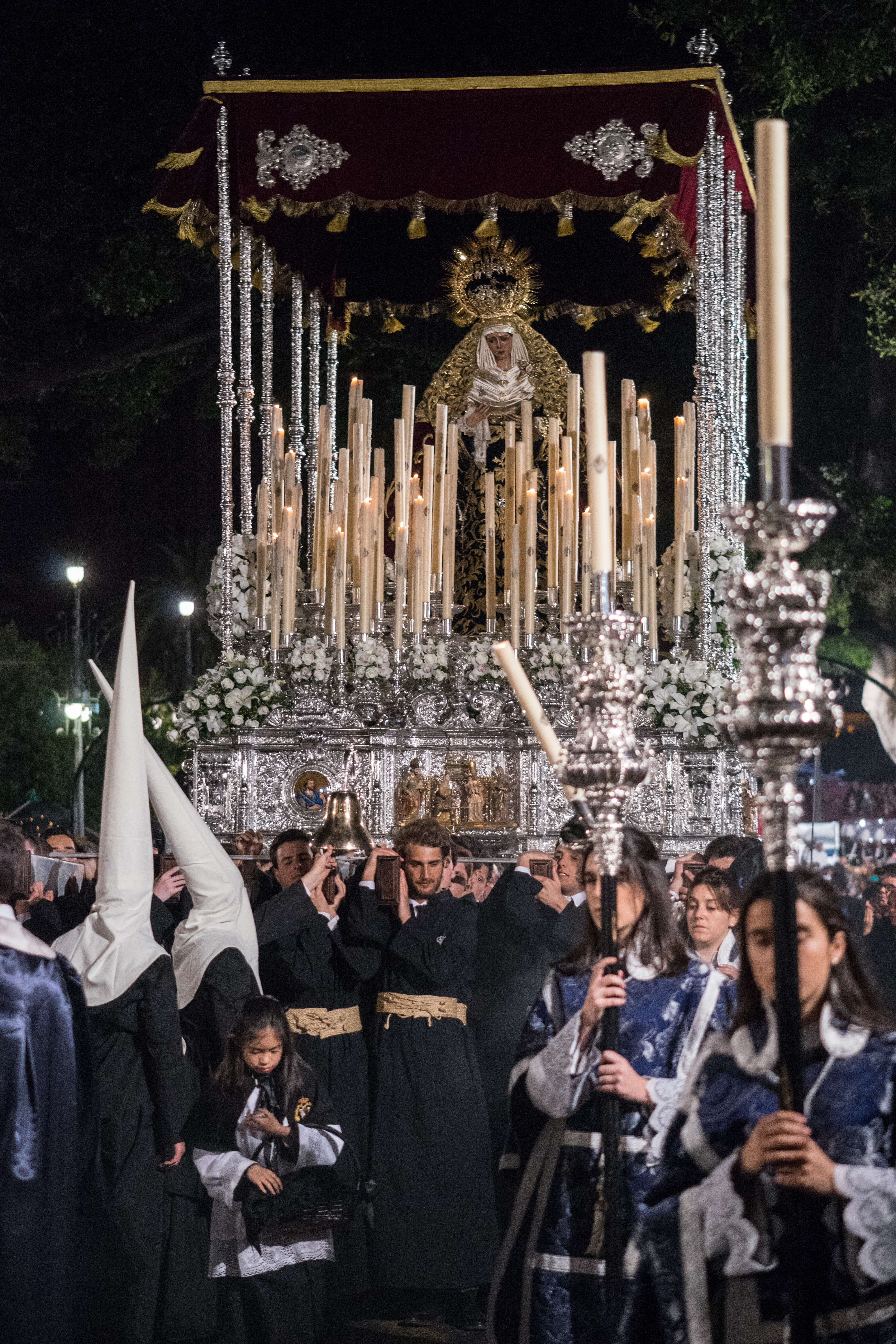
جانب من مسيرة الجمعة العظيمة في مالقة؛ تشكل التطوافات حيزاً هاماً من الثقافة والممارسة الدينيَّة الإسبانيَّة الشعبيَّة.

وجدت دراسة قامت بها مركز بيو للأبحاث عام 2018 أنَّ حوالي 66% من الإسبان قالوا أنهم مسيحيين وبحسب الدراسة تأتي الكاثوليكيَّة بمقدمة الطوائف المسيحيَّة مع حوالي 60% من السكان، في حين وفقًا لدراسة أجريت من قبل مركز البحوث الاجتماعية الإسباني في سبتمبر 2017 يعتنق الكاثوليكية حوالي 70.2% من السكان. وأعتبر حوالي 44% أنفسهم مسيحيين إسميين وحوالي 21% قال أنه يُداوم على حضور القداس. عمومًا حصل حوالي 96% من مجمل الإسبان على سر المعمودية، وقال حوالي 92% أنه تربى على التقاليد المسيحيَّة، بالمجمل قال حوالي 80% من الإسبان الذين تربوا على التقاليد المسيحيَّة ما زالوا يعتبرون أنفسهم مسيحيين، في حين أنَّ النسبة المتبقيَّة معظمها لا تنتسب إلى ديانة. حوالي 2% من المسيحيين في إسبانيا تربوا على تقاليد دينية غير مسيحيَّة وتحولوا للمسيحية لاحقاً.
وبحسب الدارسة قال 68% من المسيحيين الإسبان أنَّ للدين أهميَّة في حياتهم، وقال 94% من المسيحيين الإسبان المُداومين على حضور القداس أنهم يؤمنون بالله بالمقابل قال 81% من المسيحيين الإسميين ذلك. ويُداوم حوالي 33% من المسيحيين الإسبان على حضور القداس على الأقل مرة في شهر، ويصوم حوالي 24% منهم خلال فترات الصوم، ويرتدي 26% الرموز المسيحيَّة، ويُقدم حوالي 49% منهم الصدقة أو العُشور، ويُشارك 10% معتقداتهم مع الآخرين، في حين أنَّ 51% من المسيحيين يُداومون على الصلاة ويعتبر 66% منهم متدينين.
كما وحصل 99% من مجمل المسيحيين الإسبان على سر المعمودية، وقال 90% منهم أنه سيربي طفله على الديانة المسيحيَّة، يذكر أن حوالي 26% من غير المنتسبين لأي ديانة قال أنه سيربي طفله على الديانة المسيحيَّة. بحسب الدراسة أعرب حوالي 82% من الإسبان المسيحيين بأنَّ هويتهم المسيحيَّة هي مصدر فخر واعتزاز بالنسبة لهم، ويوافق 52% منهم على التصريح أنَّ المسيحية هي عاملًا هامًا لكي تكون وطنيًا. وقال 87% منهم أنه يعرف «الكثير» عن المسيحية.
على المستوى الاجتماعي والسياسي قال 87% من الإسبان المسيحيين أن الكنائس تلعب دور ايجابي في مساعدة الفقراء والمحتاجين، وعبرَّ 79% من المسيحيين المتلزمين للغاية عن وجهات نظر إيجابية للمؤسسات الدينية مقابل 54% من المسيحيين الأقل التزاماً. ورفض 66% من الإسبان المسيحيين القول أنَّ «العِلم يجعل الدين غير ضروري في حياتي!»، كما وقال 2% من الإسبان المسيحيين أن تعاليم المسيحيَّة تُروج للعنف مقابل 13% منهم قال أن تعاليم الإسلام تُروج للعنف، كما وقال حوالي 15% منهم أنه يعرف شخص يهودي على المستوى الشخصي، ويعرف حوالي 69% شخص ملحد على المستوى الشخصي، ويعرف حوالي 54% شخص مُسلم على المستوى الشخصي. وقال 15% من الإسبان المسيحيين أنهم غير مستعدين لتقبل اليهود داخل عائلتهم، بالمقابل يقول 22% من الإسبان الكاثوليك بأنه غير مستعد لتقبل المسلمين داخل عائلتهم. يذكر أنه وفقاً لمركز بيو للأبحاث 91% من المسيحيين الإسبان متزوجين من أشخاص من نفس الديانة.